# Ankón
(Motto della città di Ancona)
Ankón (trascrizione dal greco antico Ἀγκών) è il nome di Ancona durante la sua fase di città greca, che si svolse tra il IV secolo a.C. e il II secolo a.C.
Fondata nel 387 a.C. ad opera di greci siracusani, e dunque di stirpe dorica, fu una delle poleis più settentrionali della colonizzazione greca in Occidente ed una delle più isolate rispetto alle altre colonie greche
I siracusani fondarono la colonia potenziando un emporio greco-piceno preesistente, che si pensa fosse già chiamato Ankón (Ἀγκών); il toponimo sarebbe quindi la prima testimonianza degli intensi rapporti tra la Grecia ed Ancona. Con la fondazione siracusana l'emporio divenne una città di lingua, cultura ed aspetto greci, e tale rimase per tre secoli, anche quando entrò nell'orbita dello Stato romano e ne diventò parte integrante.
Ankón, attraverso il suo porto, mantenne rapporti intensi con i principali centri del Mediterraneo orientale, come provano le testimonianze archeologiche, numerose e significative specialmente per l'età ellenistica.
Tra la fine del II e l'inizio del I secolo a.C. fu gradatamente assorbita nello Stato romano, pur rimanendo per alcuni decenni un'isola linguistica e culturale greca, per quanto permeata dalla cultura italica circostante. Una delle più importanti caratteristiche di questa polis è anzi il suo persistente attaccamento al carattere greco e la sua resistenza culturale alla romanizzazione.
Gli abitanti di Ankón si chiamavano Ἀγκωνῖται (Ancōnîtai).

## Prima dei Siracusani

### Contatti con la civiltà micenea
(Pseudo Scilace, Periplo, capitolo 16)

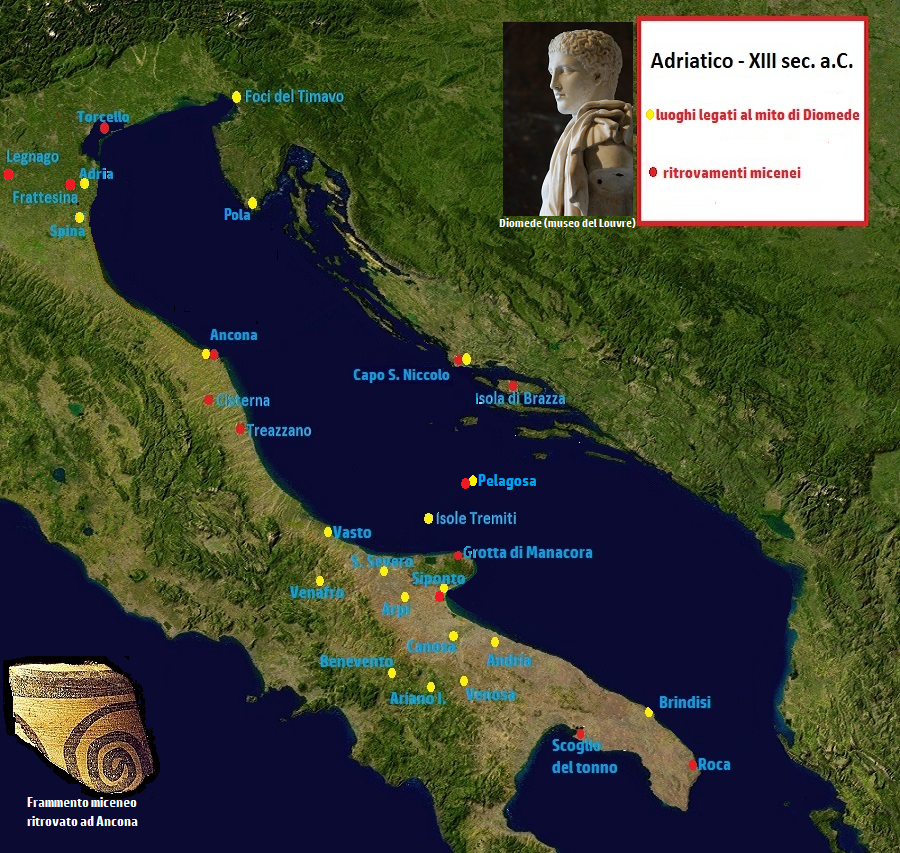
Luoghi legati al mito di Diomede e ritrovamenti micenei.

La citazione dello Pseudo Scilace sopra riportata è tratta dal più antico portolano del Mediterraneo conservatosi, ed è la prima testimonianza scritta su Ancona. Essa attesta l'esistenza nel territorio degli Umbri (che qui significa "Italici") di una polis chiamata con il nome greco di Ἀγκών (Ankṓn, ossia "gomito"), dove era praticato il culto dell'eroe greco Diomede.
Questo è ciò che testimonia l'unica fonte scritta riferibile al periodo precedente la fondazione siracusana; dato che tale informazione è raffrontabile con testimonianze archeologiche, essa acquista più valore. La frequentazione greca prima della fondazione siracusana è infatti suffragata da importanti ritrovamenti archeologici avvenuti sul Montagnolo, colle che si trova in posizione dominante sul golfo di Ancona e le cui pendici orientali sono attualmente occupate dai rioni periferici di Posatora e del Pinocchio; la cima è invece fuori dal centro abitato.
Entrando nel dettaglio, sul Montagnolo, nell'estate del 1982, in seguito a ritrovamenti archeologici sporadici, la Soprintendenza decise di eseguire alcuni saggi di scavo, che portarono al ritrovamento di due frammenti di ceramica micenea, insieme a testimonianze di un abitato dell'Età del Bronzo, del periodo medio e finale, ossia dal 1600 al 1000 a.C., soprattutto vasi in terracotta con decorazione tipica della Cultura appenninica.

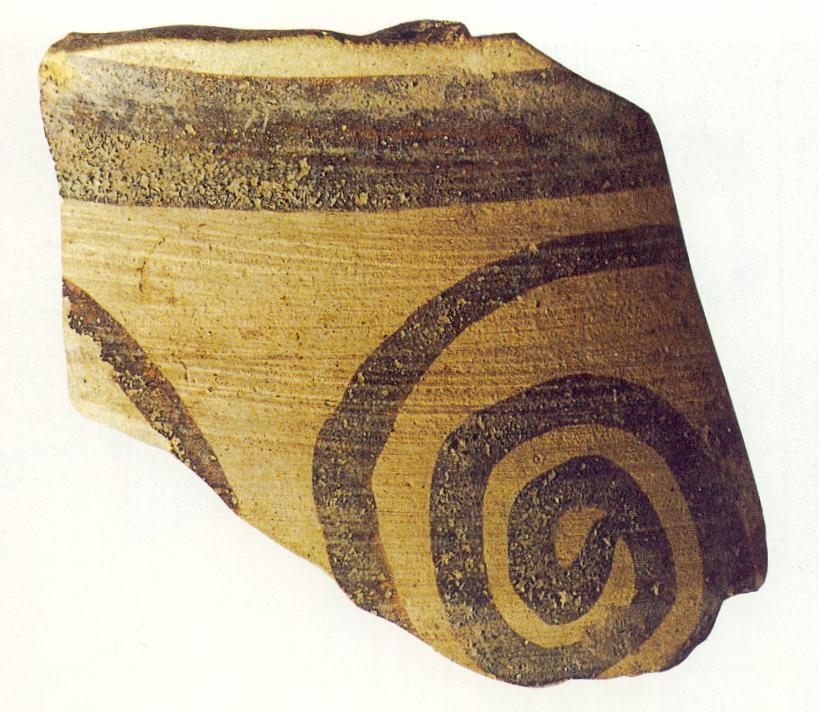
Frammento di vaso miceneo, trovato al Montagnolo e conservato al Museo archeologico nazionale delle Marche. Su di esso compare l'antico simbolo della spirale, tipico della cultura minoica e di quella micenea. Il significato della spirale è collegato a quello del labirinto e rimanda all'idea di energia e di evoluzione.

Uno dei frammenti micenei è dipinto con il simbolo universale della spirale, tipico della cultura minoica e poi di quella micenea. Il suo significato, affine a quello del labirinto e della triscele, è legato al percorso del Sole, al fuoco, all'aria che turbina, all'energia e all'evoluzione.
Il ritrovamento di reperti micenei è inusuale nelle regioni adriatiche, ed è tipico solo di un numero limitato di altri siti, come mostra la carta a fianco; la loro localizzazione è utilizzata per ricostruire i percorsi delle antiche rotte adriatiche micenee.
Tornando al culto di Diomede citato dallo Pseudo Scilace, è interessante notare che, oltre che ad Ancona, esso è testimoniato in altre località adriatiche, anch'esse mostrate nella mappa a fianco. Numerosi autori ritengono rilevante una certa corrispondenza che esiste tra la distribuzione dei siti dei ritrovamenti micenei e quella dei luoghi di culto di Diomede, come nel caso di Ancona; a loro giudizio, ciò dimostrerebbe che tale culto sarebbe stato diffuso proprio dai navigatori provenienti dalla Grecia, in un'epoca di poco più tarda rispetto alla Guerra di Troia, ossia intorno al XIII secolo a.C., al tempo della diaspora micenea (tardo elladico).
In base ai ritrovamenti archeologici del Montagnolo, si può dire quindi che le popolazioni greche conoscevano e frequentavano il porto naturale di Ancona circa nove secoli prima della fondazione della città, tra il XIII e il XII secolo a.C., e che furono essi ad introdurre nella zona di Ancona, dove esisteva già un villaggio, il culto dell'eroe greco Diomede, ricordato nel Periplo di Scilace.
Il culto di Diomede potrebbe poi essere stato rivitalizzato in occasione dell'arrivo dei siracusani che fondarono la città nel IV secolo avanti Cristo. Il tiranno siracusano Dionisio il Grande, infatti, avrebbe valorizzato l'antico culto greco dell'eroe argivo per giustificare culturalmente la propria azione colonizzatrice di fronte alle popolazioni autoctone dell'Adriatico. Lo stesso fenomeno si sarebbe verificato in tutte le aree adriatiche interessate dalla politica di Dionisio il Grande e di suo figlio, Dionisio II.

### Posizione strategica del porto naturale

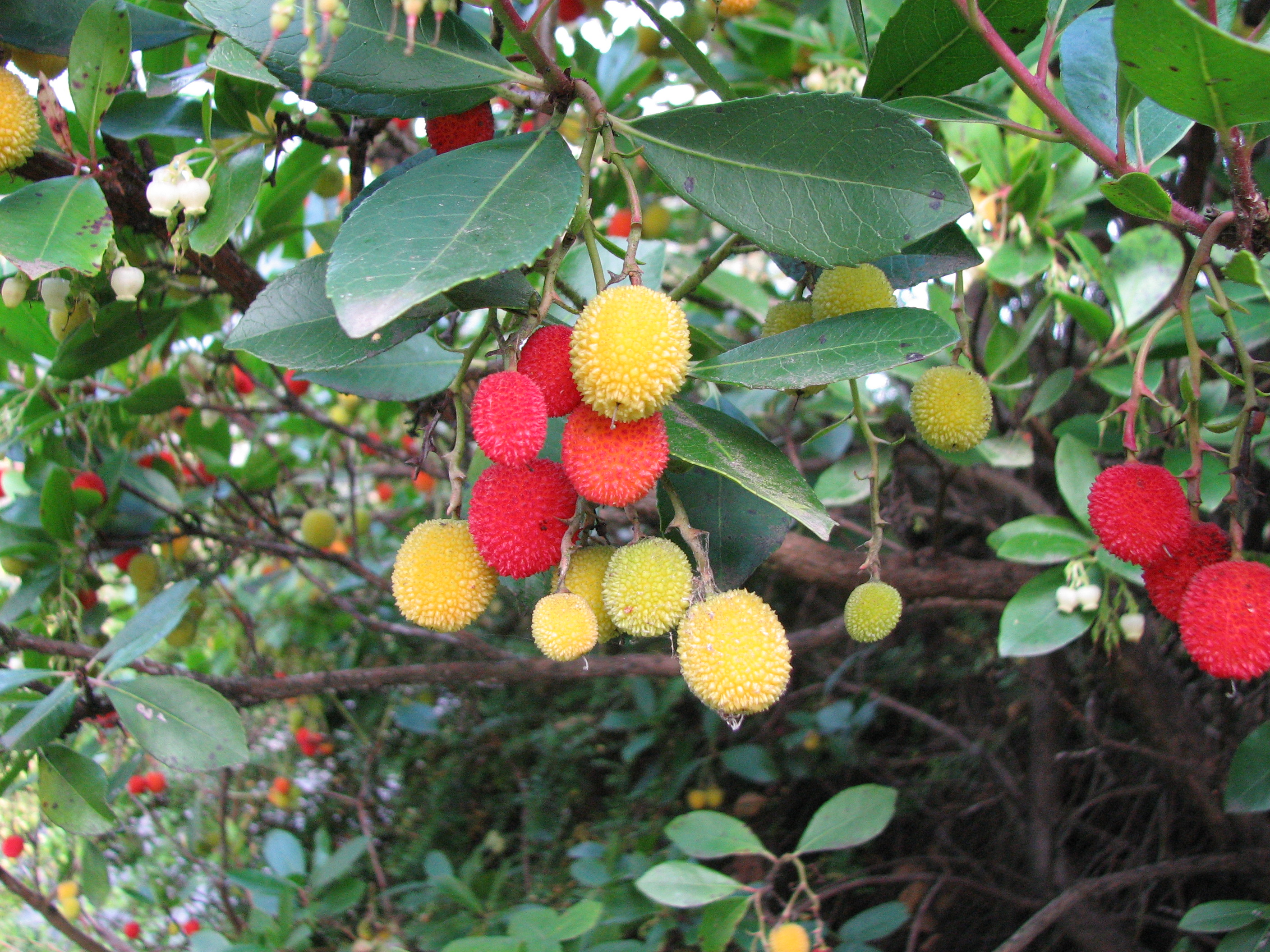
Frutti dell'albero del corbezzolo; dal greco kómaros, cioè corbezzolo, deriva il nome di monte Cònero.

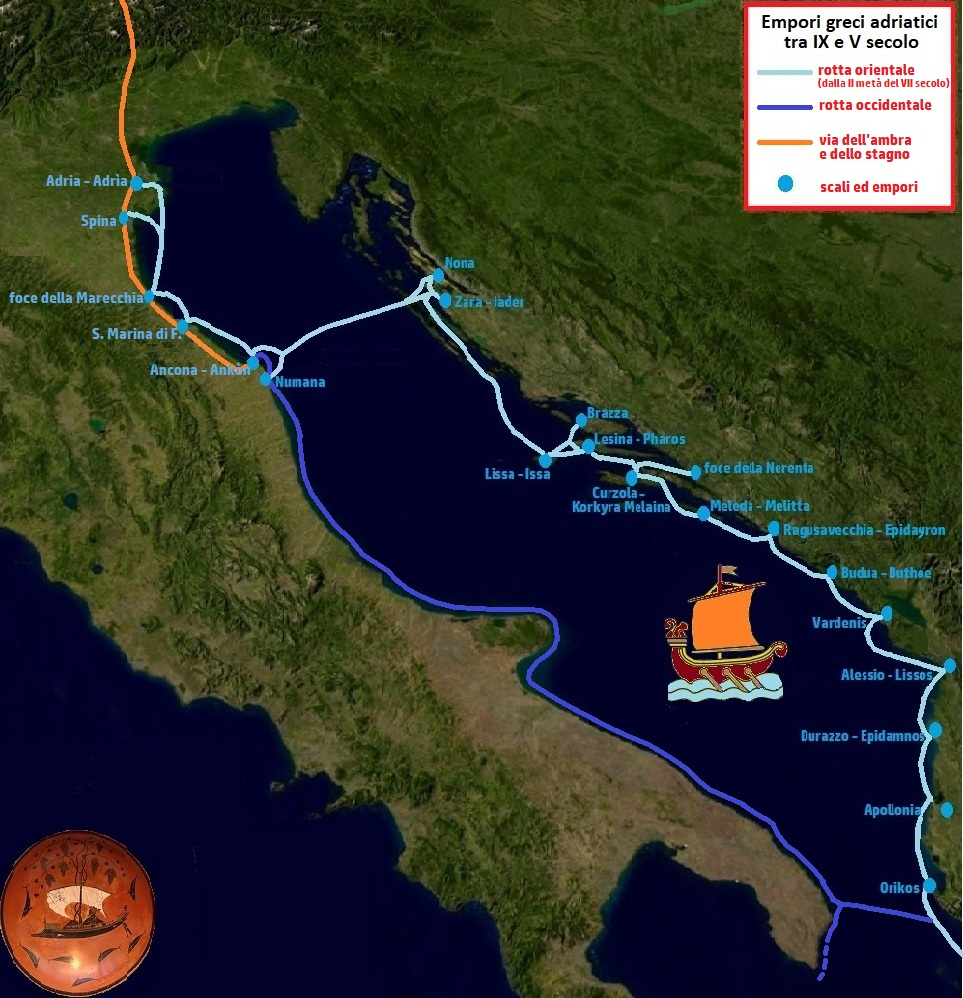
Empori utilizzati dai Greci durante la navigazione verso l'alto Adriatico. Alcuni di essi diventarono poi colonie: Adría, Ankón, Apollonia, Epidamnos, Issa, Korkyra Melaina, Lissos, Pharos, Tragurion..

L'affermazione di Plinio il Vecchio Ab iisdem [Siculis] colonia Ancona, in cui si dice Ancona fu fondata dai Siculi, è stata in passato ritenuta una conferma del passo di Strabone che ci informa sull'origine greco-siracusana di Ancona, partendo dall'erronea equivalenza tra "Siculi" e "Siracusani".
Quest'interpretazione è però stata confutata già nel 1794 da Agostino Peruzzi, semplicemente facendo notare che Plinio afferma poco più avanti (Naturalis historia, III, 112) che tutta la costa da Ancona a Rimini ebbe come più antichi abitanti Siculi e Liburni. Essendo palesemente impossibile che Plinio avesse voluto sostenere che i Siracusani fossero stanziati in epoca storica nelle coste del medio Adriatico, per di più insieme ai Liburni, con ogni probabilità il termine pliniano "Siculi" si riferisce più correttamente alle genti che si stanziarono nelle attuali Marche intorno al II millennio a.C.
In effetti, la fondazione di Ankón avvenne su un preesistente centro, la cui fase di cultura protovillanoviana alcuni identificano con la fondazione sicula riferita da Plinio.
Per capire perché i Greci, dall'età micenea in poi, frequentassero il porto di Ancona, si deve ricordare che i popoli antichi praticavano la navigazione di cabotaggio ed affrontavano il mare aperto solo quando non era possibile fare altrimenti, scegliendo in questo caso le rotte più brevi e con punti di riferimento sicuri, come dei promontori. Le rotte di cabotaggio erano stabilite in base alla necessità di potersi riparare, durante la notte o in caso di burrasca, in porti o insenature naturali localizzati a circa un giorno di navigazione l'uno dall'altro.
I Greci percorrevano due rotte per risalire l'Adriatico, diretti ai fiorenti mercati della Pianura Padana. La rotta orientale correva lungo le coste dalmate, ricche di ripari naturali per le navi, sino all'odierna città di Zara, per poi proseguire verso nord oppure attraversare il mare puntando verso il promontorio del Cònero e dirigersi infine verso l'Adriatico settentrionale, utilizzando come ripari le foci dei fiumi, sino a giungere nell'area del delta del Po. La rotta occidentale, lungo le coste italiane, era utilizzata principalmente dai navigatori provenienti dalla Magna Grecia.
L'area del promontorio del Cònero, e quindi Ancona, era il punto di congiunzione tra le due rotte.
In corrispondenza del Cònero, l'attraversamento dell'Adriatico risultava più breve perché il promontorio si protende verso la costa dalmata; inoltre, svolgeva efficacemente la funzione di traguardo visivo per i navigatori provenienti da est. Anche nella rotta di ritorno, inoltre, si poteva contare su un buon traguardo visivo: il monte Drago, sui monti Velèbiti. A questa rotta corrispondeva, dunque, una lunghezza minima del tratto di mare privo della visibilità della costa. Inoltre il promontorio offriva, in corrispondenza della futura Ancona, un riparo per le navi in una pozione intermedia tra le bocche del Po e Brindisi, lungo l'importuosa costa adriatica occidentale.
È interessante notare che lo stesso nome Cònero deriva dal greco e precisamente dal termine κόμαρος (kómaros), che significa "corbezzolo". Il Cònero quindi è etimologicamente il "monte dei corbezzoli"; il corbezzolo è infatti un albero mediterraneo molto diffuso nei boschi del Cònero e che produce caratteristici frutti rossi localmente molto apprezzati e anticamente legati al culto del dio Dioniso.

### Un emporio greco-piceno
Prima della fondazione siracusana, il promontorio di Ancona era già abitato da secoli: nell'Età del Bronzo antico esisteva un villaggio nell'area dell'attuale Campo della Mostra (Piazza Malatesta). Un altro villaggio dell'Età del Bronzo (periodo medio e finale) si trovava sul colle del Montagnolo: si tratta del sito citato nella sezione Contatti con la civiltà micenea, che ha restituito appunto i frammenti di ceramica micenea.
Un terzo centro abitato dell'Età del Bronzo (periodo finale), infine, si trovava sul colle dei Cappuccini ed era di cultura protovillanoviana. Il villaggio protovillanoviano, poi, continuò a svilupparsi sino all'Età del Ferro, diventando un centro piceno, il cui porto era frequentato dai navigatori greci. La frequentazione è provata dalla ceramica greca ritrovata tra i resti dell'abitato piceno, datati al VI secolo, dunque molto prima della fondazione della colonia.
Quando arrivarono i Siracusani, Ancona era dunque già da tempo un emporio marittimo greco-piceno; era costituito da magazzini, strutture portuali e da una serie di edifici abitati da greci che conservavano le proprie tradizioni e, pur non avendo la sovranità del territorio, vivevano in piena autonomia. Gli abitanti autoctoni, dal canto loro, facevano da tramite tra i greci e i mercati dell'entroterra, dove infatti si ritrovano manufatti greci.
L'importanza dell'emporio anconitano era dovuta anche al fatto che esso era uno dei terminali della via dell'ambra, che partiva dal mar Baltico, e di quella dello stagno, che iniziava dalla Cornovaglia e dalla Germania. Attraverso gli empori di Ankón e di Numana i Greci si rifornivano anche di grano, ed esportavano olio, vino e, dal VII secolo a.C., manufatti del loro artigianato artistico, come mostrano i ritrovamenti nell'area picena, specie gli oggetti in bronzo e le ceramiche. La ricezione culturale delle forme greche attraverso i due empori del Cònero influenzò profondamente l'artigianato piceno: si spiega così il periodo orientalizzante di questo popolo e poi la sua massiccia importazione di ceramica attica.
I navigatori che frequentavano gli empori adriatici e quindi utilizzavano l'emporio anconitano provenivano da:
- Rodi (IX - VIII sec. a.C.) - i navigatori rodii effettuavano la navigazione di cabotaggio sulla costa occidentale, a partire da Elpie, senza attraversare l'Adriatico;
- Focea (II metà del VII sec. a.C.) - i navigatori focesi furono coloro che aprirono la rotta di attraversamento dell'Adriatico all'altezza del Cònero;
- Corinto e Korkyra (VI sec. a.C.) - i corinzi e i corciresi contribuirono alla diffusione in Adriatico dei culti di Diomede (già introdotto dai Micenei) e di Afrodite (di probabile origine cnidia)[22] e in questo mare fondarono le colonie di Dyrrachion/Epidamnos ed Apollonia;
- Egina (II metà del VI sec. a.C.);
- Atene (II metà del VI e tutto il V secolo a.C.).

Dopo la pace di Antalcida (386 a.C.), che siglò la fine della Guerra di Corinto, il commercio ateniese in Adriatico declinò però rapidamente. I Siracusani si avvantaggiarono di questa crisi e, dal IV secolo a.C., furono soprattutto loro a frequentare le coste adriatiche, fino a fondarvi diverse colonie, tra cui Ankón.

### Il toponimoAnkón

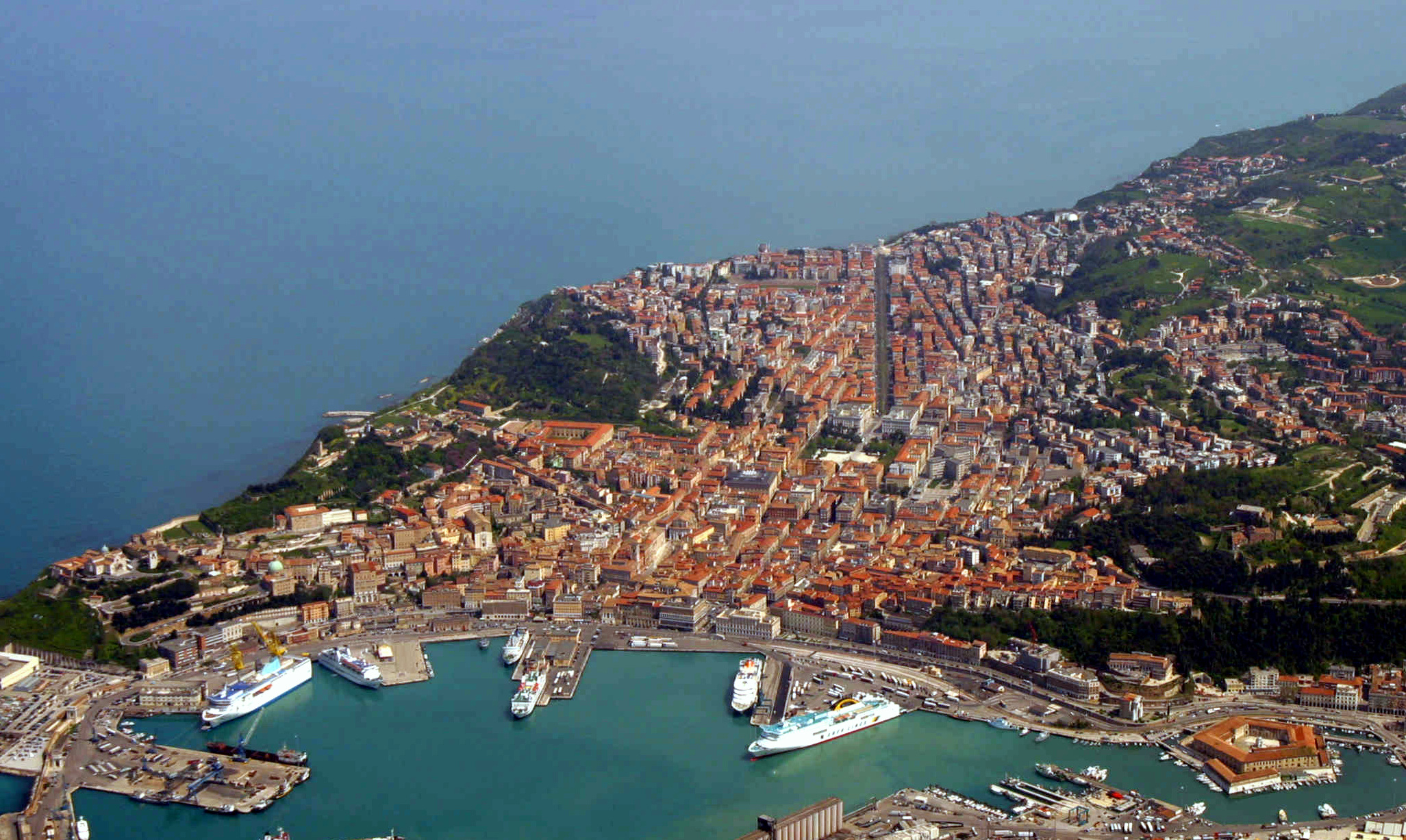
Veduta aerea del centro di Ancona, che mette in evidenza il promontorio ad angolo, o gomito, da cui deriva il nome della città e che protegge il porto dalle tempeste.

La citazione dello Pseudo Scilace sopra riportata testimonia, secondo vari autori l'uso del toponimo greco Ankón già in epoca precedente la fondazione siracusana. Questo termine greco deriva dalla radice linguistica indoeuropea aṅk, che contiene l'idea di "angolo", "gomito", "curvatura del braccio", "punto di articolazione", "punto di piegatura" e fa riferimento alla posizione geografica di Ancona; la città sorge, infatti, su un promontorio roccioso a forma di angolo, simile un braccio piegato a gomito, che divide la porzione centrale della costa adriatica italiana in due tratti, l'uno orientato da nord-ovest a sud-est e l'altro da nord-nord-ovest a sud-sud-est.
Questo gomito di roccia è l'ultima propaggine settentrionale del promontorio del Conero e protegge dal moto ondoso un ampio porto naturale, oggi unico nell'Adriatico tra la Laguna Veneta e i porti pugliesi. In età antica il porto di Ancona era invece affiancato dal porto di Numana, sul versante meridionale del promontorio del Cònero. La protezione dalle onde e dai venti offerta da quello che sarebbe divenuto il porto di Ancora era stata notata dai navigatori greci e determinò l'antica frequentazione del luogo e la successiva fondazione della città.
Alcuni autori latini testimoniano che in epoca romana si aveva ancora coscienza dell'etimologia greca della parola, come risulta da Pomponio Mela e da Plinio il Vecchio, entrambi del I sec. d.C:
(Pomponio Mela, De chorographia, II, 4, 64)
(Plinio il Vecchio, Naturalis historia, III, 13, 111)
Andando avanti nella linea del tempo, anche nel Medioevo l'etimologia greca di Ankón era notoria, come risulta da Procopio di Cesarea nella sua opera La guerra gotica, scritta nel VI secolo d.C.:
(Procopio, La guerra gotica, II, 13, 6)

## La fondazione siracusana
(Strabone, Geografia, V, 4, 2)

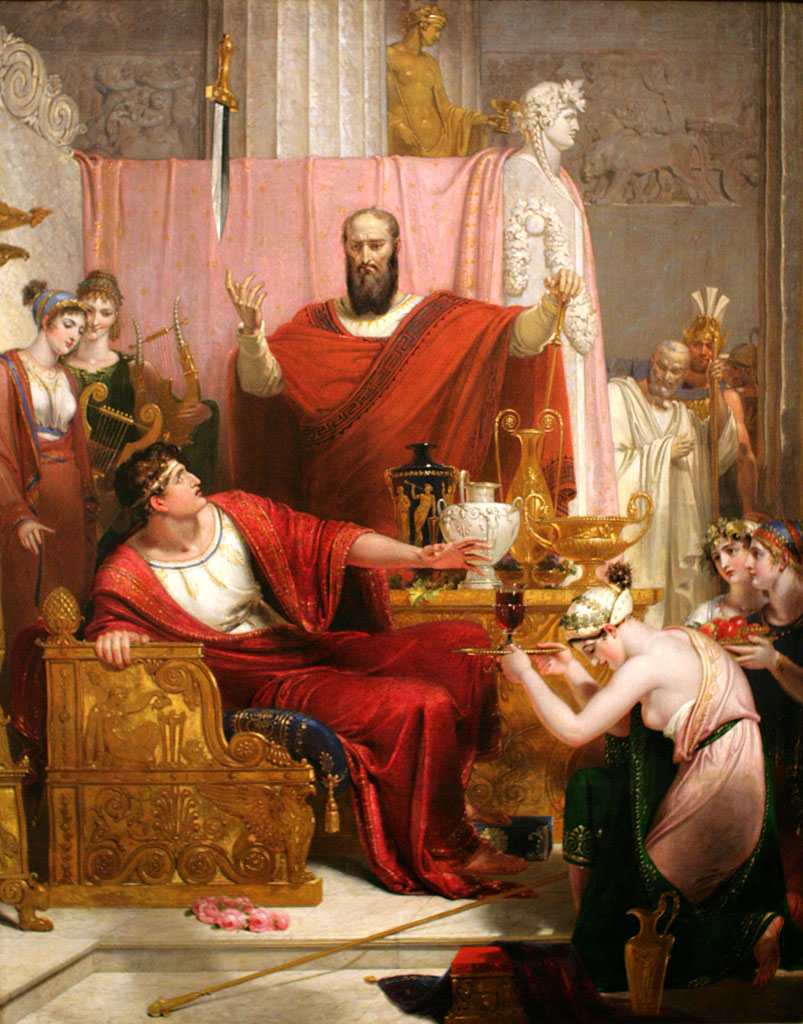
Dipinto ottocentesco che raffigura il tiranno Dionisio in piedi al centro (La spada di Damocle, opera di Richard Westall del 1812).

Come è testimoniato dal passo di Strabone sopra citato, la definitiva grecizzazione del luogo risale al IV secolo a.C. Nel 387 a.C., infatti, un gruppo di greci provenienti da Siracusa, esuli dalla tirannide di Dionisio I, sbarcarono ad Ancona e vi fondarono una propria colonia. La fondazione di Ancona rientrava nel piano di Dionisio I di espandere l'influenza siracusana nell'Adriatico, e fu accompagnata dalla nascita di altre colonie greche nella sponda orientale di questo mare.
Come in tanti altri casi di fondazione (κτίσμα, ktísma) di colonia , anche per Ancona i greci scelsero un luogo già da tempo da essi utilizzato ed attrezzato come scalo marittimo (emporion), descritto nella sezione Un emporio greco-piceno. Dionisio I, con la fondazione di Ankón e di altre colonie adriatiche, pose sotto il completo controllo siracusano le rotte verso l'alto Adriatico, descritte nella sezione Posizione strategica del porto naturale.
I fondatori di Ancona erano greci siracusani, e dunque discendenti dalla stirpe greca dei Dori: infatti Siracusa venne fondata dai Corinzi e Corinto è una città greca dorica. Dai dori siracusani Ancona prese l'appellativo di "città dorica", che ancora oggi la contraddistingue.
La colonia di Ancona non faceva parte della Magna Grecia (espressione corrispondente al greco antico Μεγάλη Ἑλλάς, Megálē Hellás), in quanto con questa espressione i Greci indicavano esclusivamente le zone grecizzate dell'Italia meridionale, escluse quelle siciliane (i cui abitanti erano detti "Sicelioti"), e i Romani anche quest'ultime.
Il mitico ecista di Ankón era considerato Diomede stesso, ipostasi di Dionisio I.
Un'esposizione (non completa) dei resti archeologici provenienti dalla necropoli e dalla zona archeologica del porto sono ammirabili nel museo di storia urbana, sito in Piazza del Plebiscito e nel Museo archeologico nazionale (sezione greco-ellenistica).

### I fondatori della città
Il passo citato sopra dello storico Strabone (che scrive tra il I sec. a.C. e il I d.C.) dice, tra l'altro: «Ancona è […] fondazione dei siracusani che fuggivano la tirannide di Dionisio». Gli storici moderni hanno cercato di capire chi fossero questi esuli siracusani ai quali si deve la fondazione di Ancona, e ciò ha fatto sorgere varie ipotesi.

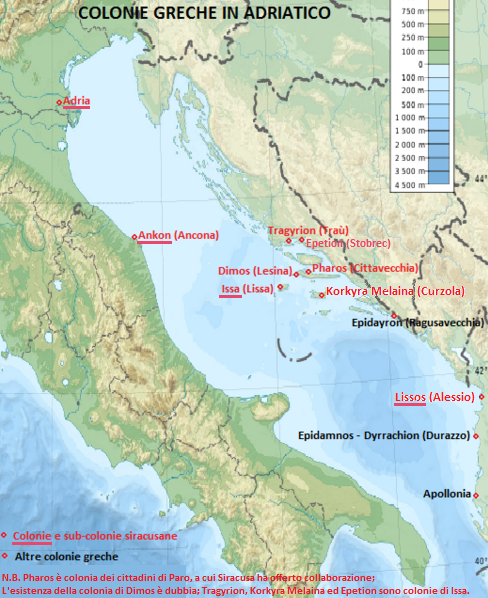
Le colonie greche in Adriatico; evidenziate in rosso quelle fondate direttamente o indirettamente da Siracusa. In nero le colonie adriatiche non siracusane: Dyrrachion/Epidamnos e Apollonia, che erano colonie miste di Corinto e Kòrkyra; Epidayron, che era colonia dell'omonima città del Peloponneso.

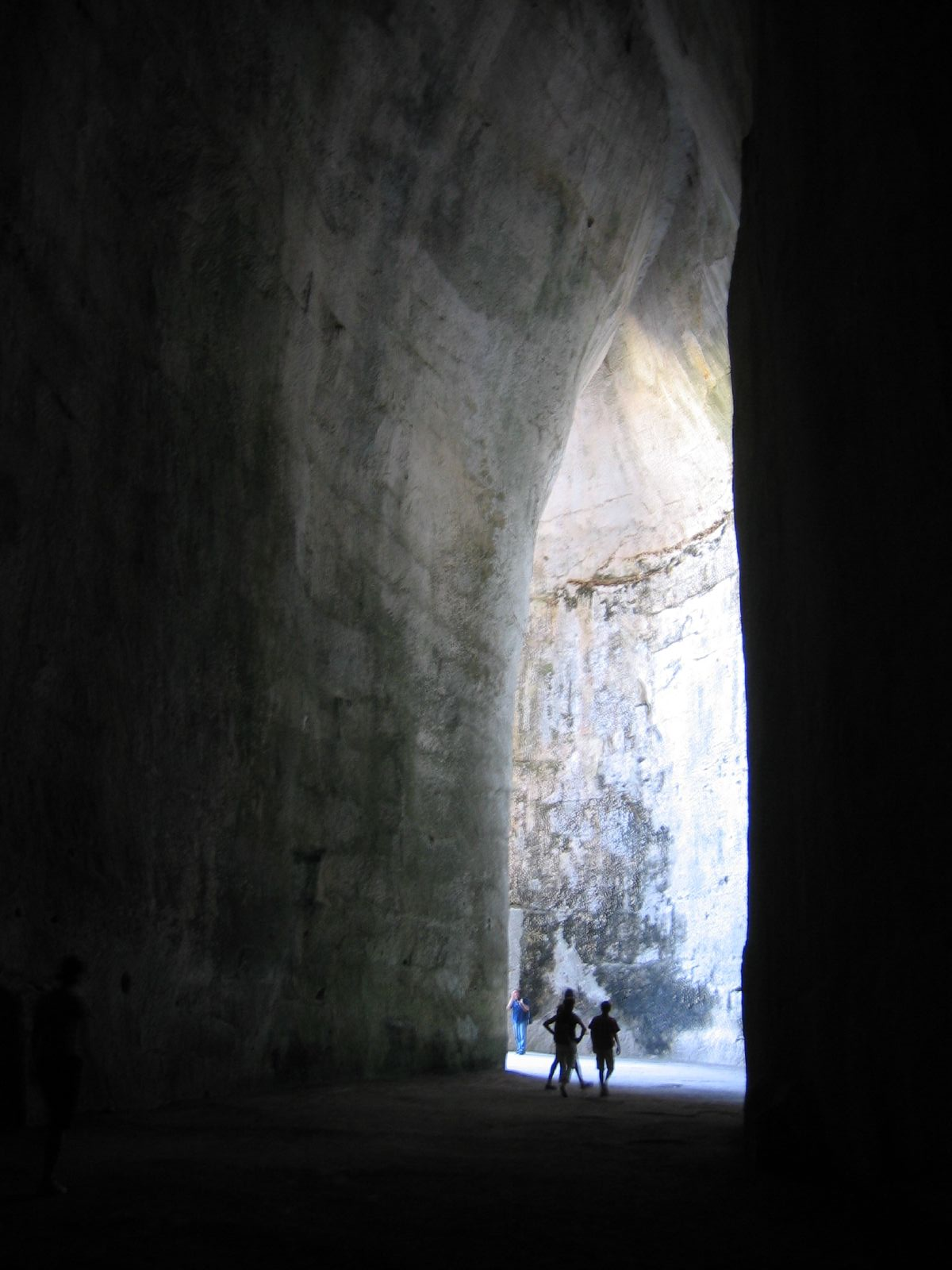
Siracusa: l'Orecchio di Dionisio, ove, secondo la leggenda, Dionisio rinchiudeva i suoi avversari politici per carpirne i discorsi grazie ad un particolare fenomeno acustico.

Alcuni sostengono che la fondazione di Ancona sia stata opera dello stesso Dionisio I e che ciò faceva parte del suo piano di controllo delle rotte navali adriatiche: egli aveva infatti intenzione di approfittarsi della crisi del commercio ateniese in questo mare, seguita alla pace di Antalcida, e di raggiungere i ricchi mercati granari padani senza passare attraverso la mediazione etrusca. Per fare ciò aveva stretto un'alleanza con i galli stanziati sulle coste dell'alto Adriatico ed aveva fondato una serie di colonie nei punti strategici per la navigazione. L'Adriatico, per alcuni decenni, rimase così sotto completo controllo siracusano.
Questa ipotesi, però, non spiega perché Strabone abbia usato l'espressione «che fuggivano la tirannide di Dionisio» (φυγόντων τὴν Διονυσίου τυραννίδα) riferendosi ai fondatori della città e quindi chi la sostiene nega la piena credibilità del passo straboniano.
Altri studiosi invece portano alle estreme conseguenze l'espressione di Strabone «che fuggivano la tirannide», deducendo che Ancona sarebbe stata fondata senza alcuna influenza di Dionisio il Grande, da uomini che non approvavano la politica del tiranno e per questo motivo avevano lasciato la propria città per fondarne un'altra (Ancona). Questa ipotesi, però, è in contraddizione con la politica adottata da Dionisio I, che portò Siracusa a fondare nell'Adriatico le colonie elencate sopra: senza il porto di Ancona, il controllo delle rotte navali in questo mare non sarebbe stato attuabile.
Altri storici, infine, pensano che le due ipotesi non siano in contraddizione: è noto che spesso uno dei motivi della fondazione di una colonia greca è la necessità di liberarsi di uomini indesiderati nella madrepatria, inviandoli a fondare città che poi rimanevano legate economicamente e culturalmente alla metropoli d'origine. Dionisio stesso esiliò a Turii il fratello Leptine e in Epiro l'ammiraglio Filisto, quando essi iniziarono a manifestare dissenso contro la sua politica. Anche i trapianti etnici forzati erano una pratica esistente nell'ambito della colonizzazione greca; si può, tra gli altri, citare il caso di Messana (l'odierna Messina), rifondata dopo la distruzione cartaginese con uomini forzatamente esiliati da Locri.
Ancona, secondo questa ipotesi di sintesi, fu fondata per un preciso disegno di Dionisio il Grande, che vi inviò un certo numero di dissidenti politici, liberandosi così della loro scomoda presenza nella madrepatria, ma legandoli nello stesso tempo indissolubilmente a sé, dato che la nuova polis avrebbe potuto prosperare solo grazie ai contatti con la metropoli. Nello stesso tempo, il tiranno di Siracusa metteva un altro tassello nella sua politica egemonica delle rotte adriatiche.
C'è anche chi prova ad ipotizzare la natura del dissenso politico dei fondatori di Ankón: forse essi erano i fuoriusciti di Siracusa che avevano riparato in varie poleis della Magna Grecia e che, dopo la battaglia dell'Elleporo, furono riconsegnati al tiranno e da questi esiliati nella nuova colonia. Altri ipotizzano invece che la natura del dissenso dei fondatori di Ankón sia da ravvicinare a quella del fratello di Dionisio Leptine e del suo ammiraglio Filisto, esiliati perché non approvavano la politica aggressiva nei confronti delle poleis della Magna Grecia.

### Multietnicità
Gli studiosi ritengono che la comunità greca fosse solo una parte della popolazione della città, che conviveva con altre componenti etniche, in un contesto multiculturale che comprendeva anche i Piceni, che già vivevano nel luogo, e i Galli Sènoni, che negli stessi anni della fondazione di Ancona avevano occupato il nord delle attuali Marche. Questa idea deriva dalla documentazione archeologica: l'abitato greco e la sua necropoli (IV - I secolo a.C.) si sovrappongono ai corrispondenti livelli archeologici piceni (IX - IV secolo a.C.); la componente gallica è invece provata dalla presenza nella zona di Ancona di tombe senoniche coeve alla fondazione della città.
Nei secoli successivi alla fondazione, caratterizzati dalla romanizzazione dell'Italia centrale, si unirono anche altri italici ed elementi romani. Nella stessa città di Ancona, già nel 178 avanti Cristo, i Romani avevano ottenuto l'uso del porto per reprimere la pirateria illirica.
La convivenza tra cultura greca e culture autoctone è d'altra parte una caratteristica della colonizzazione greca d'Occidente ed Ancona non faceva eccezione, anzi questa caratteristica era favorita poiché la città risultava in una posizione geograficamente isolata dalle altre colonie greche.

### L'acropoli e il porto

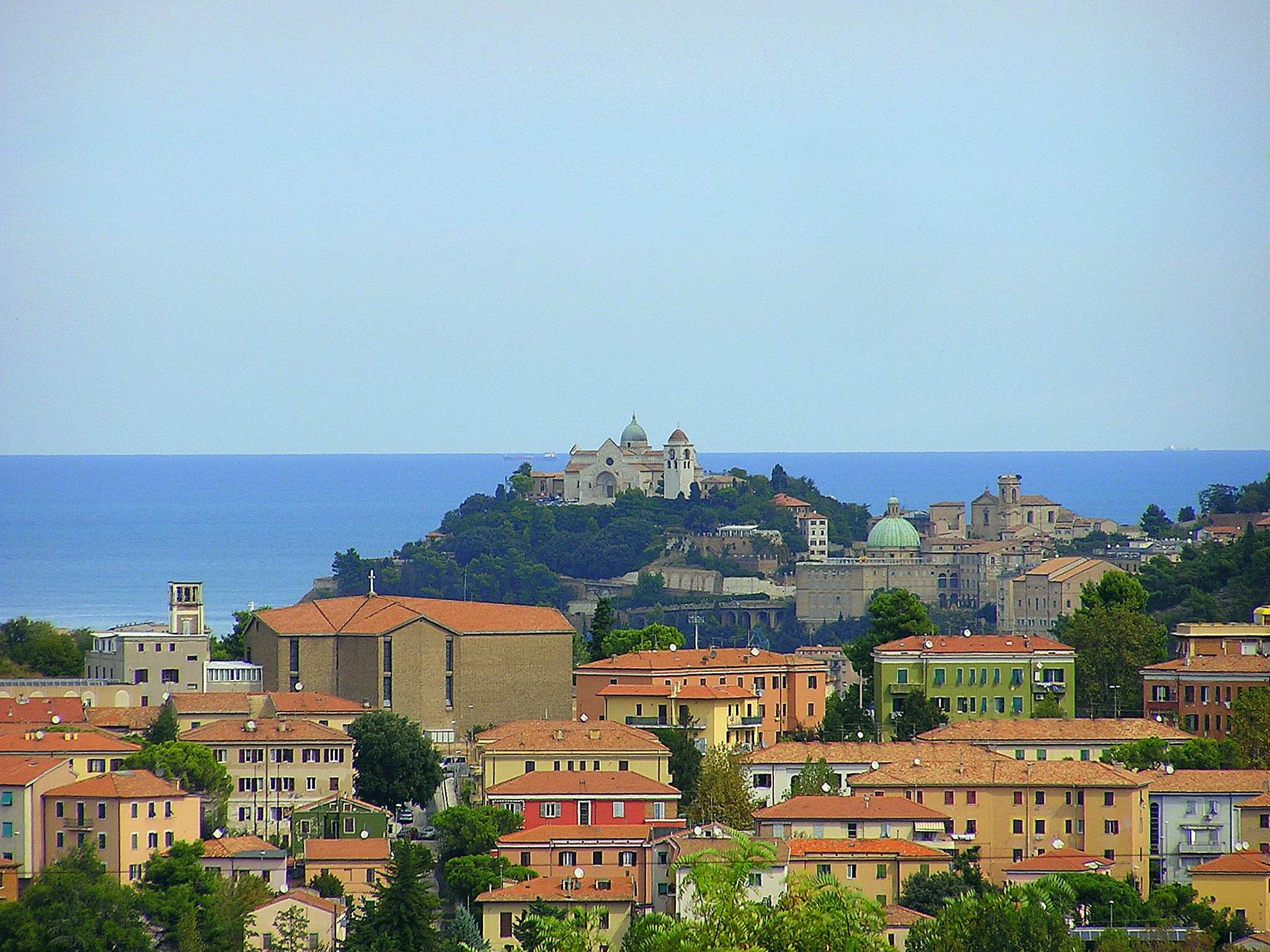
Il colle Guasco, antica acropoli secondo la maggior parte degli studiosi; dal Medioevo vi sorge il Duomo.

La tradizione storiografica localizza la città greca nel cuore della città moderna: sul colle Guasco, con l'acropoli che occupava la cima del colle; il dato trova corrispondenza nel ritrovamento dei resti di un tempio classico sotto il Duomo, anche se sulla natura di questo tempio, greco oppure italico, esiste un dibattito, esposto nella sezione Il tempio di Afrodite. A favore della localizzazione sul colle Guasco è anche il rinvenimento di una strada basolata con resti di edifici (nella zona dell'Anfiteatro), il tutto successivo al periodo piceno e precedente all'età imperiale romana; è la più antica testimonianza della fase urbana della città, conosciuta altrimenti solo attraverso i ritrovamenti della necropoli. È riferibile quindi al periodo greco.
Un'ipotesi alternativa localizza invece l'abitato greco e la sua acropoli sul colle del Montagnolo, come proverebbero testimonianze là ritrovate. Infatti, gli scavi parziali condotti sul colle hanno provato l'esistenza di un abitato che ha restituito numerosi reperti risalenti proprio al IV secolo a.C. e dunque al periodo corrispondente alla fondazione siracusana; anche in questa zona è stato rinvenuto un tratto di strada basolata. Diversi archeologi auspicano la ripresa degli scavi.
In attesa di più approfondite ricerche (l'abitato ritrovato al Montagnolo è stato solo individuato ed è ancora inedito), la maggior parte degli studiosi propende ancora per la localizzazione tradizionale, ossia quella sul colle Guasco.
Il porto greco della città corrisponde all'area compresa tra l'attuale molo traianeo e l'attuale Lazzaretto, come concordano gli studiosi moderni, anche se la tradizione storiografica localizzava il porto greco più a nord, nell'area attualmente occupata dai Cantieri navali.

### I rapporti con i Galli Sènoni e con i Piceni

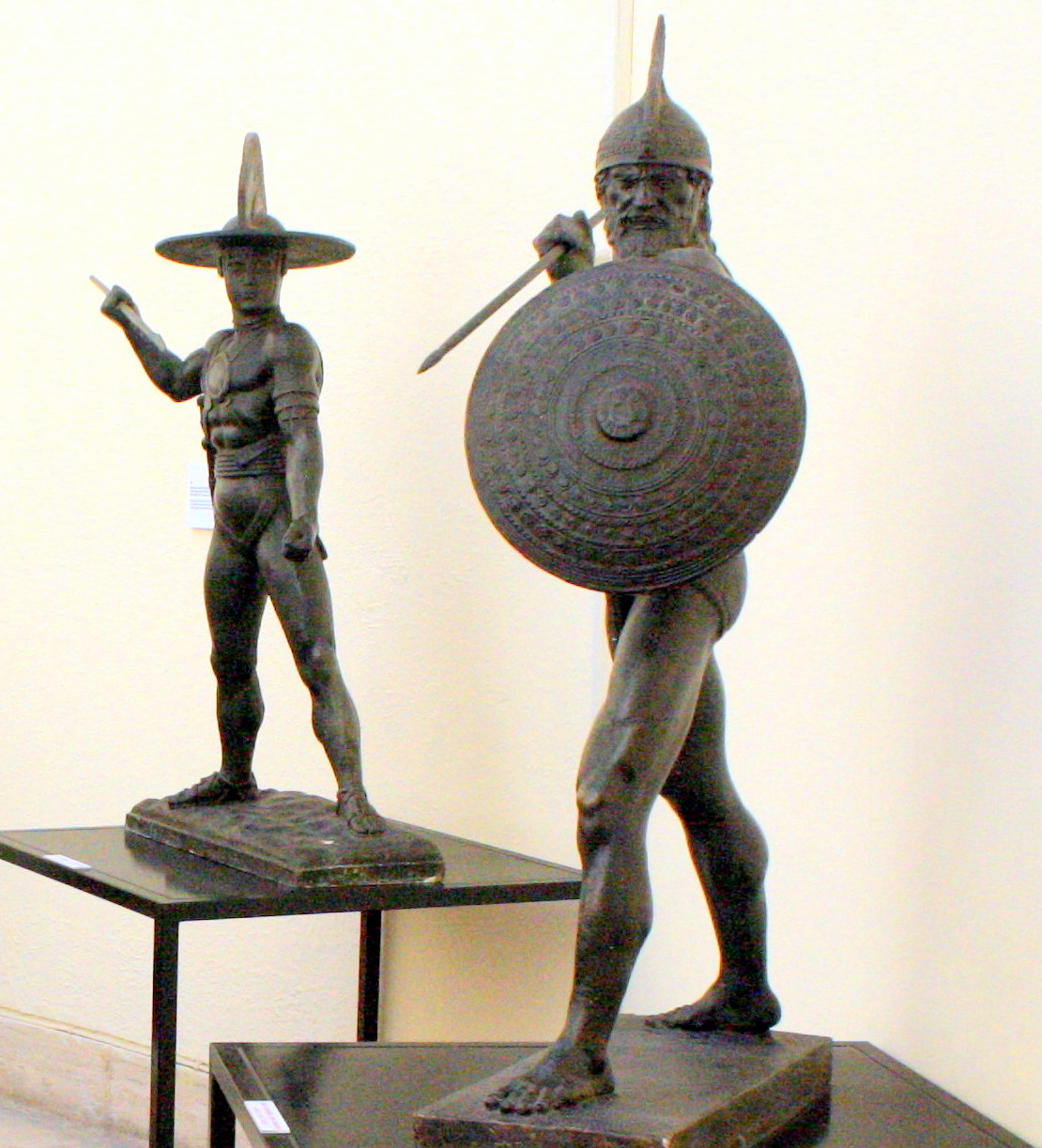
Statue moderne di un guerriero gallico (in primo piamo) e piceno. Piceni e Galli convivevano ad Ankón insieme ai Greci

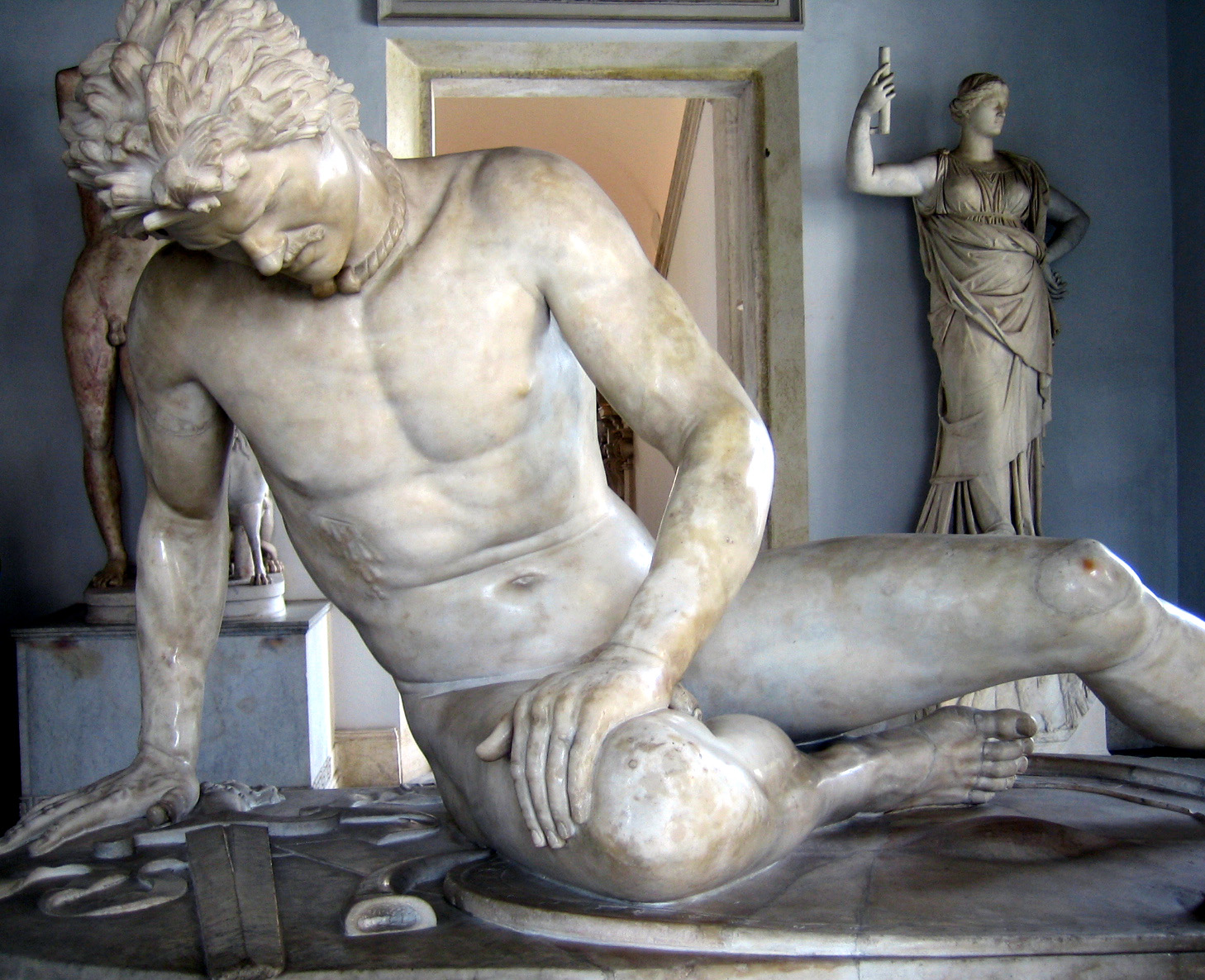
Il Galata morente, copia romana da un originale bronzeo del 230-220 a.C. Presenta i tratti tipici del guerriero celtico: gli zigomi alti, l'acconciatura dei capelli, dalle folte e lunghe ciocche, la torque intorno al collo, la nudità.

Nel 391 a.C. e dunque pochi anni prima della fondazione della colonia di Ankón, il settore settentrionale delle Marche ed anche alcuni territori più a sud furono occupati dai Sènoni, popolazione gallica proveniente dalla provincia francese dello Champagne. I Piceni, che prima del loro arrivo vivevano in tutto il territorio che oggi indichiamo come marchigiano, si trovarono quindi a convivere con culture diverse, che influirono profondamente sul loro modo di vivere, tanto che gli archeologi parlano di una nuova fase della civiltà picena: la "Piceno VI", l'ultima di questo popolo italico prima della sua romanizzazione. Questa fase della civiltà picena è contraddistinta archeologicamente dalla ceramica alto-adriatica, derivante per le forme dalla ceramica attica, ma con figure tendenti all'astrattismo, che ricordano singolarmente certe forme di arte moderna. Nello stesso tempo, anche l'originaria cultura celtica dei Sènoni, a contatto con Piceni e Greci, subì un'evoluzione, dissolvendosi in una koiné celto-greco-italica, dove l'elemento celtico rimase immutato solo per ciò che riguarda l'armamento.
Ankón fu quindi un centro in cui convissero la cultura gallica, picena e greca, che si influenzarono reciprocamente e in alcuni casi si fusero; lo stesso villaggio piceno di Ancona sembra sia stato assorbito dall'insediamento greco.
La greca Ancona fu uno dei principali mercati di mercenari gallici, che si recavano in città per procurarsi ingaggi; i rapporti intensi tra Ancona e i Galli sono testimoniati dai ritrovamenti nella zona di spade lateniane in ferro con i loro foderi, quasi tutte ritualmente piegate, e di altri oggetti celtici. Dionisio il Grande aveva stipulato un patto di alleanza con i Galli, e diversi studiosi pensano che fu proprio ad Ancona che egli reclutasse mercenari sènoni, per poi utilizzarli nel corso delle sue azioni militari, in Grecia e in Italia meridionale.
Secondo una fonte antica, alla quale la critica storiografica non ha mai dato credito, Ancona sarebbe stata fondata dai Galli Sènoni reduci dal sacco di Roma:
(Anecdota Helvetica, p. 187)
Alla luce dei rapporti di alleanza tra Siracusa e i Galli, però, gli studi più moderni danno un'altra interpretazione alla frase: il tiranno Dionisio avrebbe favorito uno stanziamento gallico nell'agro anconitano (è noto che i Galli preferivano dimorare fuori dalle città, dispersi in villaggi). Da altra fonte sappiamo che lo stesso fenomeno si era verificato anche ad Adria.

### L'epiteto "Ancon Dorica"

Nel cartiglio, il motto latino Ancon dorica

L'epiteto di "Ancon Dorica" caratterizza da secoli la città e deriva chiaramente dall'origine greco-siracusana di Ancona, come chiarito sopra. L'aggettivo "dorico" è usato comunemente come sinonimo di "anconitano" ed Ancona stessa, a livello sia colto, sia popolare, è indicata come "la città dorica". Conferma del profondo legame tra Ancona e l'aggettivo "dorico" è il cartiglio dello stemma della città, in cui compare il motto latino Ancon Dorica civitas fidei. Il significato dell'intero motto Ancon Dorica civitas fidei, "Ancona dorica città della fede", celebra l'antichità della città e la sua lealtà e fedeltà alla parola data, storicamente intesa.
Già dal XV secolo, i cittadini della Repubblica di Ancona scelsero come proprio motto Ancon Dorica civitas fidei, coscienti delle origini greche della città. Sulle maniche degli scribi comunali, inoltre, era ricamato un braccio piegato al gomito, in riferimento all'etimologia del nome Ankón/Ancona.
La ricerca storica ha cercato di risalire all'origine dell'espressione "Ancon Dorica", pervenendo alla conclusione che il passo più antico in cui essa è attestata è quello di Giovenale (Satire, 4, 40), che narra di una pesca prodigiosa avvenuta al tempo di Domiziano nel mare «ante domum Veneris, quam Dorica sustinet Ancon», "davanti al tempio di Venere, che la dorica Ancona innalza". Si pensa, però, che la fortuna del passo di Giovenale non possa essere il solo motivo dell'affermazione dell'aggettivo "dorica" riferito ad Ancona; l'ipotesi più probabile è dunque che Giovenale stesso riprenda un'usanza già affermatasi nella cultura romana e poi tramandatesi nei secoli successivi, sino agli scrittori dell'Umanesimo, che la registrarono definitivamente.

## Storia successiva alla fondazione

### Dopo il declino della politica adriatica siracusana

#### L'ipotesi del rapido declino di Ankón

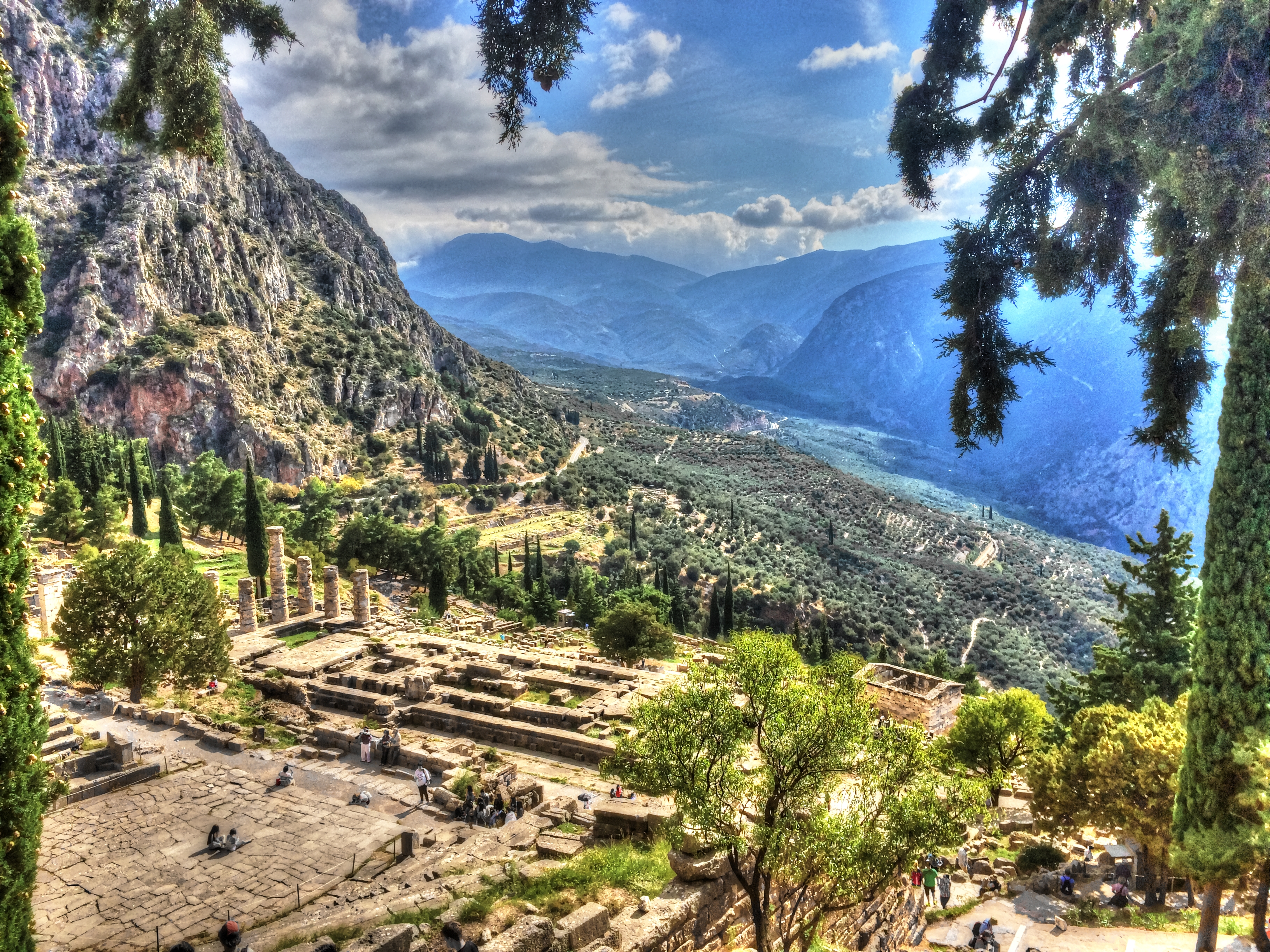
Panorama di Delfi, dove lankōnítēs Nikostratos nel 167 a.C. era próxenos per i propri cittadini giunti a consultare il celebre oracolo.

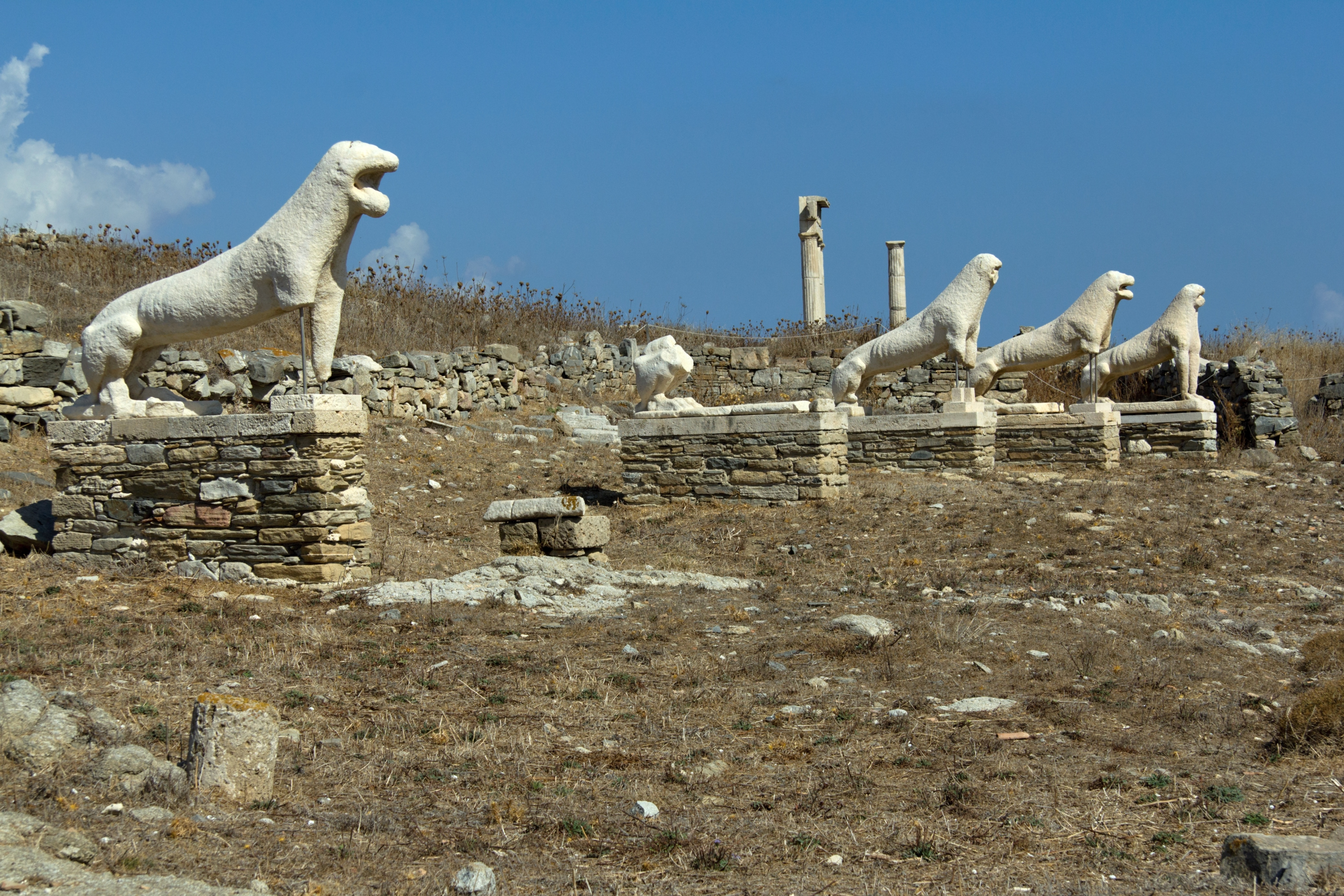
La Terrazza dei Leoni a Delo, isola dove in età ellenistica viveva una comunità di anconitani.

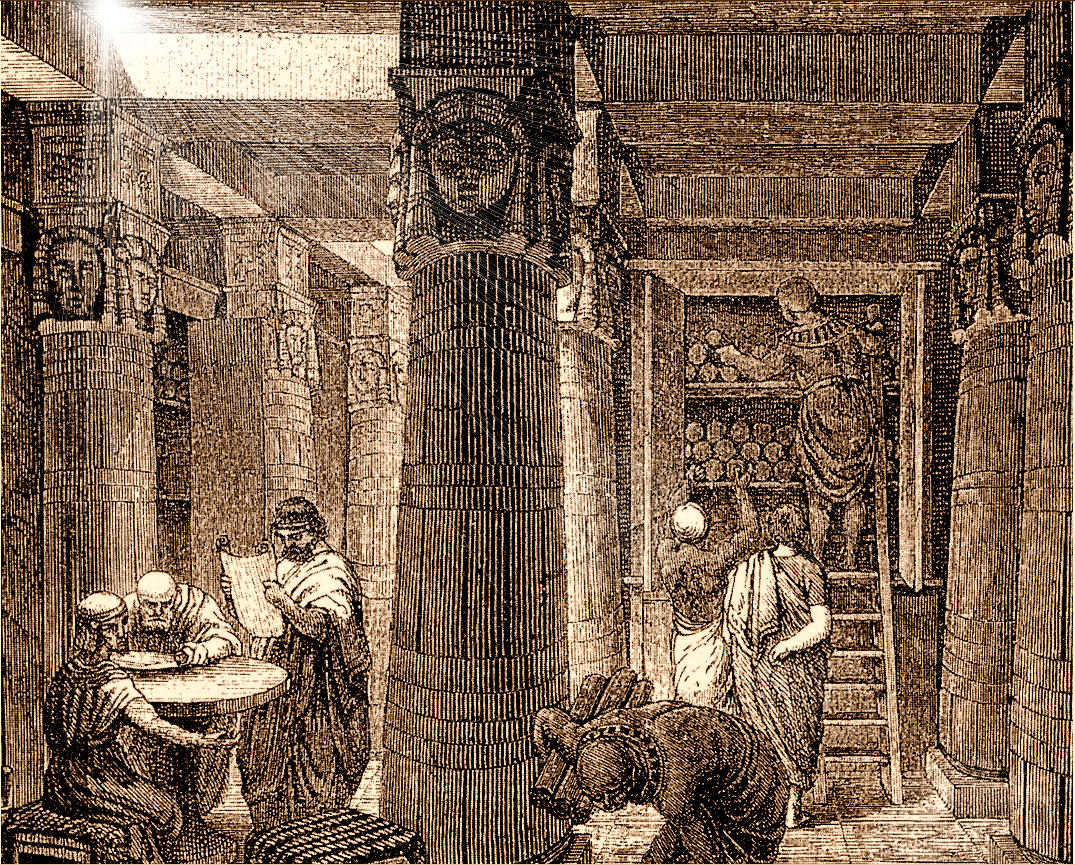
La Biblioteca di Alessandria, città che rappresentava un modello per l'Ankón ellenistica.

Alcuni studi antecedenti gli anni novanta del Novecento ipotizzavano una vita breve della colonia greca di Ankón: basandosi sui dati archeologici, allora scarsi, si sosteneva che, con il tramonto della politica siracusana in Adriatico, seguita allo scoppio della guerra civile di Siracusa (357 a.C.), fossero andate in rapido declino anche tutte le colonie siracusane su questo mare, compresa Ankón. Durante il periodo in cui a Siracusa fu al governo Agatocle (317 - 289 a.C.) ci fu una ripresa della politica siracusana in Adriatico, ma fu un fenomeno effimero. Secondo gli studi pubblicati prima degli anni novanta, dopo il IV secolo a.C. tutte le colonie adriatiche avrebbero subìto influssi sempre maggiori da parte dei popoli circostanti, sino a perdere il loro carattere di città greche.

#### La prosperità in età ellenistica
Ad Ancona, la messe di ritrovamenti archeologici avvenuti a partire dal 1991 ha smentito l'ipotesi del rapido declino della colonia, provando che la grecità della città era ancora vivissima nel II e nel I secolo a.C., quando l'influenza romana nel territorio circostante, le attuali Marche, era ormai preponderante. Ancona era allora un'isola linguistica e culturale greca, in cui convivevano anche elementi italici.
Questo fenomeno, dall'inizio del III secolo a.C., non è più mediato da Siracusa, ma è attribuito alle fitte relazioni con altre città greche, mantenute vive grazie alle attività di navigazione.
Nel periodo ellenistico, le rotte di navigazione anconitane legavano infatti la città, in modo intenso e sistematico, con i principali centri di cultura greca del Mediterraneo orientale, in particolar modo Corfù, Delo, Rodi, Bisanzio ed Alessandria d'Egitto, oltre che con le colonie della Magna Grecia, specialmente Taranto ed Eraclea; da questi centri si importavano non solo beni di consumo, ma anche oggetti raffinati e preziosi, tipici ellenistici, prodotti peraltro anche da botteghe locali (si veda la sezione Gli oggetti di prestigio), di quantità e qualità tali da far spiccare Ancona nel quadro italiano dell'epoca. La città in questo modo contribuì al processo culturale di ellenizzazione dell'Italia centrale e della stessa Roma.
Grazie alle intense relazioni marittime, l'ellenismo di Ankón rispecchiava e riecheggiava, a più di 4.000 chilometri di distanza, la cultura e il raffinato modo di vivere di Alessandria d'Egitto, metropoli tipicamente ellenistica; l'adesione alla cultura alessandrina continuò per due secoli, anche dopo l'assorbimento nella repubblica romana, sino ai primi anni dell'Impero.
Per capire il ruolo di Ancona nel contesto della civiltà ellenistica è rilevante considerare la presenza di una comunità di anconitani che viveva e lavorava nell'isola di Delo, allora uno degli empori di maggior importanza. Significativo, in tale contesto, è il fatto che nel I secolo a.C. l'Agorà degli Italiani di Delo fu restaurata anche grazie al contributo di due ancōnîtai.
Il ruolo di primo piano esercitato da Ankón nei circuiti non solo commerciali, ma anche culturali della grecità del II secolo a.C. è testimoniato da un decreto delfico del 167 a.C., con il quale i Delfi concedono ad un ankōnítēs le due cariche onorifiche della proxenía e della theōrodokía. In quanto próxenos, l'anconitano oggetto del decreto doveva tutelare i propri concittadini presenti a Delfi ed aveva il diritto di interrogare l'oracolo per essi. In quanto theōrodókos, invece, aveva l'onore di ospitare nella propria città il theōrós di Delfi che annunciava le Feste Soterie e i Giochi Pitici, che erano panellenici, invitando i cittadini anconitani a parteciparvi.
Il passaggio tra la civiltà greca e quella romana avvenne quindi in maniera graduale, senza eventi traumatici, con una serie di tappe che, nel corso del II secolo a.C., portarono dapprima ad una situazione di bilinguismo e di cultura mista ellenistico-romana, e poi ad una completa romanizzazione, ma solo in età imperiale. In generale si può quindi dire che, a causa della presenza greca, la romanizzazione di Ancona fu molto più lenta rispetto a quella del resto della regione. Il passo di Giovenale riportato sopra, in cui Ancona è chiamata "dorica", testimonia, d'altra parte, che ancora nel I secolo d.C. si aveva coscienza della grecità di Ancona, il cui stesso nome latino, grammaticalmente, si declinava in alcuni casi come in greco, appartenendo al gruppo dei nomi greci della terza declinazione.

### Durante la romanizzazione del Piceno (III secolo a.C.)

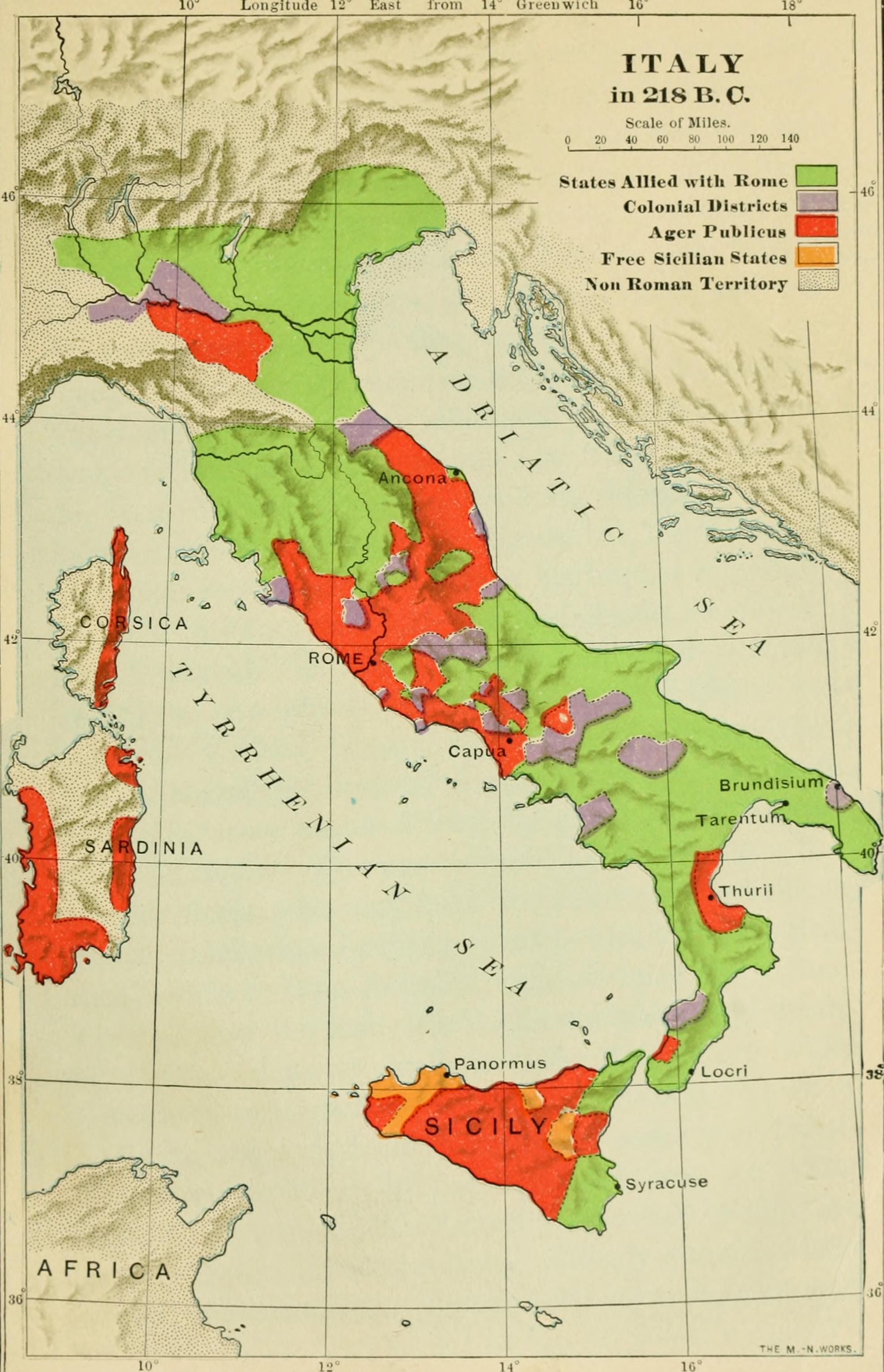
L'Italia nel 218 a.C. (inizio della Seconda guerra punica)
Ankón è un'isola cultura greca circondata da territori della Repubblica Romana, con cui stabilisce un patto di alleanza (civitas foederata) in un anno imprecisato del III secolo a.C.

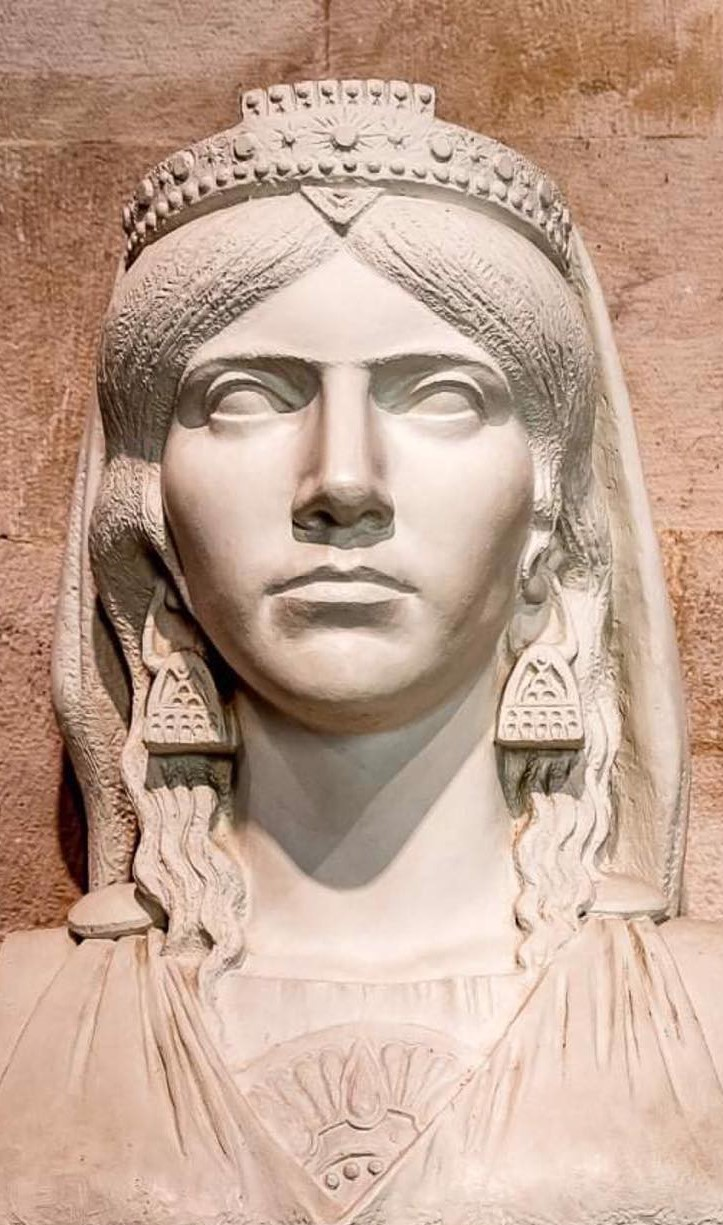
Teuta, regina della tribù illirica degli Ardiei, dedita alla pirateria, attività che i Romani decisero di reprimere anche ponendo una flotta nel porto di Ancona (scultura moderna, Museo Skanderbeg)

Si riassume la posizione di Ancona durante la progressiva romanizzazione del Piceno, attraverso un elenco di tappe fondamentali.
- 299 a.C.: viene siglato un patto tra Piceni e Romani[66], premessa per l'alleanza piceno-romana durante la Terza guerra sannitica. Sembra che Ancona non avesse partecipato a questa alleanza, dato che ciò non è citato dagli antichi autori; il fatto segna comunque l'inizio della pesante influenza romana nel Piceno. Nonostante l'assenza di fonti in merito, alcuni studiosi ipotizzano che Ancona sia diventata a partire da questo momento una civitas foederata (città federata), ossia una città libera ed alleata dello Stato romano[67]. Le città federate erano legate alla Repubblica Romana da uno specifico trattato di alleanza perpetua (foedus), rimanendo formalmente indipendenti. I cittadini di queste città godevano cionondimeno di certi diritti secondo la legge romana, riguardanti il commercio e il conio di monete proprie. Molte poleis greche avevano questo status, in riconoscimento della loro lunga storia e tradizione[68].
- 295 a.C.: i Romani ottengono la vittoria della Battaglia del Sentino. Come diretta conseguenza della vittoria, l'Ager Gallicus Picenus, ossia il nord delle attuali Marche, viene sottratto ai Galli Senoni; in questo territorio, attorno al 284 a.C.[N 11], viene fondata la colonia romana di Sena Gallica (Senigallia): è l'inizio dell'occupazione romana del territorio piceno. Anche in questo caso, come nel precedente, gli antichi autori tacciono su Ancona, che quindi, molto probabilmente, non partecipò alla battaglia, alla fine della quale si trova, comunque, in mezzo ad una regione in cui l'influenza romana era sempre più determinante. Secondo alcuni autori, sarebbe da questo momento che la greca Ancona avrebbe assunto lo status di civitas foederata dei Romani[67].
- 269-268 a.C.: i Piceni hanno ormai compreso che la potenza romana rischiava di schiacciare la loro libertà e affrontano i Romani durante la guerra picentina, che vede la vittoria romana e la conseguente affermazione di Roma sul Piceno anche a livello territoriale; nel 247 a.C. viene fondata la colonia di Aesis (Jesi) e nel 264 a.C. Firmum Picenum (Fermo). Ancona è sempre più circondata da territori dominati dai Romani; secondo alcuni autori è dalla fine della guerra picentina che Ancona avrebbe assunto lo status di città federata dei Romani[67].
- 232 a.C.: la lex Flaminia de agro gallico et piceno viritim dividundo ("Legge Flaminia sul territorio gallico e piceno da dividersi"), voluta da Gaio Flaminio Nepote, con la quale venivano assegnati lotti di terra da coltivare a coloni romani nel territorio gallico e piceno, per favorire una capillare e concreta presa di possesso di tale area da parte dei Romani. Il territorio di Ancona non è coinvolto, ma è ormai come un'isola di cultura greca circondata da centri romani.
- 218 - 202 a.C.: durante la Seconda guerra punica, le città del Piceno sostengono i Romani contro i Cartaginesi, inviando numerosi soldati[69]. Anche Ancona, con il probabile status di città alleata dei Romani[67], invia truppe, durante la Battaglia di Canne. Ciò dimostra che le sorti di Roma e quelle delle città del Piceno, compresa Ancona, sono ormai legate indissolubilmente.

### Una città greca multiculturale in una regione romanizzata (II e I secolo a.C.)
Si elencano le tre tappe fondamentali della progressiva romanizzazione della città, che nel giro di circa un secolo passa dallo status di "città federata" e dunque indipendente, a quello di municipio romano.
- 178 a.C.: nel periodo delle Guerre illiriche, e precisamente nel corso della Seconda guerra istriana (178-177 a.C.), i Romani ottengono da Ancona la possibilità di usare il porto come base per il controllo del mare Adriatico, allo scopo di reprimere l'attivissima pirateria illirica: a tal fine non erano state risolutive né la vittoria ottenuta nella Prima guerra illirica sugli Ardiei, che praticavano quest'attività, né la Seconda guerra illirica, il cui trattato di pace era stato presto violato.

Una definitiva repressione della pirateria è ormai indispensabile per Roma e avrebbe giovato molto anche ai traffici marittimi della città di Ancona, che perciò concede l'uso del proprio porto. Si installano così nella città i duumviri navali Caio Furio, che controlla le coste da Ancona ad Aquileia, e Cornelio Dolabella, che controlla il tratto da Ancona a Taranto.
Con la presenza dei duumviri e delle navi romane nel porto, la città greca di Ancona, pur mantenendo formalmente la sua indipendenza, entra nell'orbita romana, restando però ancora per lunghi decenni di cultura greco-ellenistica, venata in modo sempre più massiccio di elementi romanizzanti.
- 133 a.C.: deduzione di una colonia romana di diritto latino nell'ager publicus anconitano, in seguito alla Lex Sempronia Agraria, di Tiberio Sempronio Gracco, il grande riformatore politico che la sostiene con queste parole, riferite da Plutarco: «diceva, parlando dei poveri, che le fiere che sono in Italia hanno pur le tane e ciascuna di esse ha il proprio giaciglio e il proprio rifugio; a coloro che combattono e muoiono per l'Italia non è concesso null'altro se non l'aria e la luce, e senza casa né ricovero, con i figli e le mogli sono costretti a vagabondare. [...] sono detti essere i padroni del mondo, ma non hanno di proprio una sola zolla di terra.».
- 90 a.C.: dopo la Guerra sociale, Ancona viene eretta a municipio: la romanizzazione è compiuta. Mentre il processo di romanizzazione della città progredisce, nello stesso tempo Roma conosce la cultura greca grazie alle sempre più intense relazioni con le colonie greche d'occidente; dopo la Battaglia del Sentino, tra le città che fecero da tramite tra Roma e l'ellenismo, si può annoverare Ankón, definita dall'intellettualità romana come Dorica Ancon[71].

## Tavola cronologica riassuntiva

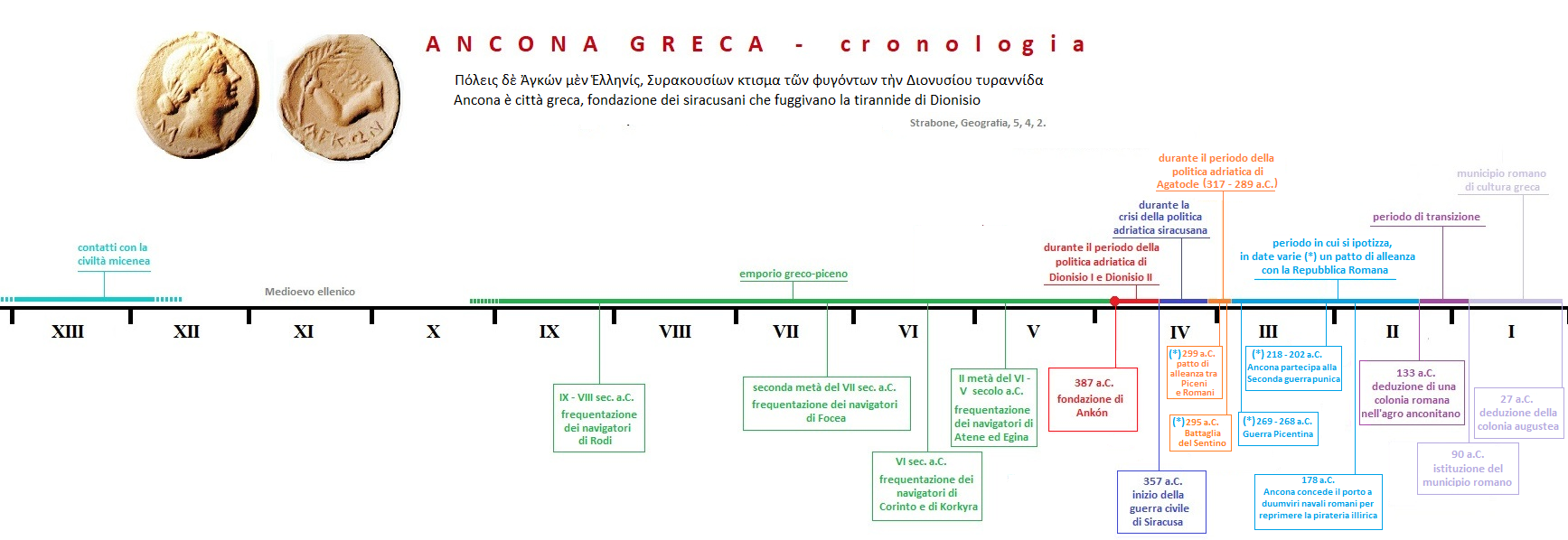

## Templi

### Il tempio di Afrodite
(Giovenale, Satire, 4, 39-41)
(Catullo, Carmina, 36, 11-15)

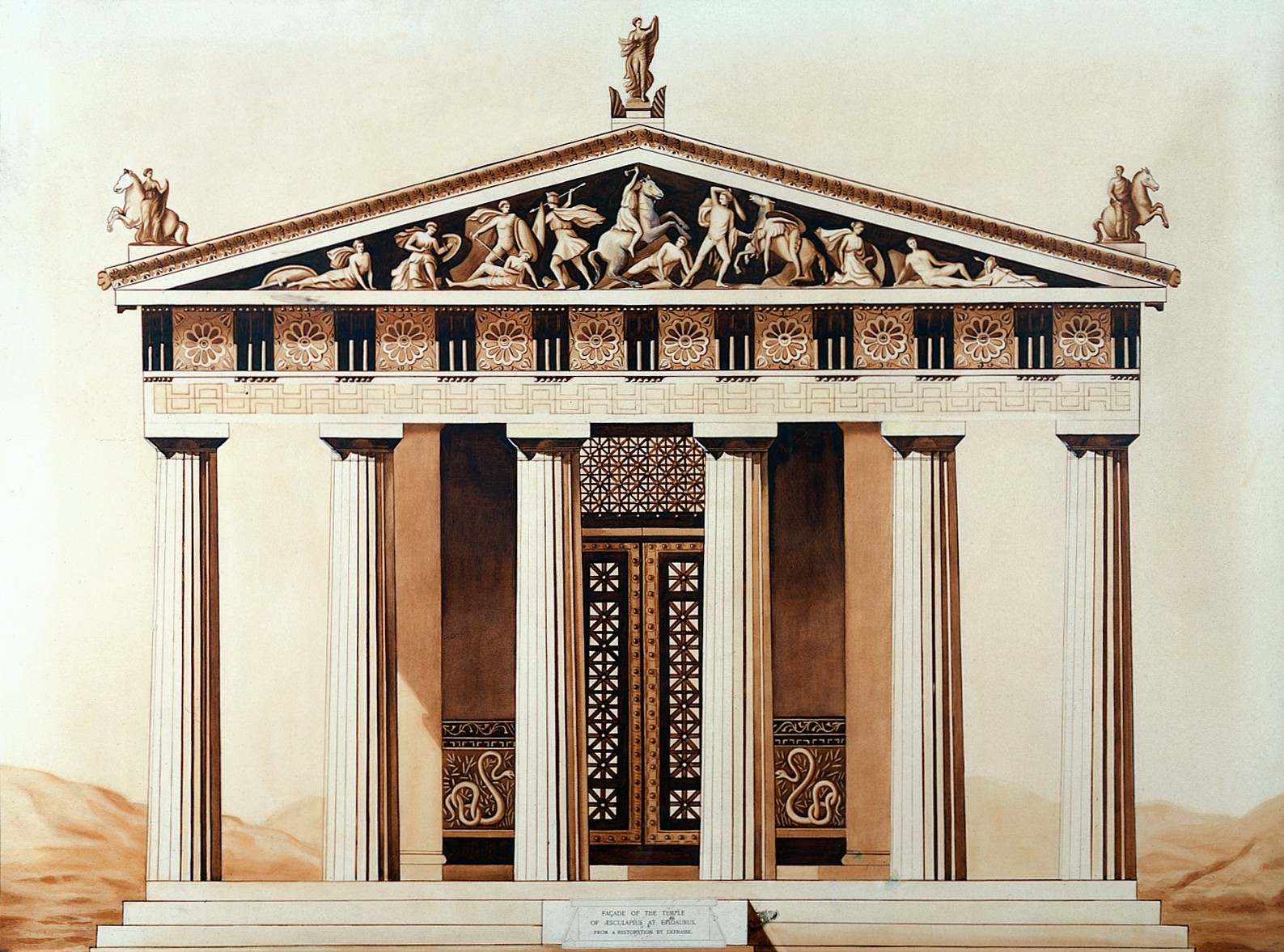
Ricostruzione del tempio di Asclepio ad Epidauro, modello del tempio di Ancona secondo Lidiano Bacchielli.

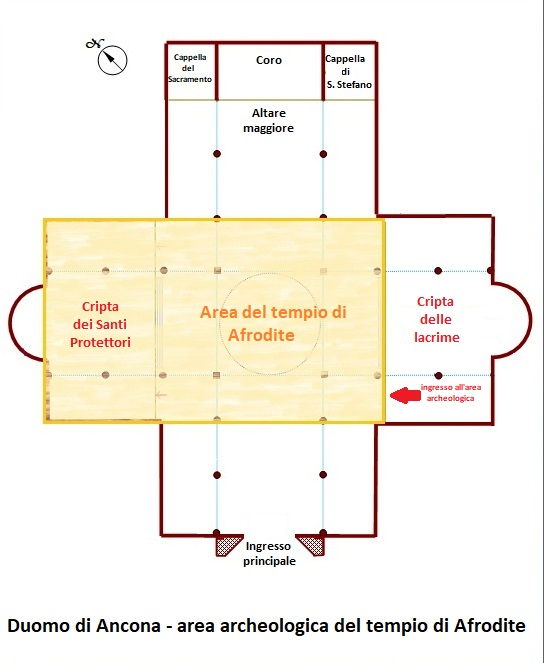
Pianta del Duomo - in giallo è evidenziata l'area archeologica del tempio di Afrodite.

Secondo la tradizione storiografica, che è basata sulle citazioni riportate sopra, i dori siracusani eressero ad Ancona un tempio dedicato ad Afrodite, identificato con quello rappresentato nella scena 58 della Colonna Traiana.
In particolare, il carme 36 di Catullo, da cui è riportato il brano sopra, ci presenta, quasi come in un inno cletico, i luoghi che fin dall'età arcaica furono sedi del culto di Venere (corrispondente alla dea greca Afrodite), diffusosi lungo le antiche rotte di navigazione dall'oriente verso l'occidente. Sono così citate dal poeta le città di Cnido, in Asia Minore, di Idalio, Golgi ed Amatunte, nell'isola di Cipro, ed infine di Urio, Ancona e Durazzo, sulle coste adriatiche. Ancona rientra dunque tra le città mediterranee più note nell'antichità per il culto di Afrodite. È interessante notare che, nel testo latino del carme di Catullo, Ancona è un accusativo con desinenza greca: nel latino classico, e specialmente in poesia, il nome della città è sentito come un termine greco e ciò ne influenza la declinazione.
Il passo di Giovenale, invece, ci informa sulla localizzazione del tempio, dominante sul mare: in questo senso si deve intendere l'espressione "che la dorica Ancona innalza".
La tradizione storiografica ha avuto conferma dal ritrovamento, sotto al Duomo, delle fondazioni dell'antico edificio, la cui pianta corrisponde a quella del transetto della chiesa attuale. Il tempio di Afrodite si trovava dunque esattamente nel vertice del gomito di roccia su cui sorge Ancona, sulla sommità di una collina che si affaccia sul porto da un lato e sul mare aperto dall'altro, dominando dall'alto anche tutta la città.
Le fondazioni del tempio sono costituite da blocchi di arenaria sovrapposti; quelle perimetrali compongono un rettangolo di metri 19 × 32, hanno una larghezza di metri 2,50 e sono conservate per un'altezza massima di circa 2 metri. Parallele ed interne a questo rettangolo, e con pianta a forma di Π (pi greco), sono rimaste tracce della fondazione della cella. Non tutti i blocchi di arenaria delle fondazioni si sono ritrovati; dove essi mancano, sono comunque rimaste le trincee in cui erano allocati, cosa che ha permesso di ricostruire tutto il sistema fondante del tempio e di formulare ipotesi ricostruttive del suo aspetto originario. Importante, a tal proposito, è la presenza di trincee di collegamento tra le fondazioni esterne e quelle interne, che ha consentito di risalire al numero delle colonne di ogni lato.

#### Le ipotesi ricostruttive
Secondo le ipotesi comunemente accettate, l'edificio sacro era un periptero esastilo con l'ingresso rivolto verso sud-est, ossia verso la città e la strada di accesso all'acropoli. Entrando in un maggior dettaglio, i vari studi convergono su tre interpretazioni:
1) tempio dorico esastilo periptero del IV secolo a.C.
2) tempio corinzio esastilo periptero del II secolo a.C.
3) tempio con due fasi costruttive, la prima in stile dorico, la seconda in stile corinzio.

### Il tempio di Diomede

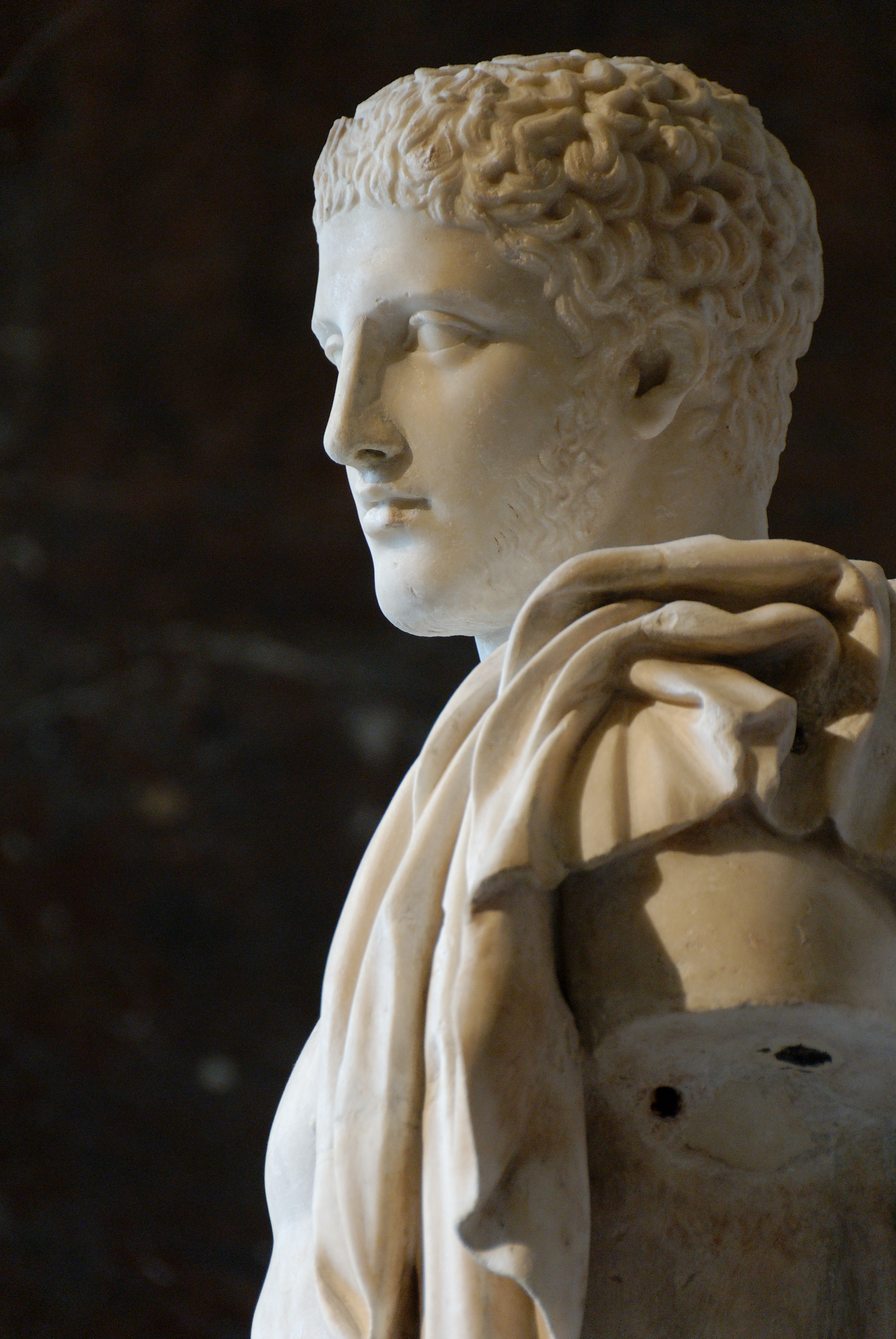
Diomede, l'eroe greco legato alla città.

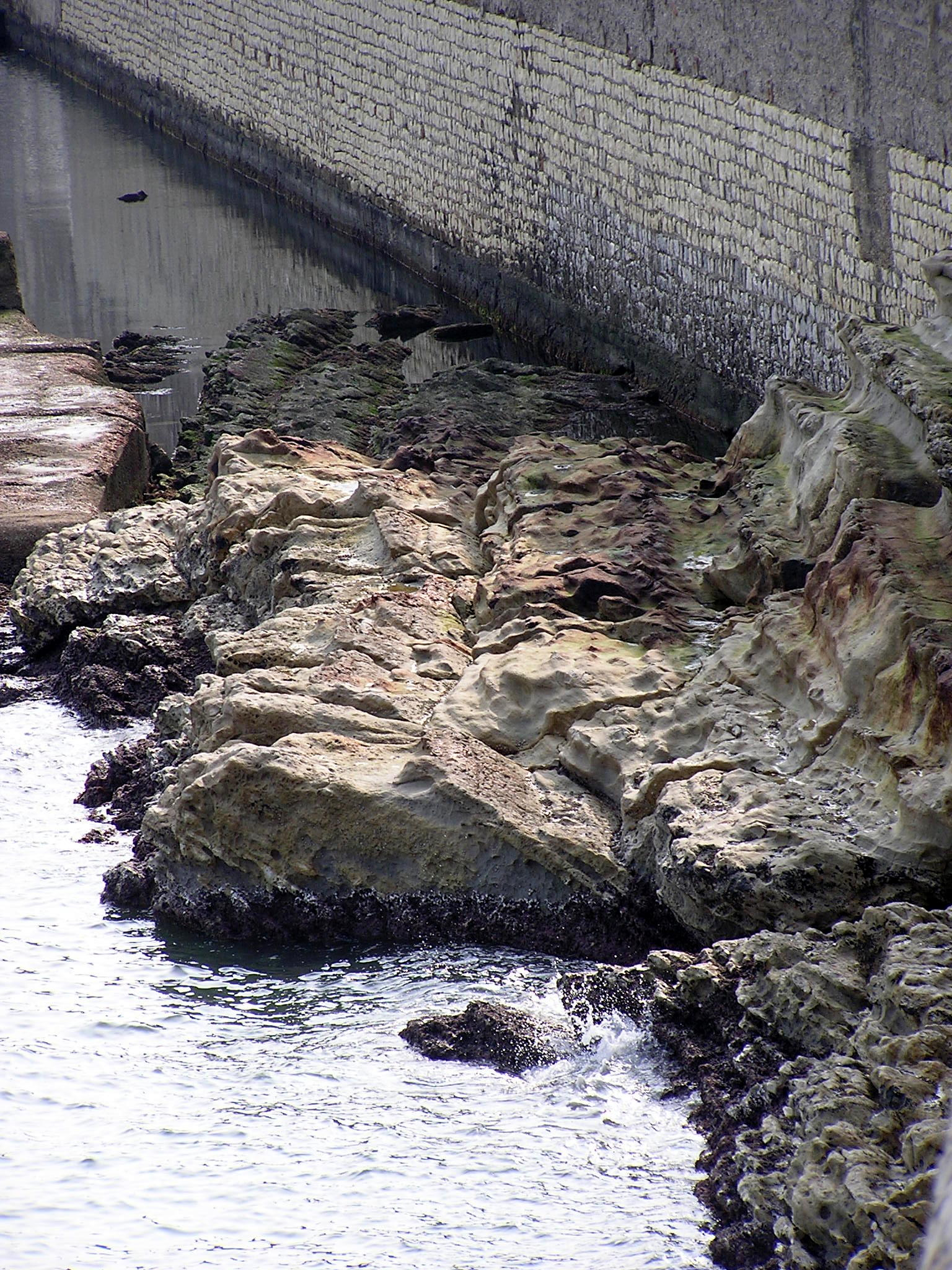
Scoglio di San Clemente, parzialmente inglobato nell'area dei Cantieri Navali.

Secondo la tradizione storiografica, seguita anche da studiosi moderni, ad Ancona sorgeva in onore di Diomede un tempio, o un heroon, edificio sacro che era dedicato ad ecisti ed eroi che dopo la morte diventavano motivo di unione per la comunità che erigeva il monumento. La tradizione storiografica ha origine dal passo sopra citato dello Pseudo Scilace. La tradizione storiografica, dunque, evidenzia i legami tra Ancona e il mito di Diomede.
Gli storici moderni identificano il tempio con l'edificio raffigurato alla base del colle Guasco nella scena 58 della Colonna Traiana. L'edificio sacro sarebbe sorto quindi sulla riva del mare, nell'estrema propaggine settentrionale del promontorio su cui si trova la città, che poi, a causa dell'erosione marina, diventò lo scoglio di San Clemente, negli anni settanta del Novecento parzialmente inglobato nell'interramento dei Cantieri navali.
Se si vuole identificare il tempio di Diomede citato dallo Pseudo-Scilace con quello rappresentato nella Colonna Traiana, si deve anche dedurre che il culto dell'eroe greco sarebbe stato ancora vivo in epoca romana.
La tradizione antica non è accettata da alcuni studiosi, che esaminando la frase dello Pseudo Scilace notano che in essa si usa il termine ierón (ἱερόν), che non sempre significa tempio, ma può indicare anche un generico luogo "sacro" o di culto. Inoltre, tali studiosi ritengono che nella frase dello Pseudo Scilace non sia chiaro se il culto di Diomede sia proprio specificamente di Ancona, oppure, più genericamente, del popolo che abitava la regione.
Secondo la tradizione, sulle rovine del tempio di Diomede sorse poi la chiesa paleocristiana di san Clemente, sullo scoglio a cui ha dato il nome. La chiesa resistette alle onde sino alla metà del sec. XVI, e dopo il crollo diede origine alla leggenda della campana sommersa.

## Mura

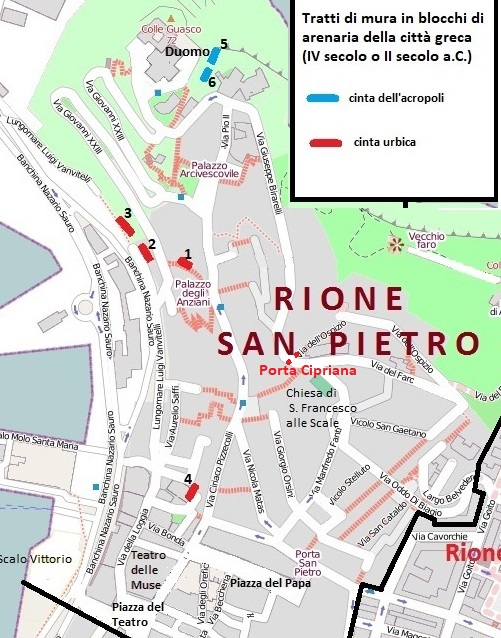
Tratti di mura in opera quadrata in arenaria, interpretati come mura greche del IV o del II secolo a.C.

La tradizione storiografica ha identificato in alcuni tratti di muri antichi in opera quadrata, costituite in blocchi di arenaria, i resti delle mura cittadine della città 
greca e della cinta della sua acropoli; sono tutti situati nel colle Guasco. I filari sono pseudo-isodomi: i blocchi di pietra, giustapposti a secco, hanno dimensioni costanti nell'altezza (60 cm), ma non nella larghezza; i blocchi hanno un trattamento a bugnato e sono collegati da grappe a coda di rondine.
Nel corso degli anni si è acceso un dibattito sulla datazione e sull'interpretazione di questi resti archeologici. Secondo alcuni studi, i tratti di mura sarebbero avanzi della cinta urbana del IV secolo a.C., e dunque della prima fase della colonia greca. Secondo altri studi, invece, i tratti risalirebbero invece all'età ellenistica e dunque alla fase finale della colonia greca, nel periodo della progressiva romanizzazione. Alcuni, infine, interpretano i tratti rimasti come terrazzamenti del colle Guasco; questa ipotesi non smentisce, peraltro, la precedente, in quanto tratti di mura cittadine costruiti su ripidi pendii sono necessariamente anche muri di contenimento.
Alcuni autori ipotizzano, con una certa cautela, che l'antica Porta Cipriana, situata tra via Fanti e via Birarelli (vedi la mappa a fianco), possa ricordare nel nome un'antica porta della cinta greca, porta dedicata ad Afrodite, nel suo attributo di "cipria", oppure nella sua assimilazione con la dea picena Cupra. La strada che vi inizia, infatti, portava al tempio di Afrodite.
Ciò consentirebbe di ricostruire con un maggior dettaglio il perimetro delle mura.

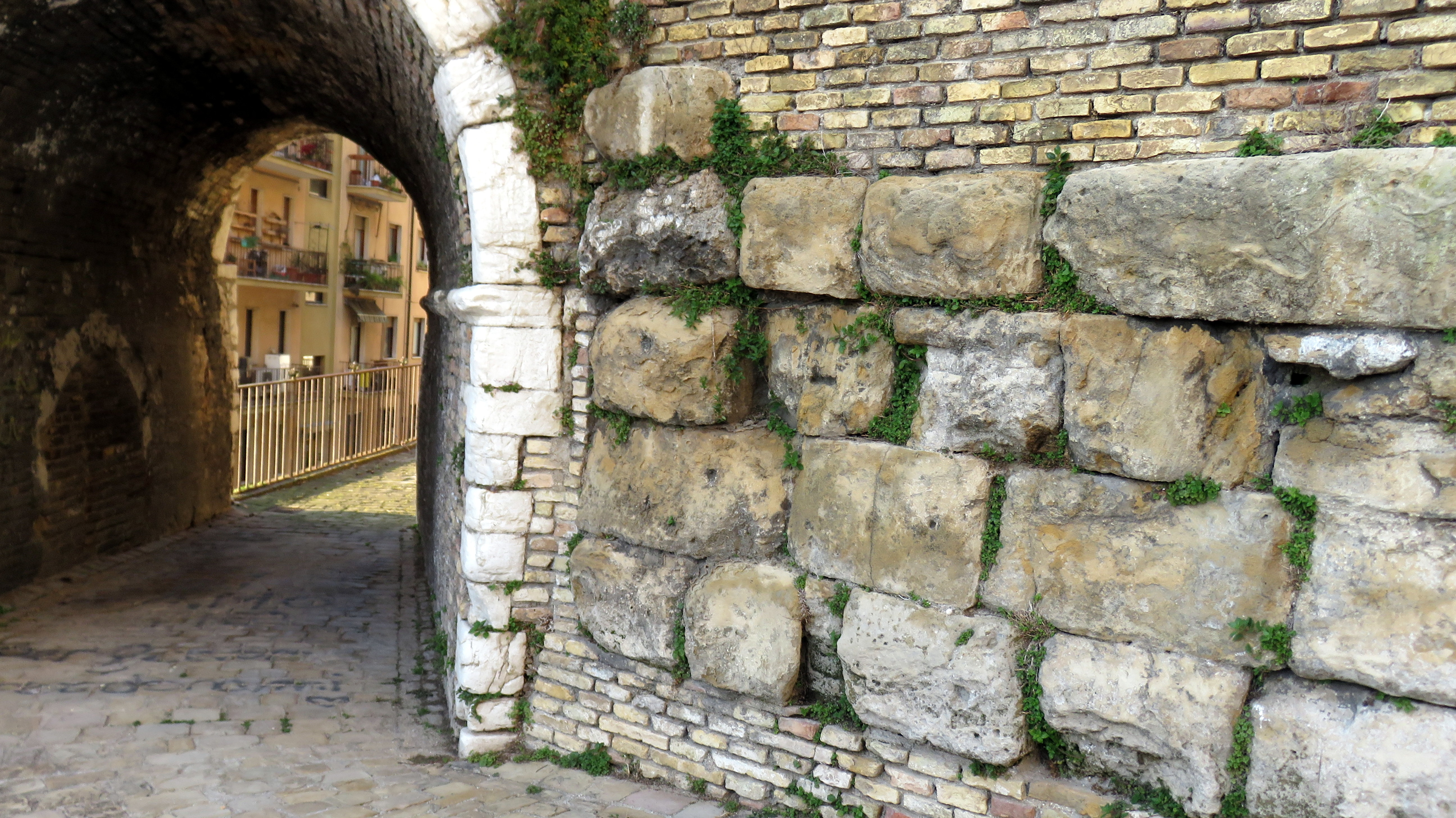
Mura ed arco di via della Cisterna (sulla mappa: 1)
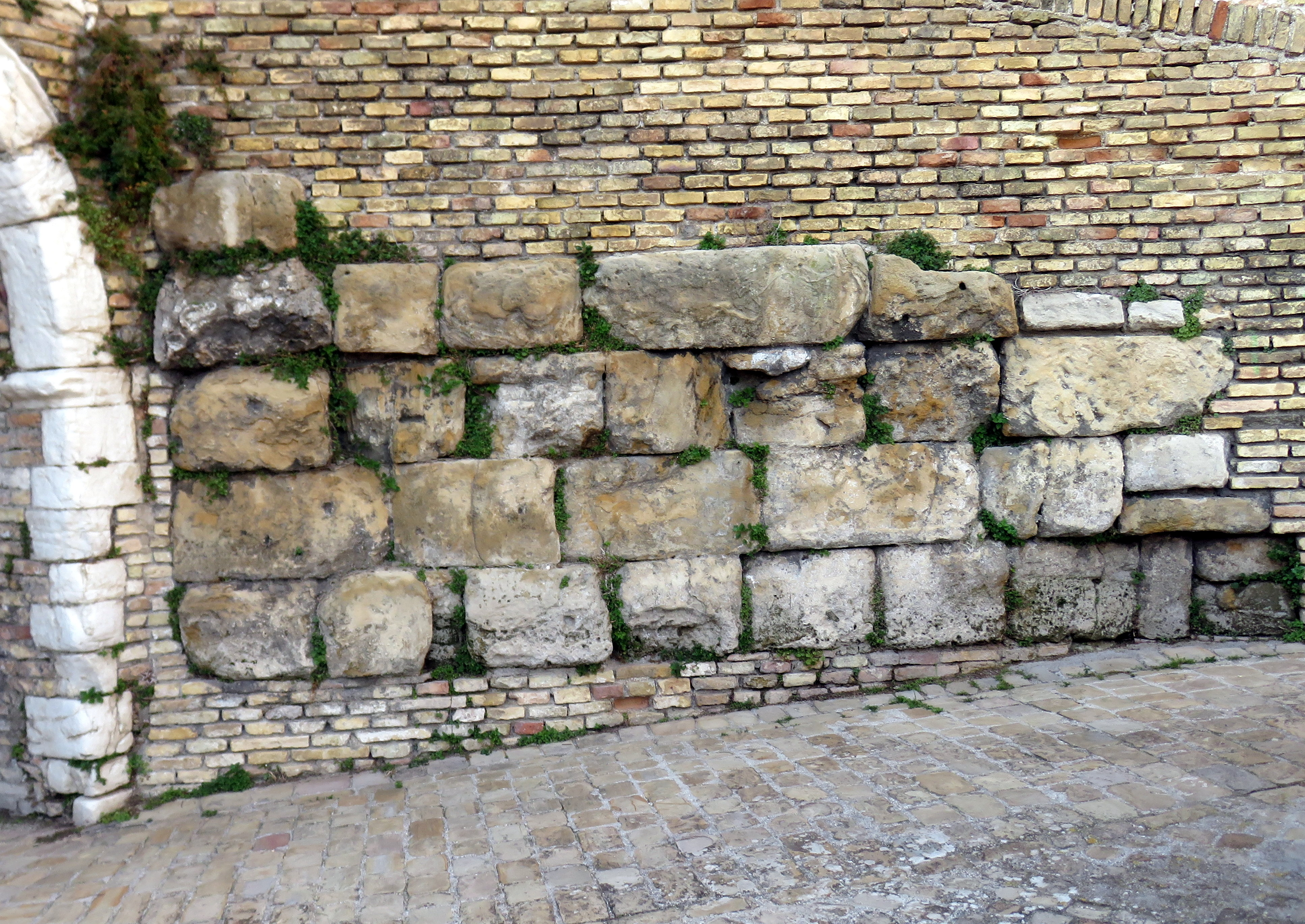
Mura di via della Cisterna viste di fronte (sulla mappa: 1)
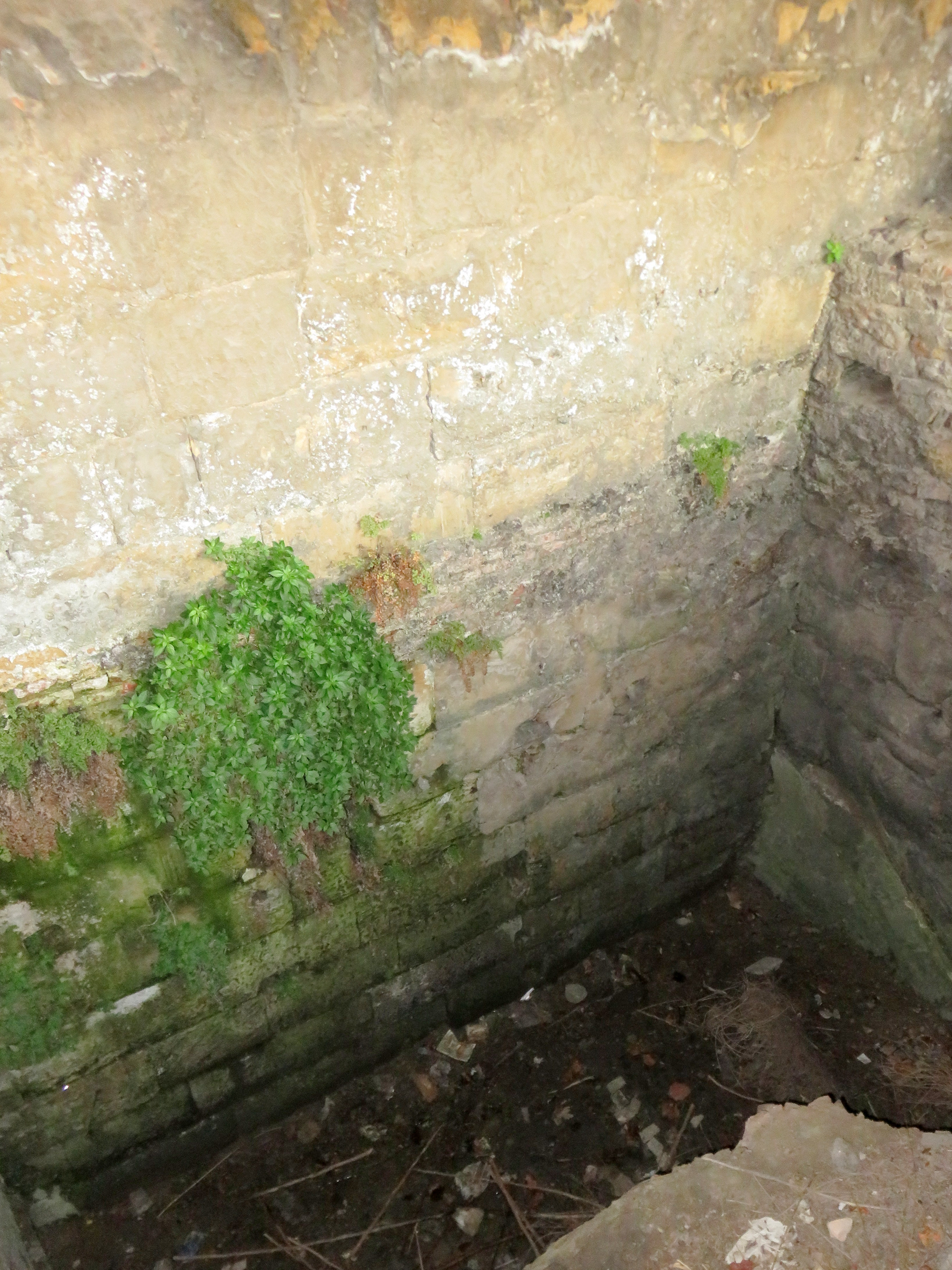
Mura sottostanti via Giovanni XXIII (sulla mappa: 2)
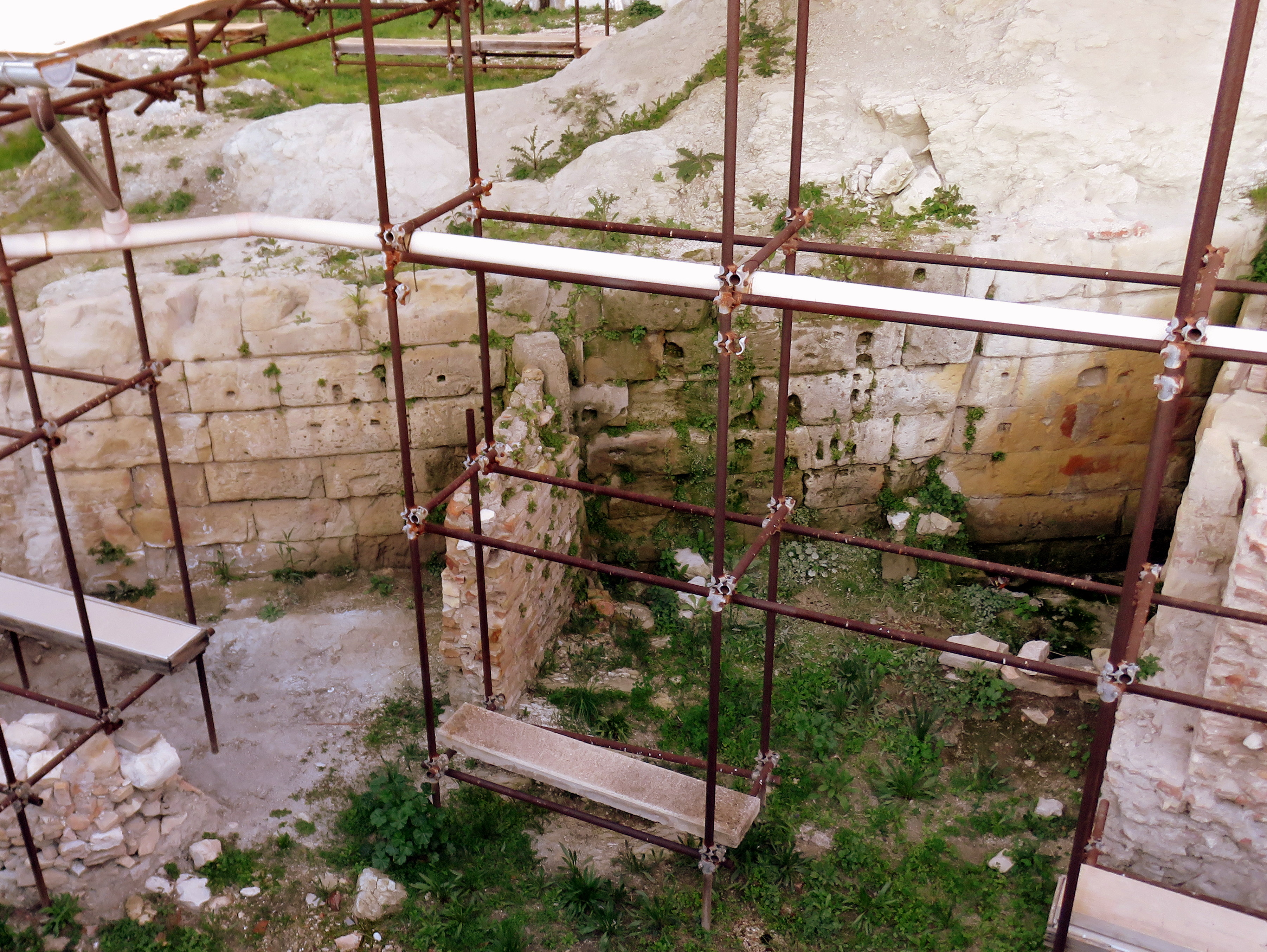
Mura dell'area archeologica del porto antico - tratto nord (sulla mappa: 3)
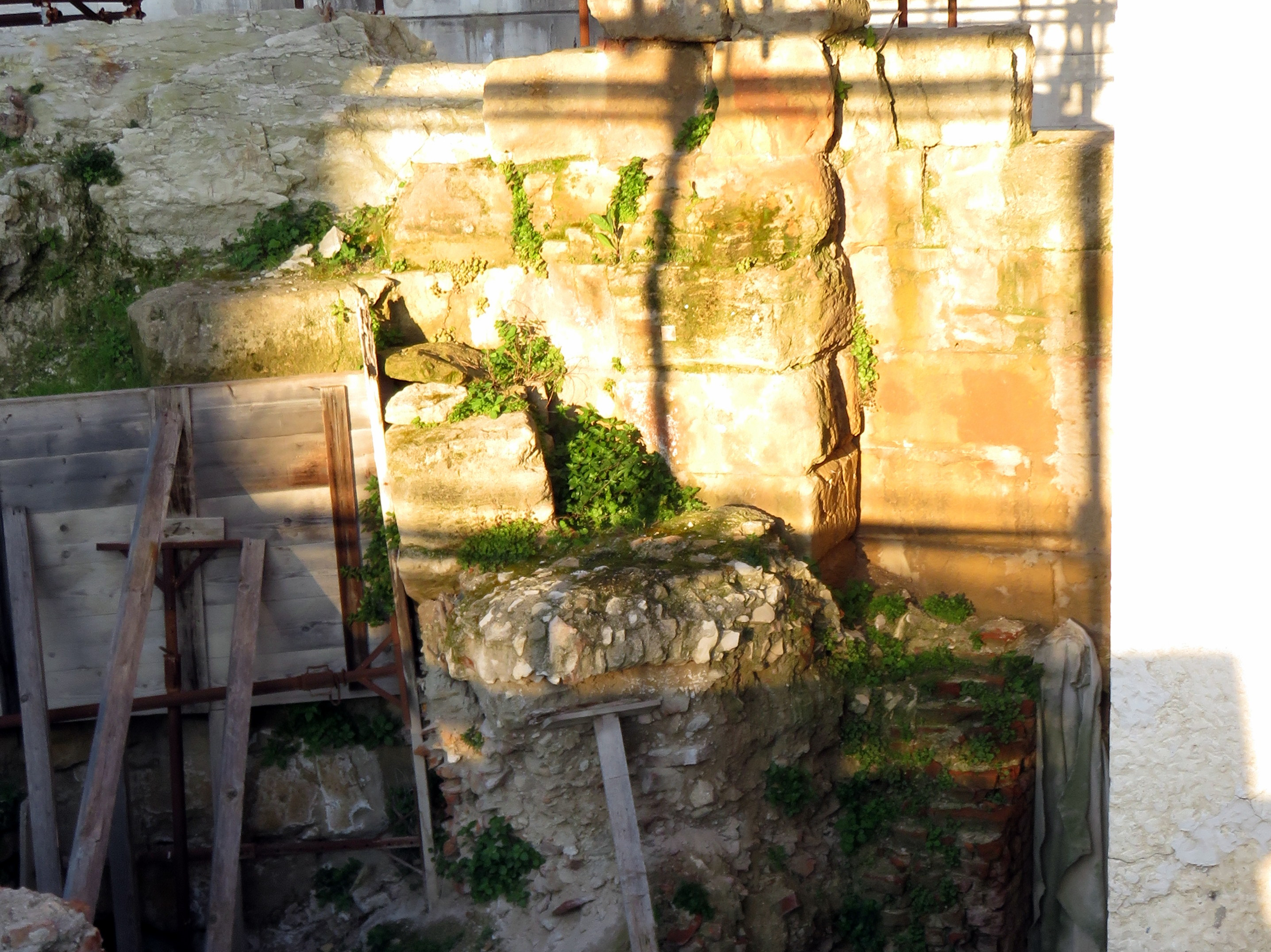
Mura dell'area archeologica del porto antico - tratto sud (sulla mappa: 3)
Mura dell'acropoli (sulla mappa: 5)

## Teatro
Non è conosciuta la localizzazione del teatro greco, ma alcuni autori hanno formulato un'ipotesi: forse le mura in blocchi di arenaria presenti all'interno dell'ambitus dell'Anfiteatro romano sarebbero pertinenti ad un precedente teatro greco. In questo caso, il colle Guasco sarebbe stato simile ad altre aree sacre antiche in cui si vedeva la compresenza di tempio e di teatro, come nel Santuario di Ercole Vincitore di Tivoli (II secolo a.C.) o a Delfi (IV secolo a.C.). I Romani, in epoca successiva, avrebbero trasformato il teatro in anfiteatro.
Esiste un'altra ipotesi sulla localizzazione del teatro: essa suggerisce che l'edificio potesse essere situato nella zona del convento di San Francesco alle Scale, come proverebbe l'andamento semicircolare di via Fanti.

## Moneta

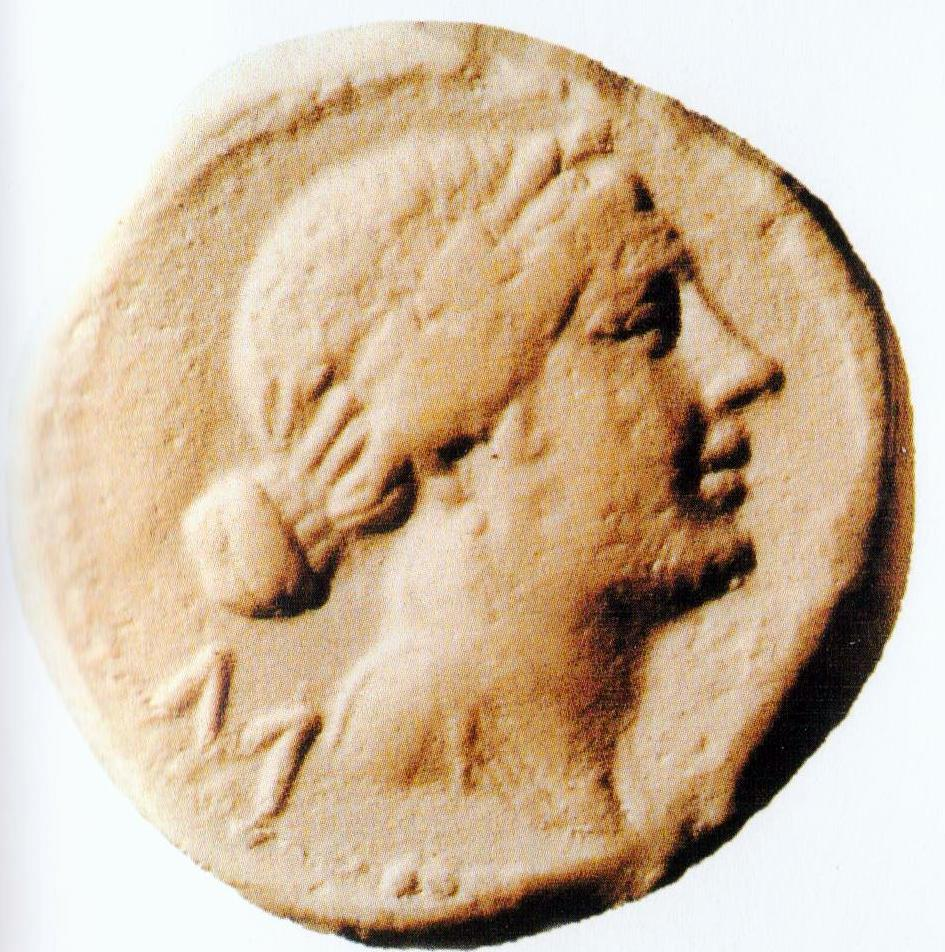
Ingrandimento del dritto della moneta greca di Ancona (da calco). L'ingrandimento del rovescio correda il template sinottico nella sezione iniziale.

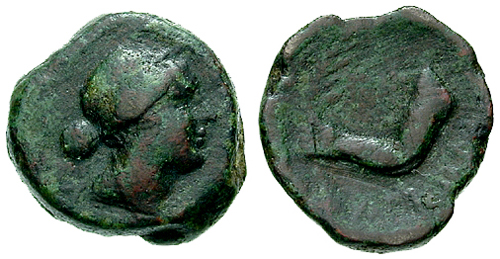
Moneta greca di Ancona.

La moneta bronzea greca di Ancona è la prima moneta mai emessa nella città dorica: ne esiste un unico tipo in almeno tre conii, che reca le immagini descritte di seguito.
- Sul dritto è raffigurato il profilo di Afrodite, rivolto verso destra; è coronata di mirto, pianta sacra alla dea, ha i capelli raccolti in un nodo e porta gli orecchini; è presente la sigla "Σ". L'identificazione con Afrodite è fornita dai passi già citati di Catullo e di Giovenale, che testimoniano la presenza in città di un tempio dedicato alla dea, descritto nella sezione Il tempio di Afrodite. Il bordo è perlato.
- Sul rovescio è presente un braccio destro nudo piegato a gomito, con la mano che stringe un ramoscello, forse di mirto, o di palma; sotto il braccio si legge la scritta ΑΓΚΩΝ (Ankōn) e sopra ad esso ci sono due stelle a otto raggi[N 17], interpretate come la costellazione dei Gemelli, ossia i Dioscuri, protettori dei naviganti. Nel complesso, il rovescio della moneta è analogo ad uno stemma parlante, dato che l'immagine del braccio richiama il nome della città e le due stelle dei Dioscuri ricordano la funzione protettiva del promontorio a forma di gomito nei confronti dei flutti marini. Anche il bordo del rovescio è perlato.

Quella di Ancona era la zecca greca più settentrionale dell'Adriatico. La datazione della prima emissione è dibattuta: a seconda degli autori varia tra la fine del IV a tutto il III secolo a.C. (prima del 290 - dopo il 290 - intorno al 215 a.C.); tutti concordano comunque nel pensare che l'emissione della moneta cessò con la romanizzazione della città e l'introduzione massiccia delle monete romane.

Lo stemma della provincia di Ancona, tratto dal rovescio della moneta greca.

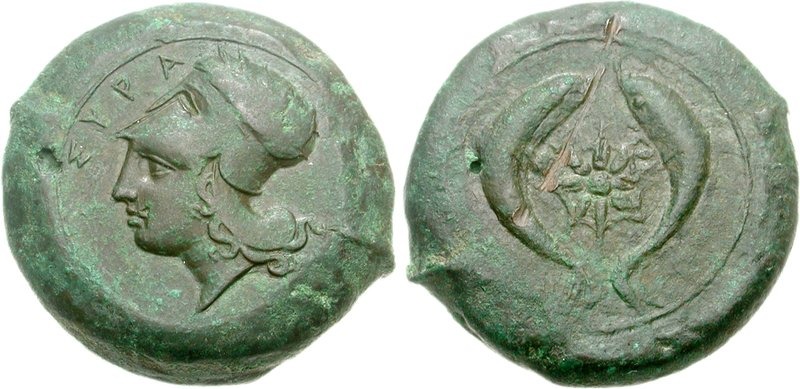
Moneta siracusana emessa all'epoca di Dionisio I, ritrovata ad Ancona.

Vivo è il dibattito anche su questi temi: appartenenza al sistema monetario greco o a quello romano repubblicano; interpretazione della sigla "Σ" come sigma o mi, a seconda del verso di lettura; significato di tale sigla; periodo di circolazione, breve e occasionale oppure lungo e costitutivo della città. 
La moneta di Ankón ha comunque caratteristiche prettamente greche, non solo, ovviamente, per la legenda, ma anche per lo stile, la profondità e il rilievo del conio, nonché per la simbologia. Le somiglianze con le coeve monete siracusane sono notevolissime. Inoltre è significativo il fatto che tale moneta è coniata, e la tecnica del conio rappresenta un'eccezione nella monetazione del Picenum e delle zone limitrofe, in cui domina la moneta fusa (aes grave).
La moneta greca di Ankón è servita di modello per lo stemma della provincia di Ancona, nel quale il mirto e le due stelle sono sostituiti da un ramo di corbezzolo con due frutti, rappresentante il monte Conero.
Interessanti come testimonianza dei rapporti tra la metropoli Syrakousai e la sua colonia Ankón sono due monete presenti nella collezione numismatica del Museo archeologico nazionale delle Marche, di provenienza anconitana. La prima è una dracma siracusana, emessa circa nel 380 a.C. epoca della fondazione di Ancona e di Dionisio I. La seconda è un'emilitra che reca sul rovescio un fulmine e la scritta Ἀγαθοκλῆς (Agathoklês), emessa nel periodo del tiranno di Siracusa Agatocle, che rivitalizzò la politica adriatica siracusana di Dionisio I.

## Culti religiosi
Ad Ankón erano vivi il culto di Afrodite, quello dei Dioscuri e quello di Diomede (per quest'ultimo si vedano i capitoli Prima dei Siracusani e Il tempio di Diomede).

### Afrodite
Il culto di Afrodite ad Ankón è attestato dai versi di Catullo (36, 13) e di Giovenale (4, 40), riportati nella sezione Il tempio di Afrodite. Questa dea ha molteplici aspetti, rotanti intorno all'amore, alla bellezza, alla primavera e al mare; gli studiosi si sono quindi domandati secondo quale attributo sia stata venerata ad Ankón.
Secondo un'ipotesi che ha dominato la storiografia sino a tutto il Novecento, seguita anche da alcuni studiosi moderni, Afrodite/Venere aveva nel tempio anconitano l'epiclesi o epiteto di "euplea" (Εὔπλοια, Éuploia), ossia di "dea della buona navigazione", protettrice dei naviganti. La tesi è basata soprattutto sul passo di Catullo, in un contesto in cui Venere appare una divinità prettamente marina e il tempio di Ancona è associato nello stesso verso a quello di Cnido: ebbene, Afrodite cnidia era chiamata dagli stessi Cnidi "euplea".
Secondo altri studiosi, che si basano sull'analisi dell'immagine del tempio che appare nella scena 58 della Colonna Traiana, identificato con quello di Ancona, Venere aveva invece in questo edificio sacro l'attributo di Venus genetrix, ossia di "Venere genitrice". Infatti, nella scena della colonna raffigurante Ancona, la statua della divinità, che solitamente era collocata nella cella, è esposta davanti al tempio e corrisponde alla tipologia dell'Afrodite "Louvre-Napoli", rappresentazione, appunto, di Venere genitrice.

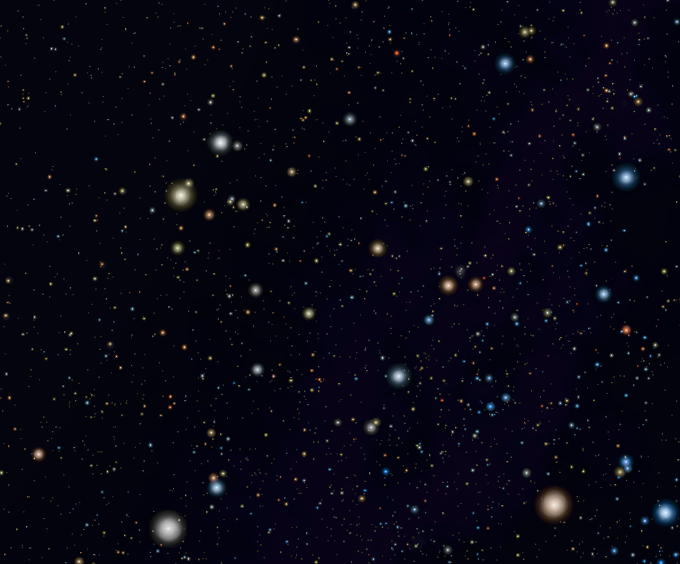
La costellazione dei Gemelli

### Dioscuri
La presenza nel rovescio della moneta greca di Ankón della costellazione dei Gemelli, e quindi dei Dioscuri, può essere fonte di informazione su un ulteriore culto praticato in città: quello dei gemelli figli di Zeus, Kástōr e Polydéukēs, divinità benefiche e salvatrici, protettori dei naviganti nelle tempeste marine, sempre uniti nel compiere le loro gesta, che mai agivano senza prima consultarsi. Ognuno di essi, poi, aveva una specificità: Kástōr era domatore di cavalli ed esperto di scherma, Polydéukēs valente nel pugilato.
Potrebbe essere plausibile la tesi secondo cui il culto dei Dioscuri si riconduca al culto delle divinità sicule dei gemelli Palici, praticato anche dai Sicelioti di Siracusa e da costoro portato ad Ankón.

### Rapporti tra i culti di Diomede, di Afrodite e dei Dioscuri
Nei luoghi adriatici frequentati dai Greci, i culti di Afrodite, di Diomede e, in parte, quello dei Dioscuri si intrecciano, e ciò avviene anche ad Ancona.
Due elementi sono indicativi a tal proposito: anzitutto, come risulta dai capitoli precedenti, il fatto che ad Ancona i due edifici sacri citati dagli autori antichi siano dedicati proprio alla dea Afrodite e all'eroe Diomede; inoltre, la compresenza nella moneta greca di Ancona delle stelle dei Dioscuri e del profilo di Afrodite.

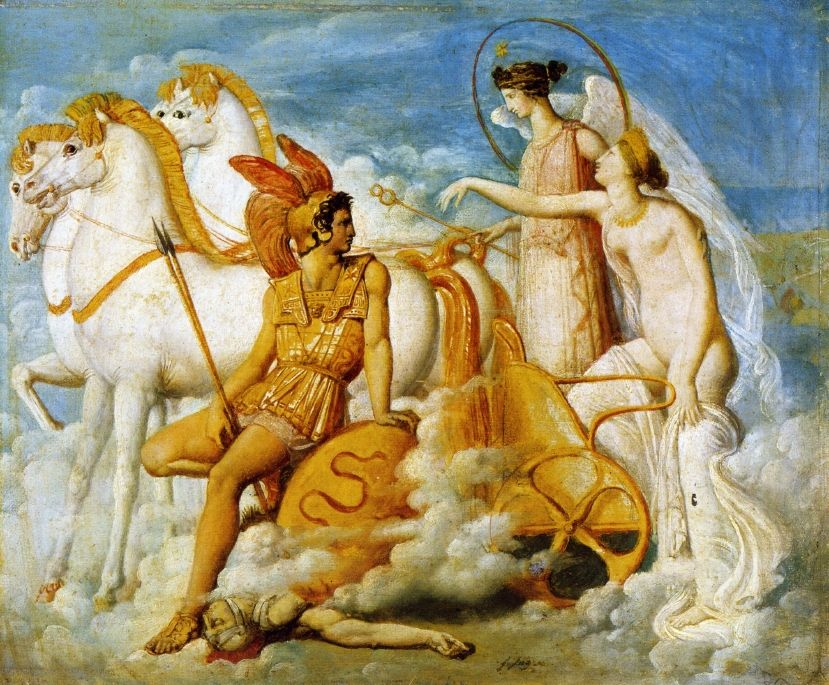
Lo scontro tra Diomede ed Afrodite durante la guerra di Troia (dipinto di Ingres)

Per quanto riguarda il rapporto tra Afrodite e Diomede, nel quinto libro dell'Iliade, si narra di un violento diverbio tra la dea e l'eroe, che la ferisce sulla mano. Altre fonti, inoltre, narrano di come Afrodite poi si vendicò dell'offesa subita, inducendo la moglie dell'eroe all'adulterio, che egli scoprì quando tornò in patria. È ricordato poi il pentimento dell'eroe per il suo gesto di hybris, durante le peregrinazioni in suolo italiano, e la successiva riconciliazione con la dea. Ottenuto il perdono, Diomede diffuse l'arte della navigazione e l'addomesticamento del cavallo sulle coste adriatiche, dove è ricordato anche come fondatore di città. La compresenza ad Ankón del tempio di Afrodite e di quello di Diomede è testimonianza di questo legame complesso tra la dea e l'eroe.
Come già detto nella sezione Contatti con la civiltà micenea, Diomede era venerato ad Ancona sin da prima della fondazione siracusana e il suo culto era stato poi rivitalizzato da Dionisio il Grande, per fornire una base culturale e religiosa alla sua azione colonizzatrice in Adriatico. Molti storici pensano che la stessa cosa sia avvenuta per il culto di Afrodite, giunto in Adriatico ad opera dei più antichi navigatori greci (cnidi e corinzi) e poi incentivato durante la colonizzazione siracusana. Una testimonianza del culto di Afrodite ad Ancona prima dell'arrivo dei siracusani sarebbe l'ambra Morgan (V secolo a.C.) raffigurante la dea insieme ad Adone, trovata nella zona anconitana e di cui si parla dettagliatamente nella sezione Tarda Età Classica - prima Età Ellenistica.
Il mito adriatico di Diomede, oltre che intrecciarsi con la figura di Afrodite, è collegato anche con i Dioscuri. Sia i figli di Zeus, sia Diomede sono infatti legati all'addomesticamento del cavallo: i Dioscuri sono spesso raffigurati a fianco dei cavalli bianchi donati loro da Poseidone, Kástōr era domatore di cavalli e Diomede aveva l'epiteto di domator-di-cavalli. Inoltre, secondo il mito, i divini gemelli e Diomede sono legati da una comune apoteosi nelle Isole Tremiti.
Il legame tra Afrodite e i Dioscuri, infine, è segnato dalla protezione esercitata nei confronti dei naviganti: Afrodite aveva l'epiclesi di "euplea", ossia "della buona navigazione", e i Dioscuri erano invocati dai Greci durante le tempeste, perché ritenuti protettori dei marinai in pericolo.
Bastano i versi di Orazio ad illustrare nel modo più efficace il ruolo di protettori dei naviganti condiviso da Afrodite e dai divini gemelli:
sic fratres Helenae, lucida sidera,
ventorumque regat pater
obstrictis aliis praeter Iapyga,
(Orazio, Odi, I, 3, 1-5)

## Attività economiche

### Navigazione

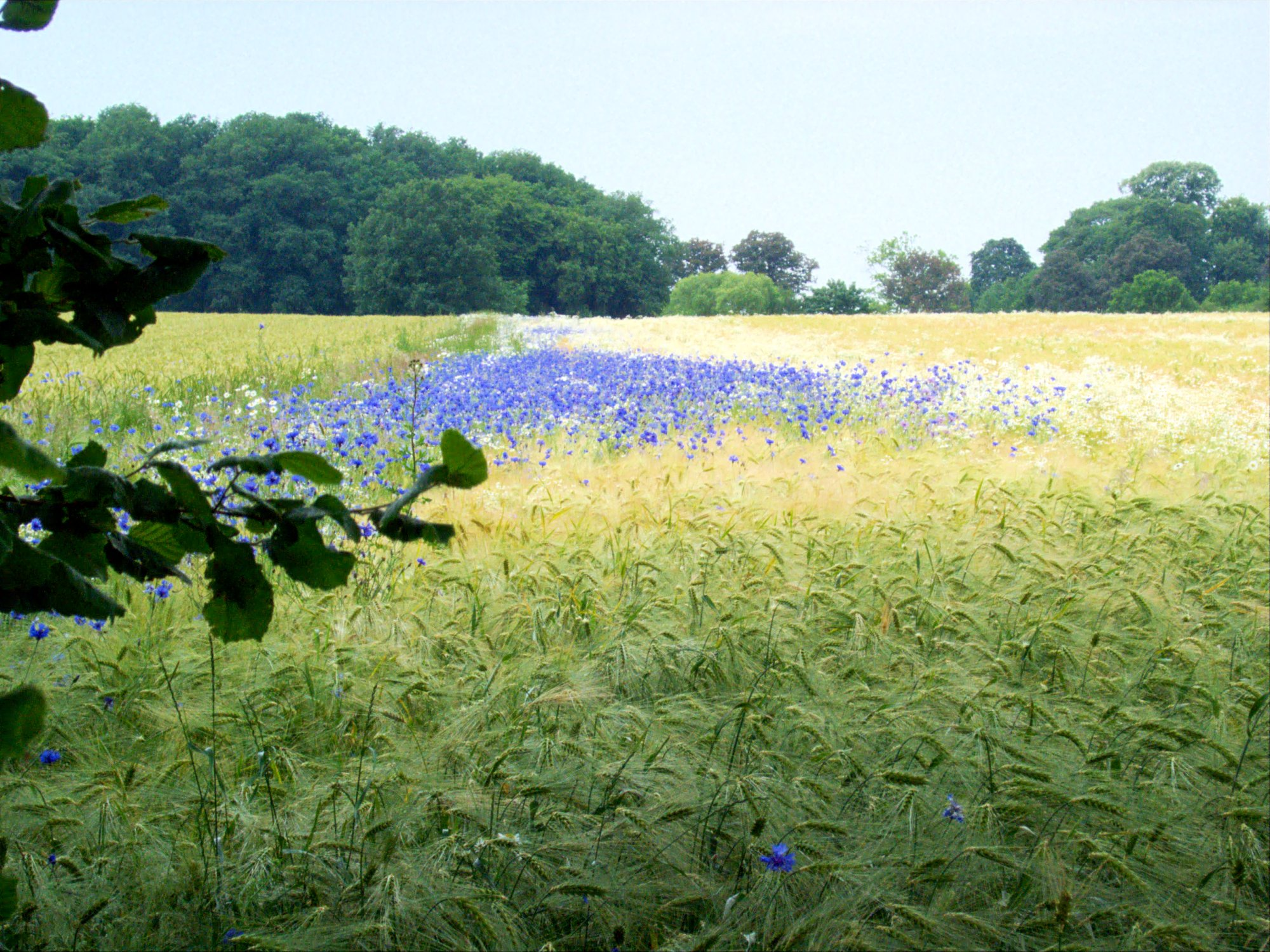
Ankón, secondo Strabone, era produttrice in abbondanza di grano di buona qualità.

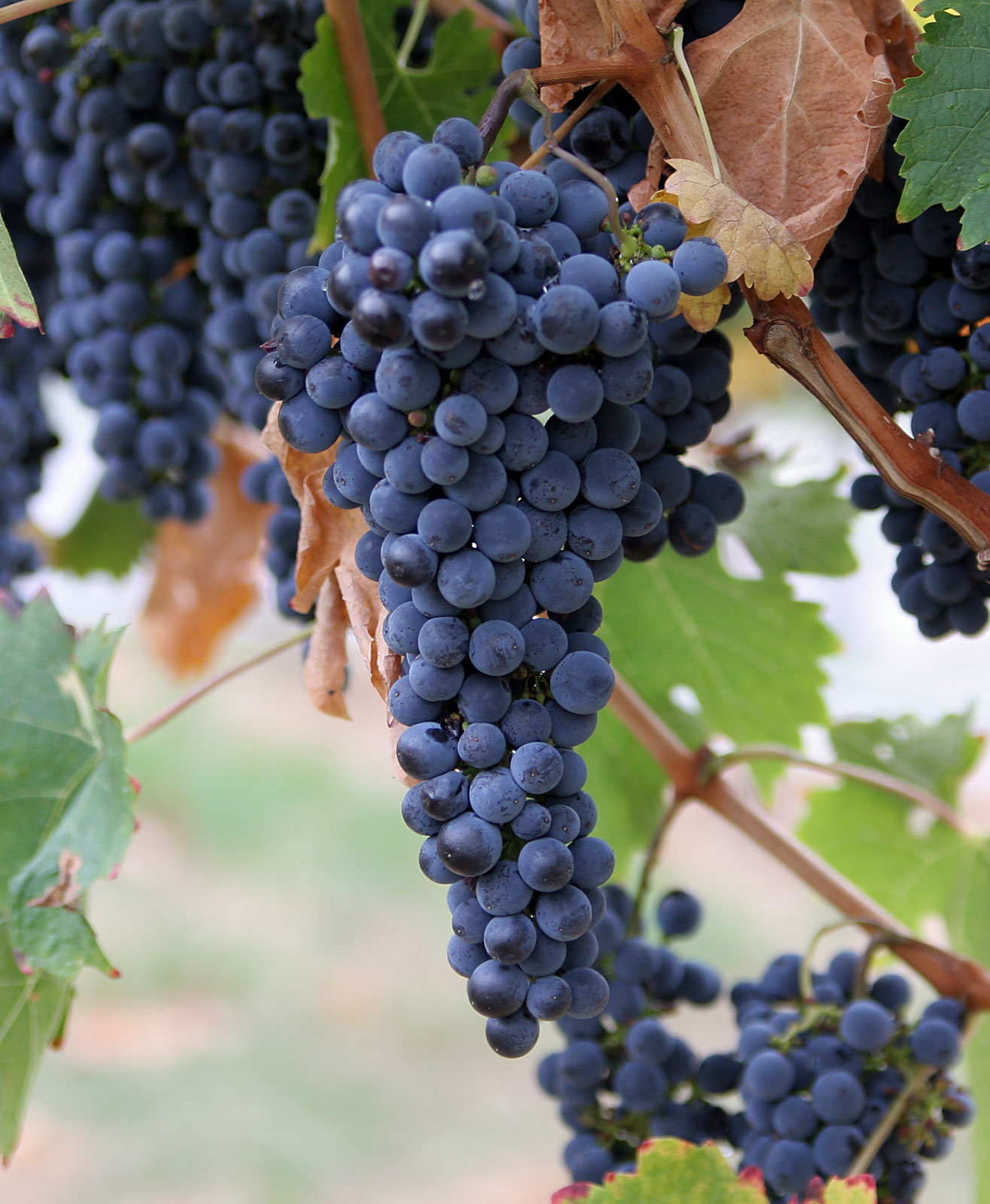
Ankón, secondo Strabone, era produttrice di vino buono e abbondante.

Le principali attività economiche della colonia, naturalmente, erano legate al porto ed alla navigazione, che erano stati i motivi della sua fondazione. Le rotte più battute dai navigatori anconitani e da coloro che arrivavano nel porto dorico sono note soprattutto per l'età ellenistica, meglio documentata archeologicamente: erano quelle dirette verso i centri del Mediterraneo orientale e della Magna Grecia. In particolare i centri più frequentati erano: Alessandria d'Egitto, Delo, Rodi, Corfù, Bisanzio, Taranto ed Eraclea.

### Artigianato
Le testimonianze archeologiche di età ellenistica (descritte nella sezione Media e tarda Età Ellenistica) ci permettono di formulare delle ipotesi su alcune tipologie di artigianato presenti nella colonia: tintura di stoffe di lana, scultura del marmo per la realizzazione di stele, produzione di oggetti di prestigio per l'ornamento del corpo e per il banchetto.

### Agricoltura e pesca
Strabone, nel passo riportato all'inizio della sezione La fondazione siracusana, ci informa delle principali colture praticate nel territorio della colonia di Ankón, che era «σφόδρα εὔοινος καὶ εὐπυροφόρος» (sfòdra éuoinos kai eupyrofόros).
L'aggettivo εὔοινος (éuoinos), che è riferito ad Ankón, significa "[produttrice] di vino buono" e il termine σφόδρα (sfòdra) significa "in abbondanza"; le campagne di Ankón, dunque, producevano in abbondanza vino buono. Il termine εὔοινος (éuoinos) è riferito da Strabone (XIV, 1, 15) anche alle isole di Chio, Lesbo e Coo, tra le quali Lesbo era terra di produzione dei vini Pramnio e Onfacite, proverbialmente noti per la loro finissima qualità e per le proprietà curative. Sempre il termine εὔοινος (éuoinos) è riferito dallo stesso scrittore anche alle terre che si affacciano sul lago di Marea, specchio d'acqua salmastra a sud di Alessandria d'Egitto, dove si produceva il vino Mareotico, noto per essere amato da Cleopatra.
L'aggettivo εὐπυροφόρος (eupyrofόros) significa invece "produttrice di grano buono" (anch'esso σφόδρα, "in abbondanza"), fatto particolarmente apprezzato dai Greci della madrepatria, che importavano questo cereale in grandi quantità, data l'insufficiente produzione locale.
Si può ipotizzare anche la coltura dell'olivo, per la produzione di olive e di olio per la mensa e per l'illuminazione. L'olivicoltura è deducibile dalle precedenti usanze agricole picene e dalle successive romane, oltre che dalle possibilità offerte dal clima.
Sempre in via ipotetica, potrebbe essere stata praticata la pesca, che alcuni studiosi citano tra le attività presenti in base alla testimonianza di Giovenale, che nel passo riportato all'inizio della sezione Il tempio di Afrodite menziona la pesca di un rombo di straordinaria mole; la presenza del porto e le precedenti attività picene suffragano l'ipotesi.

### Industria della porpora
(Silio Italico, Le guerre puniche, VIII, 436-437)

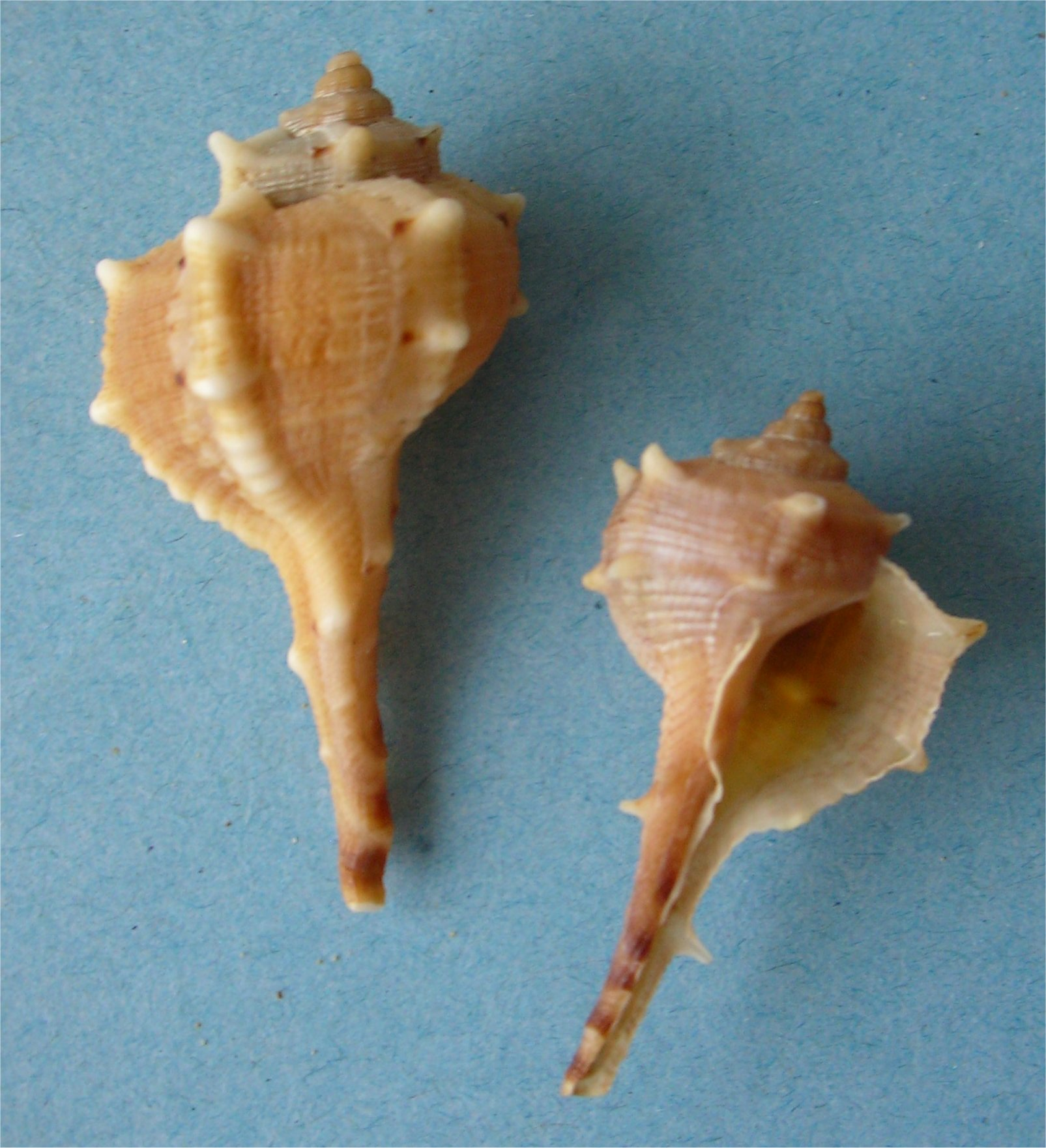
Il murice comune, da cui si estraeva la porpora.

Come testimonia Silio Italico nei versi riportati sopra, ad Ancona era attiva un'industria della porpora che poteva competere con quelle famose di Sidone e della Libia. Come è noto, tale industria era basata sulla difficile lavorazione del murice, e produceva un colorante assai prezioso e ricercato, che era alla base di traffici intensi. La preziosità del rosso porpora era dovuta al fatto che questo colorante era l'unico rosso resistente ai lavaggi ed anche perché, per riuscire a tingere una sola veste, occorrevano migliaia di esemplari di murice: solo in pochi, quindi, potevano esibire in pubblico questo colore. Secondo un'interessante tradizione locale, in occasione dello scavo delle fondazioni dell'attuale palazzo del rettorato sarebbero state ritrovate ingenti quantità di murici, che danno supporto archeologico alla testimonianza scritta di Silio Italico.
L'industria fu attiva in città assai a lungo: nel VII sec. d.C. ancora si parla ancora della lana di Ancona. Ancor oggi il murice si trova con abbondanza nel mare antistante la città (dove è chiamato ragusa), ed è anche intensamente pescato a scopo alimentare.
Silio Italico scrive in realtà nel I secolo d.C., epoca in cui Ancona era già da quasi duecento anni una città romana. Alcuni autori, però, pensano che un'industria della porpora di così alta qualità non si sia potuta improvvisare e che possa quindi risalire all'epoca greca.

## Testimonianze archeologiche dalla necropoli e da altri siti

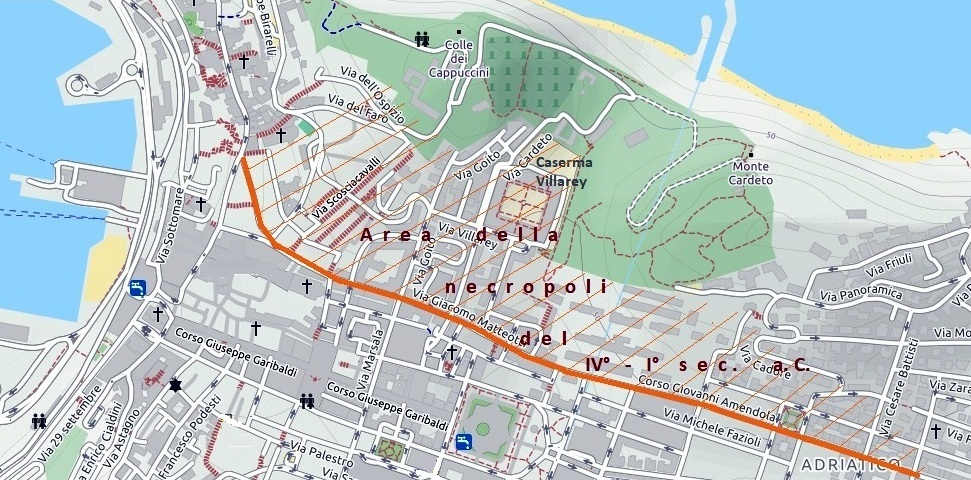
Area della necropoli del IV - I secolo a.C. - la linea arancione indica il percorso stradale verso il Cònero.

La necropoli di Ankón del IV - I secolo a.C. si estendeva sulle pendici meridionali del colle dei Cappuccini e di monte Cardeto, come provano i numerosi ritrovamenti che, dall'Ottocento in poi, sono avvenuti in zona.

### Tarda Età Classica - prima Età Ellenistica
Le testimonianze archeologiche del IV e del III secolo a.C. provenienti dalla necropoli sono più scarse rispetto a quelle dei secoli successivi.
Si segnalano i seguenti reperti.
Statuetta in ambra intagliata con Afrodite ed Adone.
Conosciuta internazionalmente con il nome di "Ambra Morgan", fu trovata a Falconara ed è ora conservata al Metropolitan Museum di New York. Risalente alla fine del 500 a.C. è ritenuta dagli archeologi la più bella ambra scolpita del Piceno e probabilmente d'Italia ed ornava l'arco di una fibula.
Lekythos a figure rosse con Amimone insidiata da Poseidone.
Questa lekythos è opera del pittore della phiale ed è datata al 430 a.C. circa. Raffigura la fanciulla Amimone e il dio del mare Poseidone. È stata ritrovata in una zona imprecisata della città di Ancona e anch'essa è ora conservata al Metropolitan Museum di New York.

### Media e tarda Età Ellenistica
Lungo l'asse stradale di via Matteotti - corso Amendola, fin dall'inizio del Novecento, sono state ritrovate occasionalmente numerose tombe del II e I secolo a.C., contenenti reperti ellenistici. Inoltre, tra il 1991 e il 1998, nel corso dei lavori di ristrutturazione della Caserma Villarey, furono portate alla luce di più di quattrocento tombe della necropoli greca e romana, contenenti ricchi corredi testimonianti le intense relazioni di Ancona con la Magna Grecia e il Mediterraneo orientale. Si può dunque dire che, durante il II e il I secolo a.C., i frequenti contatti con la Grecia rinverdivano continuamente l'origine dorica della città e contribuivano conservarne la grecità, nonostante la romanizzazione che procedeva velocemente in tutta la regione circostante, facendo di Ancona quasi un'enclave culturale, punto di contatto tra cultura greca, picena e gallica.
La maggior parte delle tombe è costituita da lastre in arenaria disposte a formare un rettangolo di mura ed un tetto a capanna. A volte le mura perimetrali sono invece in laterizio. È documentata anche l'uso della cremazione, con le ceneri poste in urne cilindriche di piombo; gli oggetti posti accanto ad esse sono analoghi a quelli ritrovati nelle tombe costituite da lastre di arenaria.
Una parte della necropoli (sette tombe in tutto) è visitabile presso la Caserma Villarey, dove, al di sotto del parcheggio multipiano, è stata allestita un'area archeologica.
Si segnalano i seguenti reperti.
Stele funerarie, con scene figurate a rilievo ed iscrizione greca.
Le stele, la cui datazione varia dal II al I secolo a.C., sono preziose testimonianze del persistente uso della lingua greca durante la fase di passaggio verso la romanizzazione. Le stele anconitane trovano somiglianze stringenti con quelle delle Isole Cicladi e dell'Isola di Delo, da cui alcuni esemplari provengono. Le iscrizioni ricordano il nome del defunto, o della defunta, (al vocativo), il suo patronimico (al genitivo), e infine l'estremo saluto: chrēste chaire (ΧΡΗΣΤΕ ΧΑΙΡΕ), ossia "O valoroso (buono, amorevole, prode, virtuoso, valoroso), addio!".
Sono esposte al Museo nazionale delle Marche, nella sezione greco-ellenistica, tranne una, conservata al Museo della città.
Bassorilievo con suonatrice di khitara danzante.
Il bassorilievo rappresenta una suonatrice di kithara, strumento a corde diffusissimo nell'antica Grecia, di cui si trovano spesso testimonianze nella mitologia. La suonatrice si muove con passo di danza e indossa un peplo con apoptygma ed himation, elegantemente fluttuanti per l'incedere della danza. Particolare è la chioma, raccolta in una vaporosa coda vista di prospetto, mentre il corpo è di profilo e il viso di tre quarti. La khitara è portata di traverso, stretta sotto il braccio, e la suonatrice usa un plettro a forma di pesce. Secondo alcuni studi, l'iconografia della figura può far supporre che rappresenti una musa.
È esposta al Museo nazionale delle Marche, nella Sezione greco-ellenistica.
Le sfingi.
Agli inizi del Novecento sono state rinvenute due statue di sfingi, mostruosi esseri alati, metà donne e metà fiere, che originariamente erano collocate agli angoli dei recinti funerari, a guardia delle tombe. Oggi sono poste quasi come guardiane all'ingresso della sezione ellenistica del Museo Archeologico Nazionale. Una delle due statue stringe tra le zampe una testa decapitata. Sono risalenti al II - I secolo a.C. e sono scolpite in calcare del Cònero, cosa che mostra la loro origine locale.
In tutta la costa adriatica italiana esistono esemplari simili solo in Veneto. Sia gli esemplari anconitani, sia quelli veneti derivano da prototipi orientali e sono dunque testimonianza delle relazioni intense con l'Oriente mediterraneo.
Statue di Afrodite .
Nell'immediato dopoguerra furono ritrovate, in un pozzo di Piazza del Comune (piazza B. Stracca), tre statue alte circa 50 cm. e rappresentanti Afrodite, risalenti alla fine del II secolo a.C. o all'inizio del secolo successivo. Sono di marmo bianco, mancano della testa e una delle tre è del tipo "Tiepolo". Sono un'ulteriore testimonianza del culto di Afrodite in città.

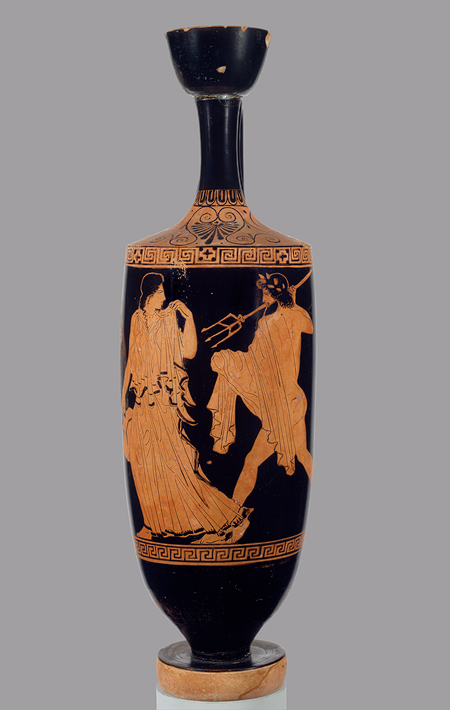
La lekythos con Amimone insidiata da Poseidon (440 a.C.) (Metropolitan Museum di New York).
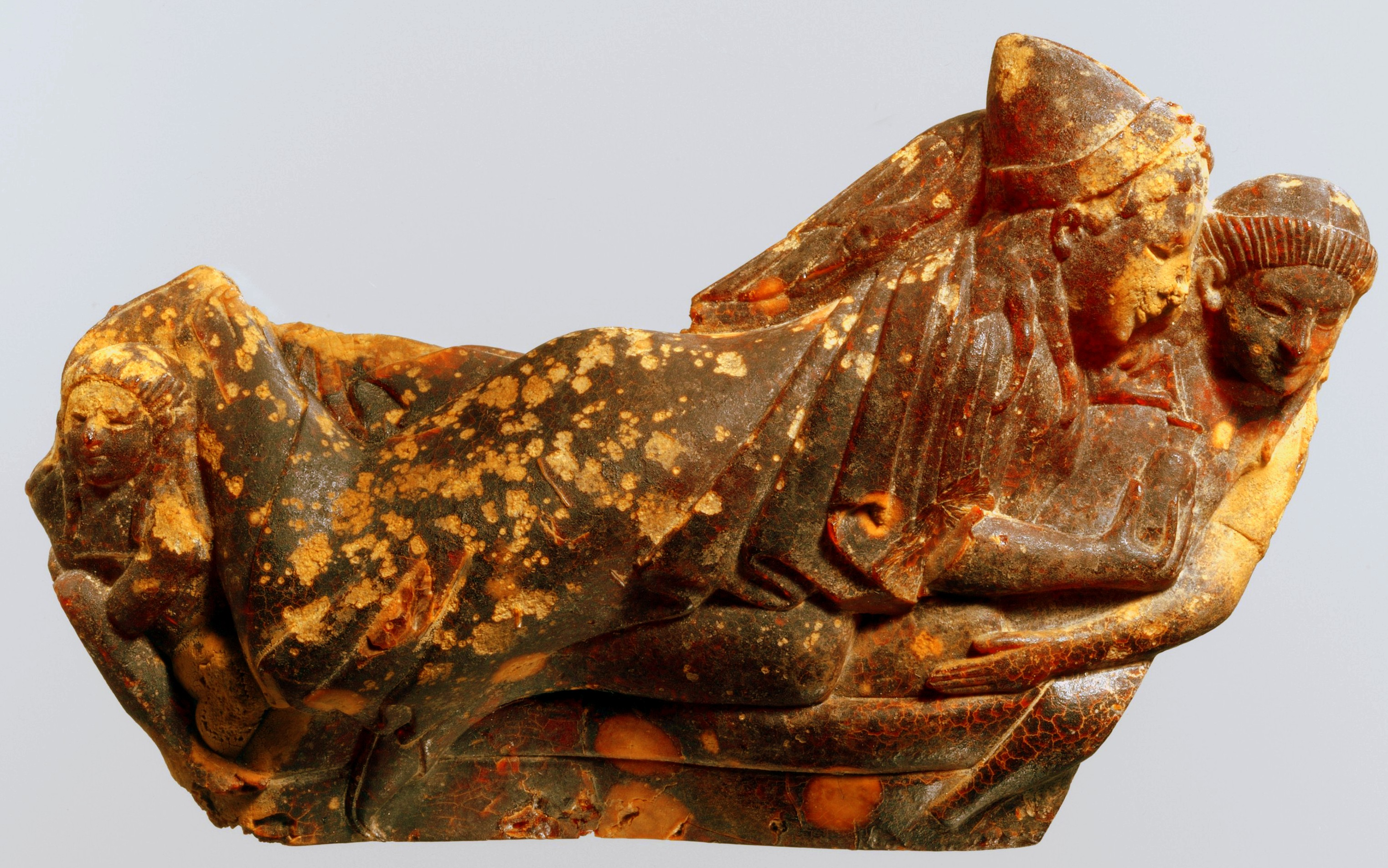
L'ambra etrusca con Afrodite ed Adone (500 a.C.) (Metropolitan Museum di New York).
La stele di Arbenta, con l'iscrizione "ΑΡΒΕΝΤΑ ΣΟΠΑΤΡΟΥ ΧΑΙΡΕ" (Arbenta Sopatrou, chaire), ossia "O Arbenta, figlio di Sopatros, addio!" (Museo della Città di Ancona).
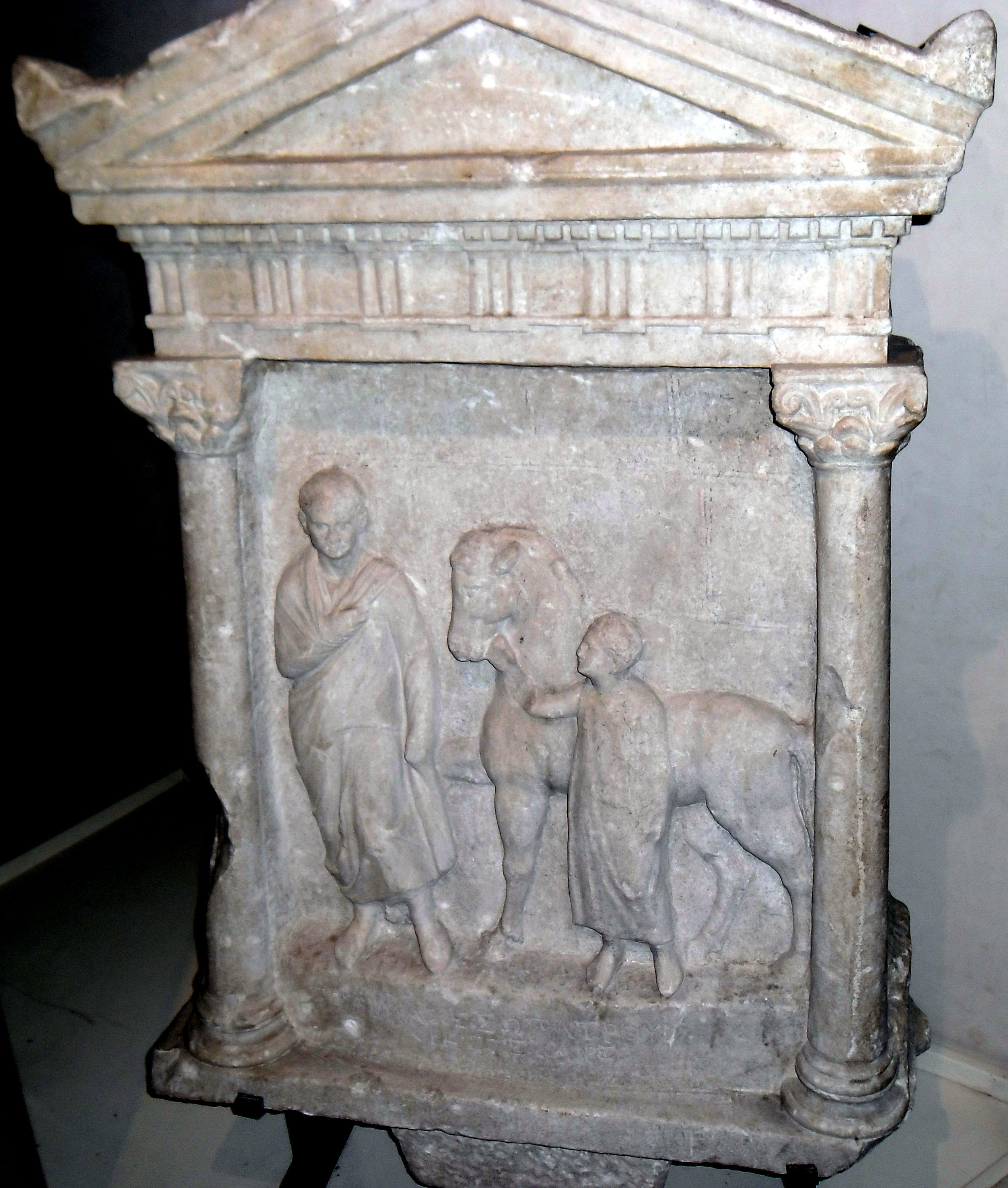
Stele di Symmachos, con l'iscrizione "ΣΥMMΑΧΕ ΣΟΠΑΤΡΟΥ ΧΡΕΣΤΕ ΧΑΙΡΕ" (Simmache Sopatrou, chereste chaire), ossia "O Simmaco, figlio di Sopatro, valoroso, addio!" (Museo archeologico nazionale delle Marche).
Un trapezoforo del I sec. d.C. proveniente dalla necropoli di età ellenistica (Museo archeologico nazionale delle Marche).
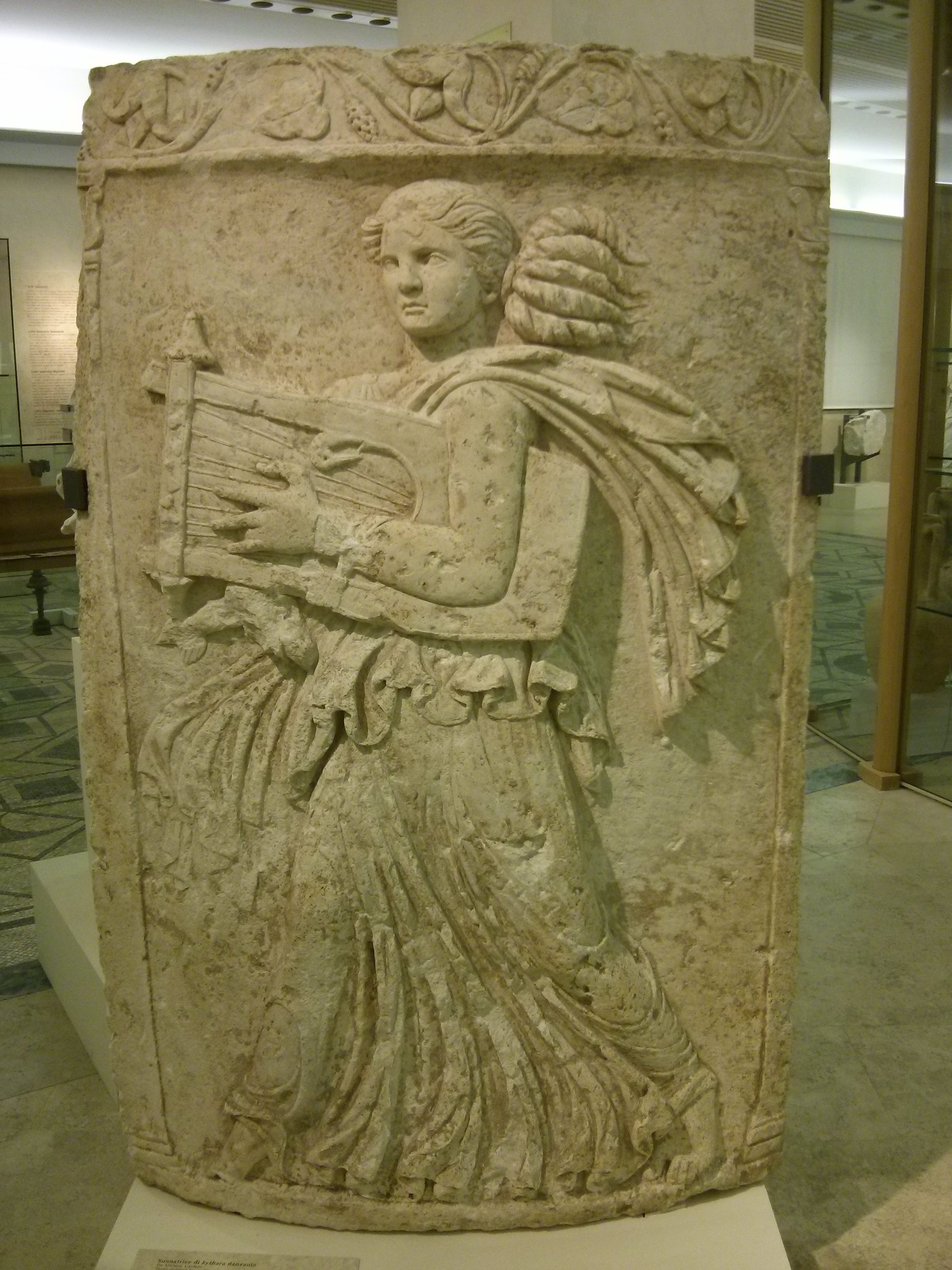
Bassorilevo con suonatrice di khitara danzante (Museo archeologico nazionale delle Marche).

## L'ipotesi riduzionista

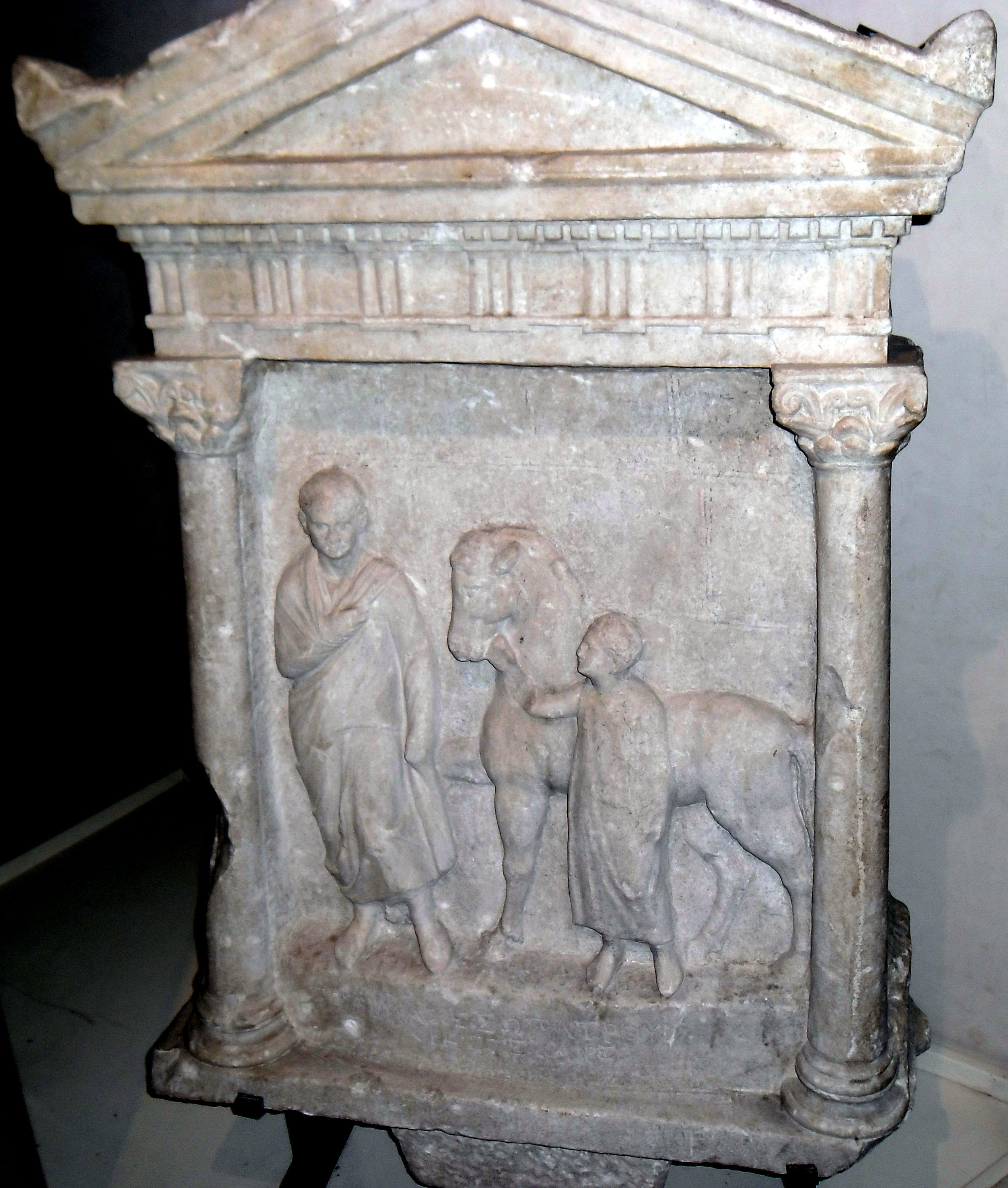
La stele di Symmachos, del tipo a colonne corinzie e architrave con metope e triglifi. L'iscrizione recita: «ΣΥΜΜΑΧΕ ΣΟΠΑΤΡΟΥ ΧΡΗΣΤΕ ΧΑΙΡΕ» (Symmache Sopatru, chrēste chaire), ossia "O Simmachos, figlio di Sopatros, o valoroso, addio!". L'uomo indossa la toga, nonostante il suo nome greco; ciò è interpretato come testimonianza del fondamentale carattere italico di Ancona, pur rivestito di forme greche, oppure come prova del ruolo della città come punto di fusione della cultura greca ed italica.

Nei primi anni del XXI secolo, finalmente fu effettuato uno studio complessivo sulla necropoli anconitana del IV-I secolo a.C., che ha prodotto alcune pubblicazioni, fondamentali per conoscere le caratteristiche e le usanze della popolazione dell'epoca. Lo studio permette di ricostruire anche gli intensi contatti di Ancona con l'oriente mediterraneo. L'autore di queste ricerche è stato lodato per la sua ricerca approfondita e dettagliata, ed anche per l'accento posto sulla multiculturalità dell'Ancona greca, descritta nei capitoli Multietnicità e I rapporti con i Galli Sènoni e con i Piceni.
Nelle sue conclusioni, l'autore dello studio sostiene che la colonizzazione siracusana di Ancona sia stato un evento effimero e di scarse conseguenze. Egli, infatti, nega la relazione tra le ricche testimonianze greche del II e del I secolo a.C. restituite dagli scavi e la fondazione siracusana del IV secolo a.C. Interpreta invece questi dati archeologici come espressione del desiderio di una classe dominante, essenzialmente di cultura italica, di rivendicare una specificità culturale greca. Lo studioso interpreta tutta una serie di dati archeologici come espressione della volontà degli anconitani di ellenizzare le proprie usanze: l'uso del greco nelle stele funerarie, l'emissione di una moneta con legenda in greco ed infine la presenza nella necropoli di una messe di reperti che testimoniano intensi contatti con il mondo greco, che, a dire dello stesso studioso, non trova confronto in altre città al di fuori della Magna Grecia.
Nei suoi testi, lo studioso nota la scarsità di testimonianze archeologiche relative al IV e III secolo ed evidenzia gli influssi romani nei corredi funerari e nelle stele del II e I secolo a.C.; ad esempio, nel bassorilievo di una stele, un uomo indossa una toga, ed alcuni nomi scritti in greco sono etimologicamente italici. Partendo da questi dati, egli parla della grecità di Ancona come di "un caso di tradizione inventata" e descrive l'Ancona del II e I secolo a.C. come una città di cultura fondamentalmente italica, con una componente greca che viene enfatizzata a scopo politico nel periodo in cui la potenza romana si sta affermando nel versante adriatico. La fondazione siracusana viene perciò descritta come un fenomeno "appannato e poco convincente".

### Critiche all'ipotesi riduzionista
La posizione riduzionista è legata alla necessità, condivisa da tutti gli studiosi, di superare le tante incertezze relative alla fase greca di Ancona, descritte nei capitoli precedenti. Cionondimeno l'ipotesi è stata anche criticata per la sua unilateralità e per la posizione eccessivamente scettica e pessimistica nei confronti della grecità anconitana; inoltre viene rilevata la mancanza di cautela nel trarre conclusioni che smentiscono la tradizione secolare rappresentata in primis da Strabone, Pseudo-Scilace, Catullo e Giovenale. Uno studioso, inoltre, critica l'ipotesi riduzionista ricordando che l'onus probandi incumbit ei qui dicit (è compito di chi accusa portare le prove delle proprie affermazioni), e nota appunto la mancanza di prove positive a sostegno di essa.
Chi critica le posizioni dello studioso, spiega la scarsità dei reperti del IV e III secolo a.C. in modi più semplici: cancellazione delle testimonianze a causa dello sviluppo urbano antico, ricerche archeologiche non sistematiche e legate solo all'occasionalità, localizzazione sul Montagnolo della colonia o anche perché alcuni reperti significativi sono finiti in musei esteri. Già gli studiosi del XX secolo spiegavano la scarsità di testimonianze del IV e della prima parte del III secolo a.C. ipotizzando la perdita della parte della necropoli situata nei pressi della zona della costa alta, a causa di frane. Anche gli influssi romani nei corredi funerari e nelle stele del II e nel I secolo a.C. sono spiegabili in altro modo, ossia pensando alla localizzazione di Ankón, che in quel periodo era circondata completamente da territori romanizzati o in corso di rapida romanizzazione.
Inoltre, chi critica l'ipotesi riduzionista, ricorda che se nell'Ancona del II e I secolo esisteva davvero una tendenza ad enfatizzare la propria grecità, il fatto può essere spiegato più semplicemente come coscienza delle proprie origini, piuttosto che come esaltazione o invenzione di una tradizione inconsistente. Secondo i critici, in definitiva, l'ipotesi riduzionista non segue il metodo del rasoio di Occam, perché non sceglie, tra più soluzioni possibili di un problema, quella più semplice. Oltretutto, per quanto riguarda la grecità linguistica di Ancona, si può notare come spesso i linguisti invochino la necessità dell'effettiva presenza etnica di un determinato popolo nel territorio in cui venga ampiamente utilizzata la sua lingua; afferma il prof. Francisco Villar che «le lingue non si spostano da sole, senza parlanti, da un luogo a un altro [...] può trattarsi in molti casi di gruppi relativamente poco numerosi che hanno potuto imporre la loro lingua a popolazioni numericamente superiori. Però la presenza, l'irruzione di parlanti di una lingua nuova è imprescindibile».
Infine, l'ipotesi riduzionista è criticata anche perché è molto difficile interpretare la straordinaria quantità di oggetti ellenistici rinvenuti ad Ancona come acquisizioni dettate da una volontà di ostentare una grecità effimera; più semplicemente questa caratteristica può essere considerata il riflesso di una società a prevalenza greca, nella quale il gruppo dei fondatori greco-siracusani convive con abitanti di origine italica, data la particolare posizione geografica di Ankón, così lontana da altre colonie greche e circondata da popolazioni italiche che ne influenzano le usanze. D'altronde, se la grecità di Ancona fosse frutto solo di ostentazione, sarebbe difficile spiegare il fatto che Roma abbia sempre considerato la civitas foederata anconitana una città greca.

## Celebrazione dei 2400 anni dalla fondazione

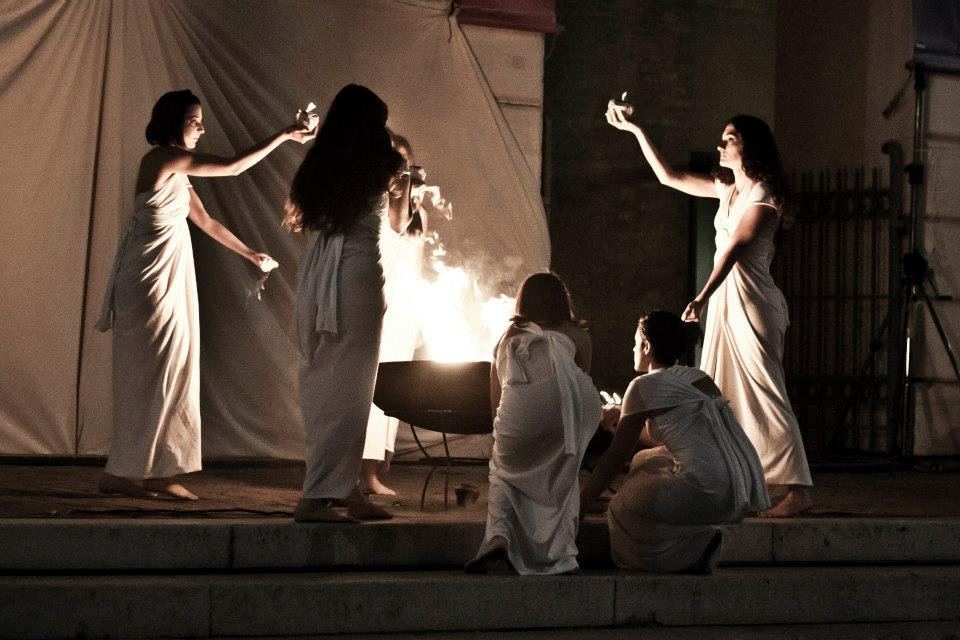
Rievocazione dell'accensione del fuoco sacro.

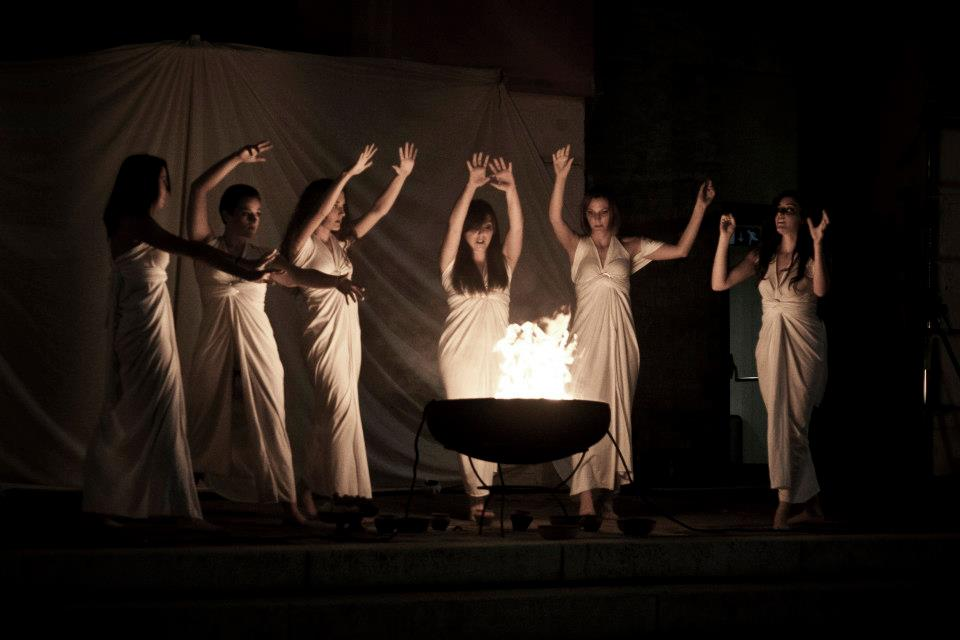
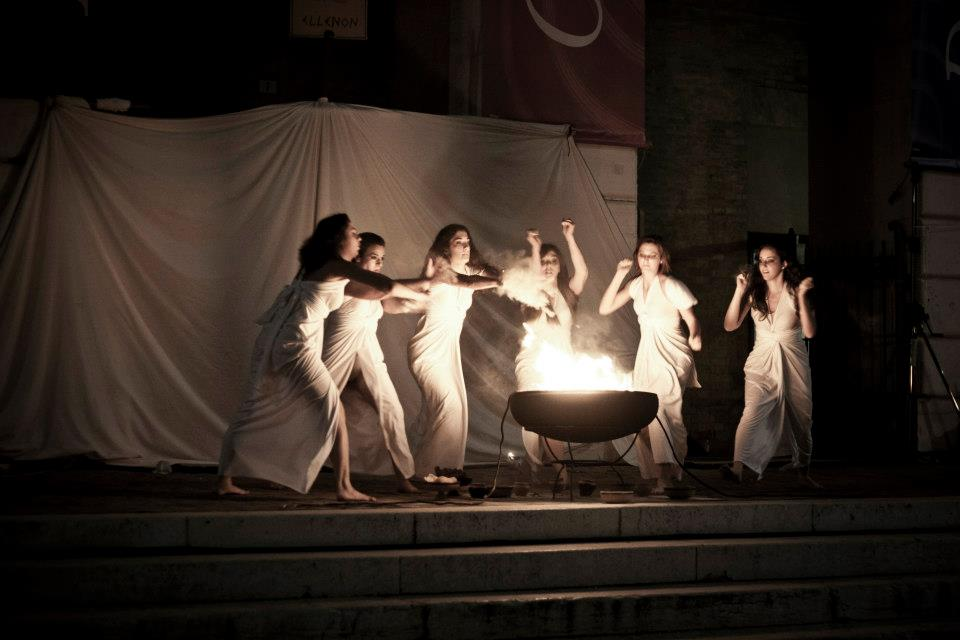
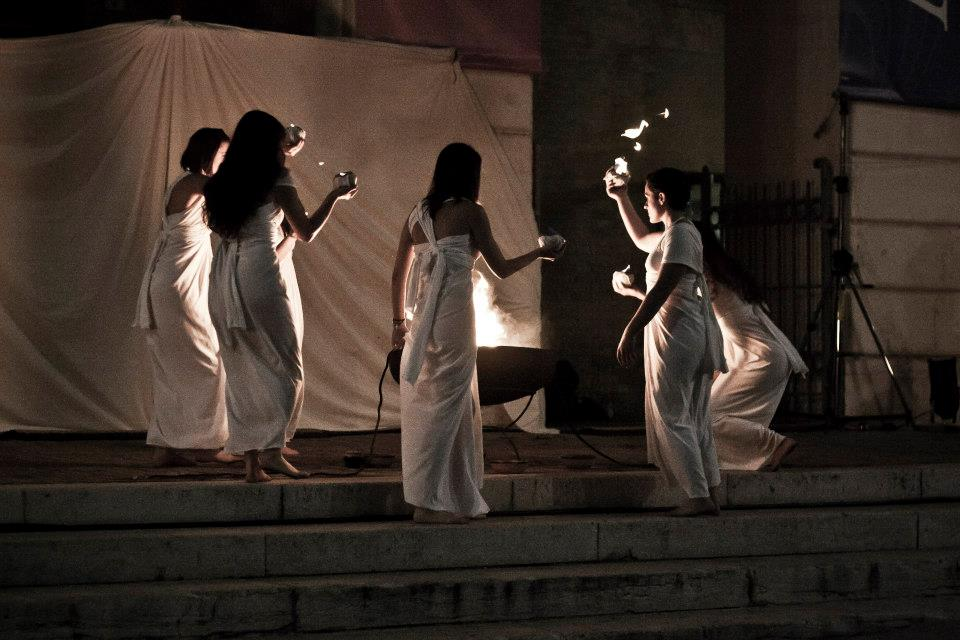
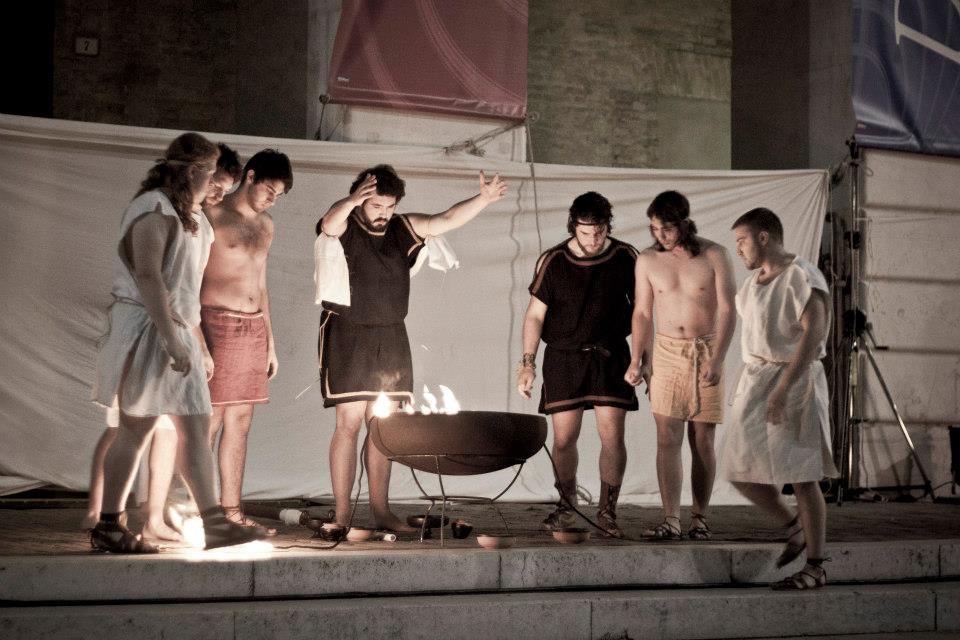
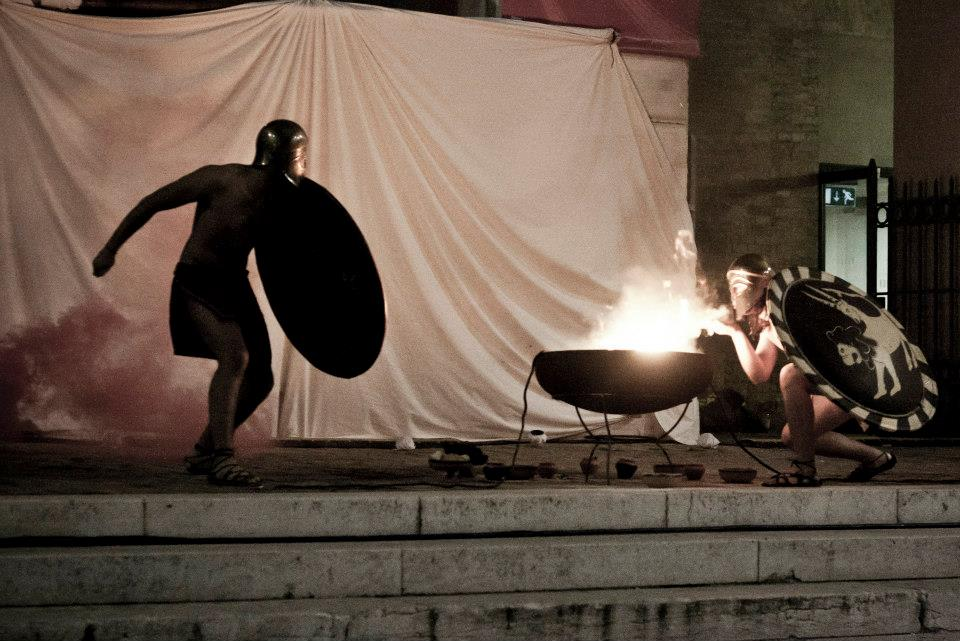
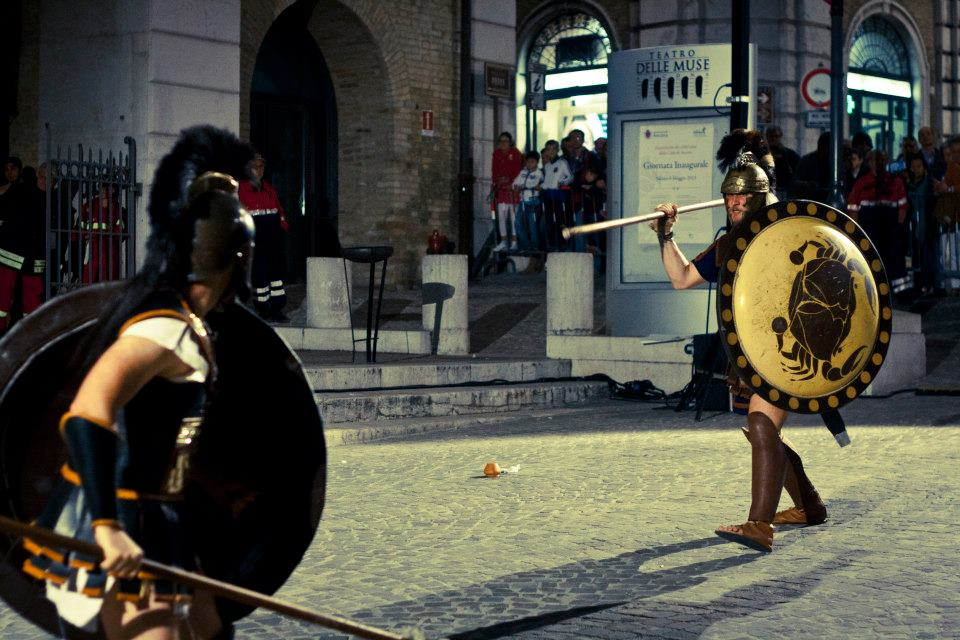
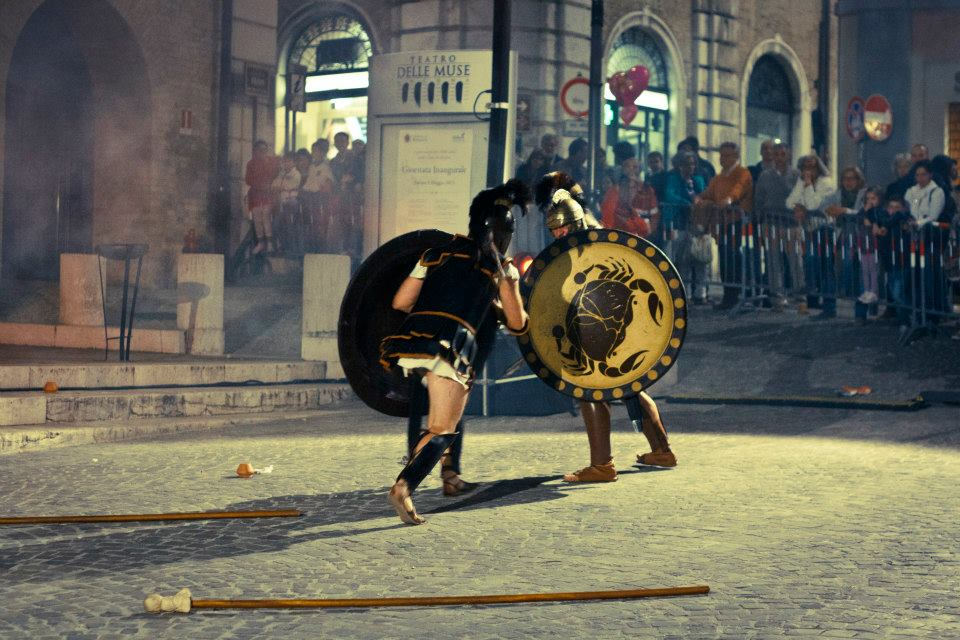

Nel 2013 si sono celebrati i 2400 anni dalla fondazione greca di Ancona con una serie di iniziative, sotto l'alto patronato del Presidente della Repubblica. Il quattro maggio (festa del patrono San Ciriaco) il gruppo di rievocazione storica "Simmachia Ellenon" ha celebrato il rito di fondazione della colonia greca secondo l'antico rituale, che iniziava accendendo un fuoco da quello sacro che ardeva perennemente davanti all'altare di Estia, nel pritaneo della madrepatria (in questo caso l'antica Siracusa), conservandolo con ogni cura durante il viaggio indicato dall'oracolo ed infine accendendo con esso il fuoco sacro della nuova città. Dopo l'accensione del fuoco i rievocatori hanno compiuto una danza pirrica e un duello rituale.
La rievocazione è stata seguita da un concerto di tutte le corali cittadine, riunite in un gruppo di novanta elementi, e da una festa aperta alla cittadinanza. Anche papa Francesco ha rivolto alla città un augurio e una benedizione particolare per l'importante anniversario.
Inoltre, sino alla fine del 2013 si sono tenute conferenze dedicate alla grecità di Ancona e nel giro di due anni sono stati pubblicati gli ultimi studi sull'argomento.
Il Comune ha organizzato infine una serie di visite guidate volte a favorire la conoscenza delle testimonianze archeologiche risalenti al periodo greco di Ancona. Nell'occasione, finalmente la cittadinanza ha avuto accesso a luoghi fondamentali per capire la storia antica della città e che erano chiusi al pubblico da decenni o non erano mai stati regolarmente aperti:
- la panoramica terrazza del Museo archeologico, da cui si è potuta ammirare la morfologia della costa che è all'origine del nome Ankón;
- la zona archeologica del tempio di Afrodite, situata sotto alla pavimentazione del Duomo,
- la zona archeologica situata dietro alla caserma Villarey, dove sono visibili alcune tombe dell'epoca ellenistica.

I tre luoghi sono stati chiusi nuovamente al termine delle celebrazioni.
Alcuni momenti della rievocazione del 4 maggio 2013

## Ancona greca nella letteratura
L'umanista Giovanni Antonio Campano scrisse l'epigramma latino De Ancona, dedicato ad Ancona greca, in cui chiede al lettore di non meravigliarsi se dopo la caduta di Costantinopoli i Greci si rifugiarono in Ancona. Secondo l'autore, i Pelasgi, antichissimi abitanti della regione storica greca della Tessaglia (come indica l'espressione "fiero tessalo"), furono i primi fondatori di Ancona, dove introdussero l'addomesticamento del cavallo.
olim si nescis Dorica terra fui.
Finibus eiecti patriis regnoque Pelasgi
haec quae nunc spectas moenia condiderant.
Nec me Graiorum turpe est insignibus uti:
armavit primos Thessalus acer equos.
Ergo mirari Danaos huc ire fugatos
desine: nam hic vetus est hospitium Danais.»
(Giovanni Antonio Campano, Carmina, III, 28)

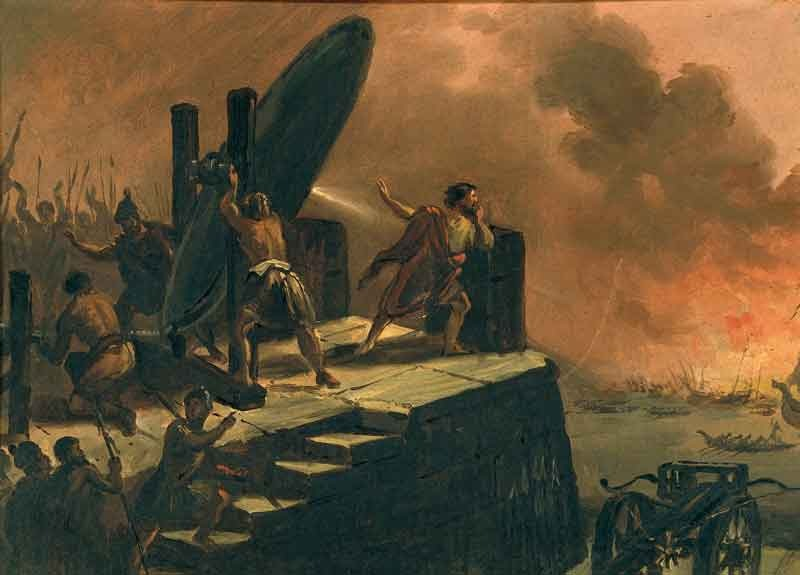
Gli specchi ustori, dipinto di scuola italiana, ante 1824 (Milano, Pinacoteca Ambrosiana).

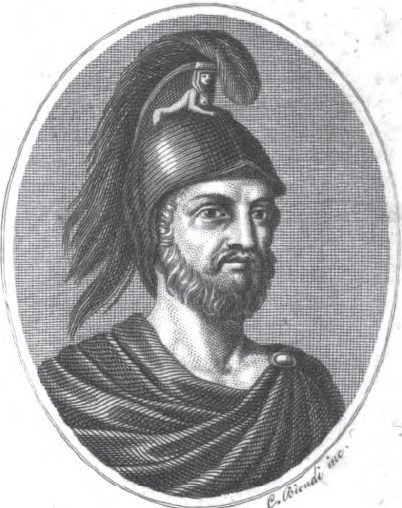
Filisto, ritratto di fantasia inciso da Carlo Biondi, 1817.

Il periodo greco di Ancona è rievocato anche in alcuni romanzi. Se ne segnalano due: 
- Anarchici e siluri, della scrittrice Joyce Lussu

In questo romanzo si immagina che il noto naturalista anconitano Luigi Paolucci narri la leggenda degli specchi ustori, che lega Ancona a Siracusa e al grande scienziato Archimede; secondo questa leggenda, gli specchi furono nascosti ad Ancona per non farli cadere nelle mani dei Romani dopo la conquista di Siracusa.
- Il tiranno, romanzo storico dello storico e scrittore Valerio Massimo Manfredi.

Nel capitolo XXIX, Manfredi descrive la vita animata di Ankón, immaginata come luogo in cui arriva Filisto, fratello di Dionisio il Grande, proveniente da Adria. In particolare, si parla del porto, dell'acropoli con il tempio che si affaccia sul mare, dei Celti stanziati nei dintorni della polis. Si descrive inoltre l'agorà gremita di Greci delle metropoli e delle colonie, di mercenari celti che aspettavano di essere reclutati, ma anche di Piceni, Etruschi ed Umbri. Quando arrivò nell'agorà di Ankón, «Filisto si sentì rinascere: finalmente respirava di nuovo l'atmosfera di una polis, anche se un po' meticcia».